# Maneirismo no Brasil

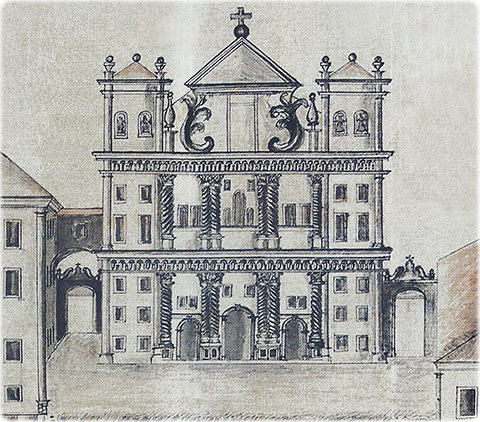
Antiga Sé da Bahia, um dos principais edifícios maneiristas do Brasil, demolido em 1933, quando já estava completamente descaracterizado.

A introdução do Maneirismo no Brasil representou o lançamento da pedra angular da história artística de descendência europeia do país. Descoberto pelos portugueses em 1500, o Brasil até então era habitado por povos indígenas, cuja cultura tinha ricas tradições imemoriais, mas era em tudo diferente da cultura portuguesa. Com a chegada dos colonizadores, começaram a ser introduzidos os primeiros elementos de uma dominação em larga escala que perdura até hoje. Naquele século de fundação de uma nova civilização americana, a principal corrente cultural em vigor na Europa era o Maneirismo, uma complexa e muitas vezes contraditória síntese de elementos clássicos derivados do Renascimento italiano — ora questionados e transformados pelo colapso da visão de mundo unificada, otimista, idealista e antropocêntrica cristalizada na Alta Renascença — e de tradições regionais cultivadas em várias partes da Europa, incluindo Portugal, que ainda tinham no estilo Gótico anterior uma forte base de referência. Com o passar dos anos a corrente foi acrescida de novos elementos, oriundos de um contexto profundamente perturbado pela Reforma Protestante, contra a qual a Igreja Católica organizou, na segunda metade do século XVI, um agressivo programa disciplinador e proselitista, a chamada Contra Reforma, revolucionando as artes e a cultura em geral da época.
Devido ao fato de que a implantação da civilização portuguesa no Brasil iniciou do zero, houve escassas condições para um florescimento cultural ao longo de quase todo um século. Desta forma, quando começam a surgir os primeiros testemunhos artísticos de algum vulto no Brasil, situados quase exclusivamente no campo da arquitetura sacra e da sua decoração interna, o Maneirismo já estava em declínio na Europa, sendo sucedido pelo Barroco na primeira metade do século XVII. Não obstante, em virtude principalmente da atividade dos jesuítas, que foram os mais ativos e empreendedores missionários, e que adotaram o Maneirismo quase como um estilo oficial da Ordem, resistindo muito em abandoná-lo, esta estética pôde se expandir abundantemente no Brasil, influenciando outras ordens. Porém, a vertente que cultivaram mais na colônia foi a do Estilo Chão, de feições austeras e regulares, fortemente baseada nos ideais classicistas de equilíbrio, racionalidade e economia formal, contrastando com outras correntes em voga na Europa, que eram muito mais irregulares, anticlássicas, experimentais, ornamentais e dinâmicas. O modelo básico de fachada e em particular o de planta baixa da igreja jesuíta foi o mais duradouro e influente padrão da história da edificação sacra brasileira, sendo adotado em vasta escala e com poucas modificações até o século XIX. O Estilo Chão exerceu um profundo impacto também na construção civil e militar, criando uma arquitetura de grande homogeneidade espalhada por todo o território nacional. Quanto às decorações internas, incluindo a talha dourada, a pintura e a escultura, o Maneirismo conheceu uma permanência muito mais breve, desaparecendo quase por completo a partir de meados do século XVII, ocorrendo o mesmo nos campos literário e musical. Apesar desta presença tão marcante, grande parte das igrejas maneiristas foi descaracterizada em reformas posteriores, sobrevivendo hoje um número relativamente pequeno de exemplos em que os traços mais típicos da Arquitetura Chã ainda são visíveis. As suas decorações internas, bem como os testemunhos na música, sofreram destino ainda mais dramático, perdendo-se quase em sua inteireza.
A atenção da crítica para o Maneirismo é fenômeno recente, até a década de 1940, o estilo em geral sequer era reconhecido como uma entidade autônoma na História da Arte, considerado até então uma triste degeneração da pureza renascentista ou uma mera etapa de confusa transição entre o Renascimento e o Barroco, e por isso a descrição de seu legado ainda está eivada de imprecisões e controvérsias, mas desde a década de 1950 uma grande série de estudos passou a enfocá-lo, delimitando melhor suas especificidades e reconhecendo seu valor como um estilo rico de propostas e de soluções inovadoras, e interessante em seu próprio direito. Sobre o caso brasileiro, porém, as dificuldades são bem maiores, as pesquisas estão em sua fase inicial e a bibliografia é pobre, havendo ainda muitos equívocos, anacronismos e divergências em sua análise, mas alguns estudiosos já deixaram contribuições importantes para sua recuperação.

## O Maneirismo

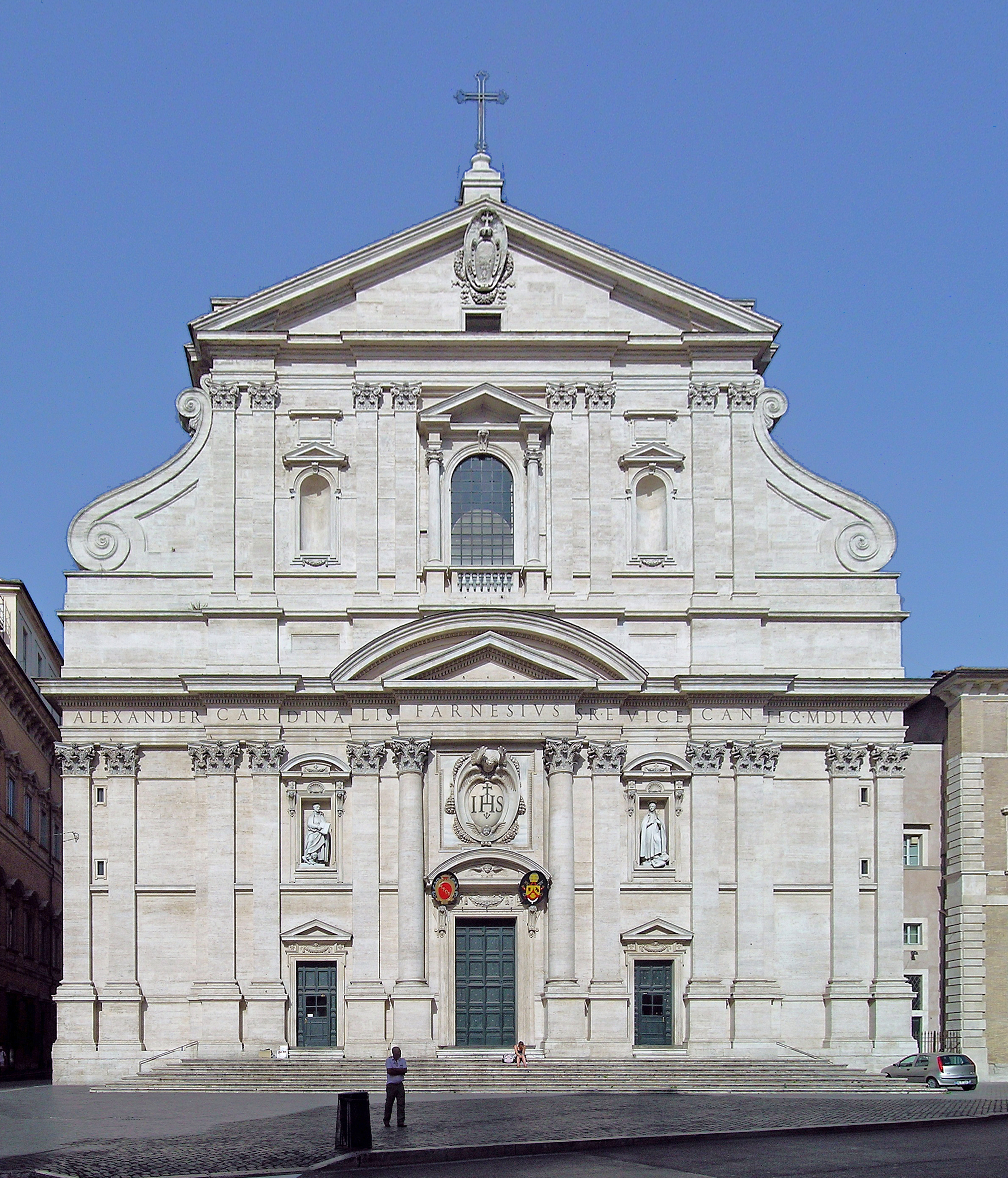
A Igreja de Jesus em Roma, que serviu de modelo para inúmeras outras construções, considerada um grande documento maneirista e também uma das principais precursoras do estilo Barroco na arquitetura.

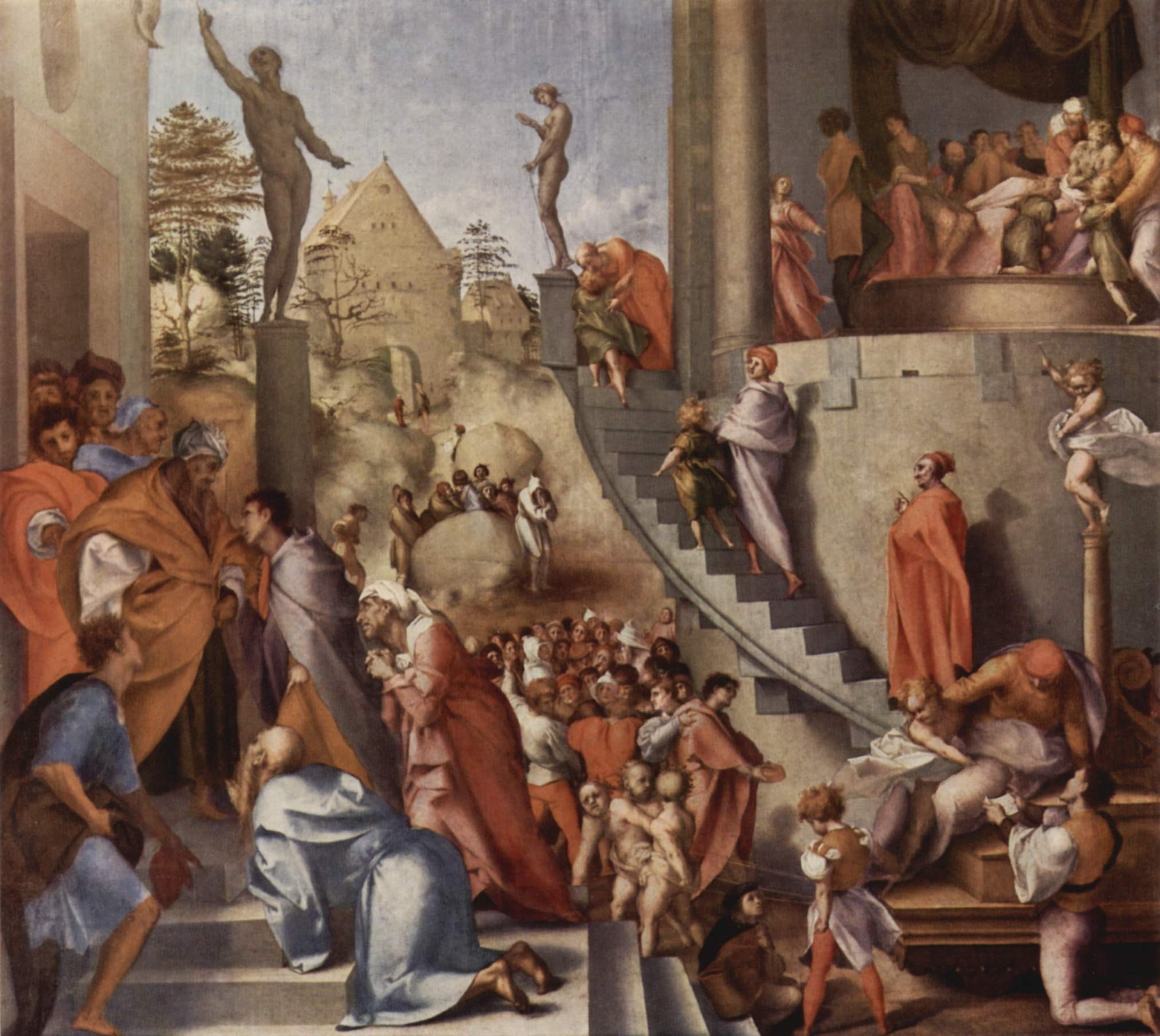
José no Egito, de Jacopo Pontormo, uma típica pintura maneirista.

O Maneirismo surgiu na Itália como uma evolução natural do Renascimento, que florescera entre os séculos XIV e XV pregando um retorno aos ideais estéticos classicistas de equilíbrio formal, economia de meios e moderação na expressividade, ideais que estavam associados aos mais elevados valores morais. O Renascimento atingiu seus plenos objetivos na fase chamada de Alta Renascença (c. 1480-1527), delimitada usualmente pela obra de maturidade de Leonardo da Vinci e o saque de Roma de 1527, produzindo uma arte de grande dignidade, estabilidade e solenidade, que tinha em uma natureza depurada de suas imperfeições transitórias, no primado da razão sobre a subjetividade e na produção dos mestres consagrados do passado seus fundamentos ideais. Apesar disso, a imitação da natureza estava carregada de formalismo e idealismo, propunha a apresentação de um mundo utópico, onde o Bem impera na Terra debaixo do poder benevolente dos Céus, e as diferenças são anuladas sob uma grande homogeneização da cultura e do modo de vida, onde as pessoas seguem uma ética pura e altruísta. De fato, uma das preocupações dos artistas do Renascimento foi oferecer modelos de conduta educativos, que pudessem transformar a sociedade e dar-lhe felicidade duradoura. Se este ideário foi o principal sustentáculo da grande arte produzida neste período, era ao mesmo tempo artificial, divorciado da realidade cotidiana, sendo cultivado em um período de guerras quase incessantes e grandes crises sociopolíticas. Neste contexto, duas crises foram especialmente dramáticas: o sangrento saque de Roma de 1527, um dos pontos culminantes de uma completa reorganização na geopolítica europeia e que abateu definitivamente a primazia política e econômica italiana no cenário europeu, e a Reforma Protestante iniciada em 1517, que cindiu em duas seitas diversas o antes monolítico Cristianismo, que até então fora o mais importante fator para preservação da unidade cultural e religiosa da Europa, e que havia dado à Itália singular influência política internacional como a cabeça da Cristandade.
O Maneirismo, pois, é fruto em primeiro lugar dessas profundas mudanças na sociedade italiana, e se antes os valores clássicos da Alta Renascença ainda podiam preservar uma fachada de unidade cultural e de um mundo otimista e pacífico, em pouco tempo nem a arte foi mais capaz de sustentá-la, aparecendo obras ambíguas, agitadas, questionadoras, não raro cínicas, hedonistas, irracionais, herméticas, preciosistas e frívolas, e mesmo bizarras, obscuras, fantásticas e grotescas, confrontando tudo o que o Classicismo advogava e que se havia provado como um ideal alto demais para ser materializado, apresentando o mundo com um lugar de conflitos, contradições, incertezas, insuficiências e dramas, onde a violência, a falsidade e a crueldade eram métodos políticos habituais, o dogmatismo religioso subjugava as consciências e as vontades, a fome, as guerras e as epidemias eram ameaças constantes e a simples sobrevivência era para a vasta maioria das pessoas um desafio pungente e premente. Não por acaso que Giulio Argan definiu o Maneirismo como "o triunfo da prática sobre a teoria".
Mas havia outros fatores em jogo. O Renascimento tinha suas próprias contradições, e se por um lado pregava o respeito à produção dos grandes mestres do passado como modelos de perfeição a serem imitados, por outro longamente vinha propondo que os artistas mereciam se equiparar aos intelectuais, resultando que na Alta Renascença se reforçaram significativamente as individualidades artísticas e emergiu a figura do gênio, um criador que mais do que ganhar independência das regras, de fato estabelecia novas regras e se tornava por sua vez um novo modelo. Este cultivo do individualismo e da liberdade de pensamento e criação, combinando-se a um período de grande insegurança geral e de derrocada de padrões antes solidamente estabelecidos e muito homogêneos, contribuiu para que a arte maneirista fosse altamente personalista, muito mais livre das amarras dos cânones antigos, abrindo espaço para uma pulverização do estilo geral em uma infinidade de derivações pessoais, locais e regionais, que se aproximavam ou afastavam do Classicismo em graus muito diferenciados. Numa segunda etapa, veio a modificar o contexto a reação católica à Reforma Protestante, a chamada Contra Reforma, que desejou moralizar e disciplinar os costumes e o clero, reafirmar o dogma e recuperar os fiéis perdidos, e as determinações que estabeleceu para a arte sacra em termos de decoro, fidelidade à doutrina e acessibilidade de leitura, impondo ao artista a direção da Igreja em todas as etapas de realização da obra, repercutiram na produção profana.

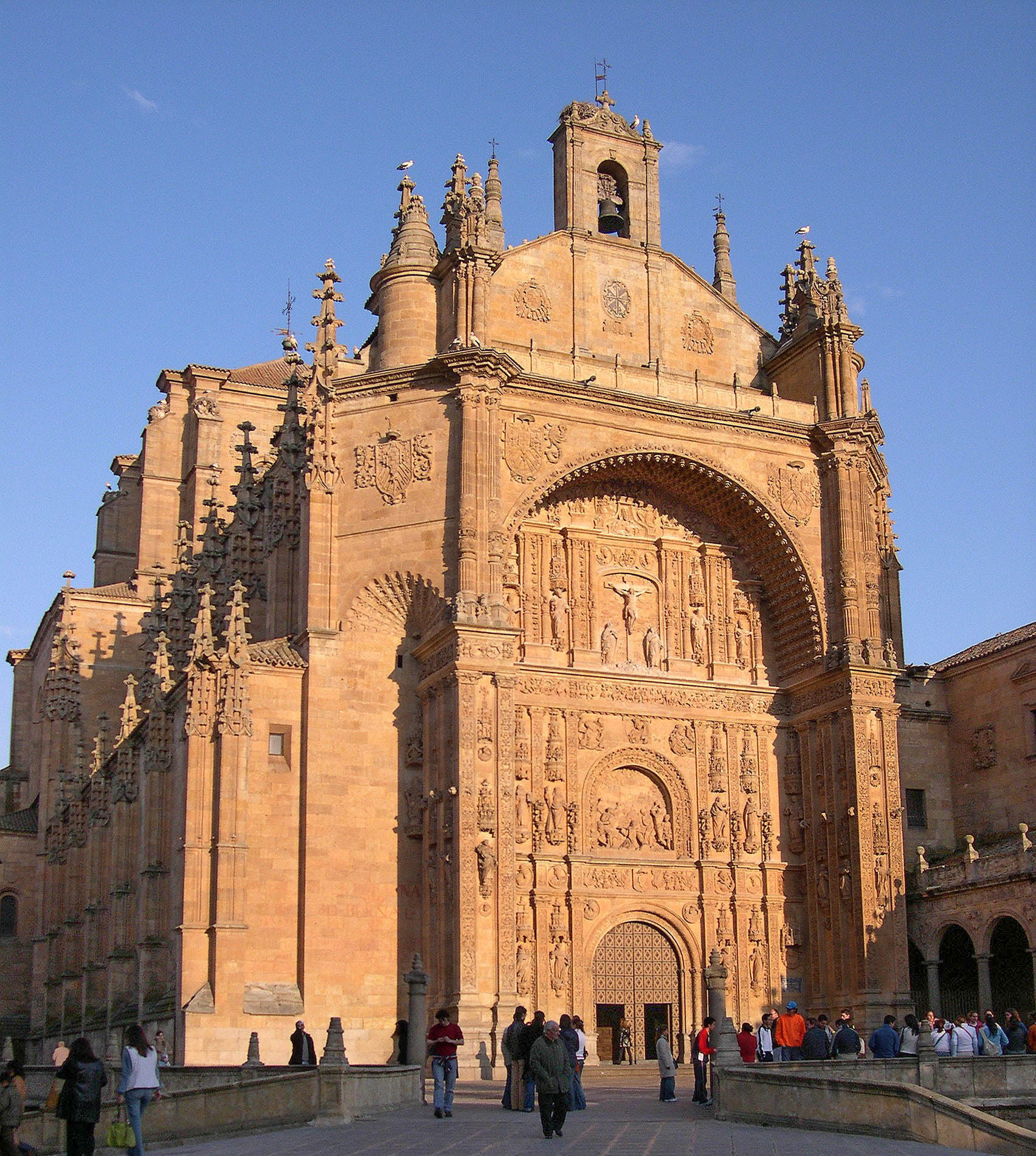
Igreja de Santo Estêvão, em Salamanca, mostrando a fusão de elementos clássicos e góticos.

Ao longo da evolução do Maneirismo a referência clássica de fato não foi eliminada da arte, mas foi sim testada, discutida, relativizada, desarticulada, transformada e até combatida, mas permaneceu como a base sobre a qual surgiram os avanços posteriores, adaptando-a a um novo universo social, político e cultural. No resumo de Vítor Serrão,
"[...] a Maniera consagra valores críticos de um tempo que sabe a crise, [...] buscando responder pela ousadia das formas e ideias à crise de identidade sem resolução visível. Este foi, é, será o tempo da magia do labirinto e do serpentinato, do culto da melancolia, da stravaganza e da solidão, do notturno, da ruptura com o cânon classicista; tempo de inconstância, da paixão neoplatônica perdida na exploração de identidades como Fortuna e Virtude, Vênus e o culto de Maria, Eros e o Decoro; tempo de excessos, de euforia e de descrença; tempo enfim da frenética liberdade, da inovação formal, do culto do bizarro, em que a individualidade é assumida em termos obsessivos, como diferença e contrapoder".
No panorama internacional, contudo, o surgimento do Maneirismo ocorreu num outro contexto. As crises antes mencionadas não eram uma exclusividade italiana, e os valores clássicos também foram cultivados em outros países, em boa medida por influência italiana, mas seu florescimento nunca chegou a ser tão dominante quanto na Itália, onde obliterou totalmente os vestígios do estilo Gótico, que precedeu o Renascimento, e que na Itália veio a ser considerado uma aberração produzida por povos bárbaros. Em toda a larga região ao norte dos Alpes e na Europa Ocidental as tradições góticas ainda frutificavam vigorosamente no século XV, e da sua fusão com elementos clássicos é que principalmente nasceu o chamado Maneirismo Internacional, uma corrente estética extremamente polimorfa, considerando a grande quantidade de tradições regionais em existência e as variadas formas com que elas se mesclaram às influências classicistas. Neste contexto se inseriu o fenômeno do Maneirismo português, a origem direta do Maneirismo brasileiro.

### A versão portuguesa

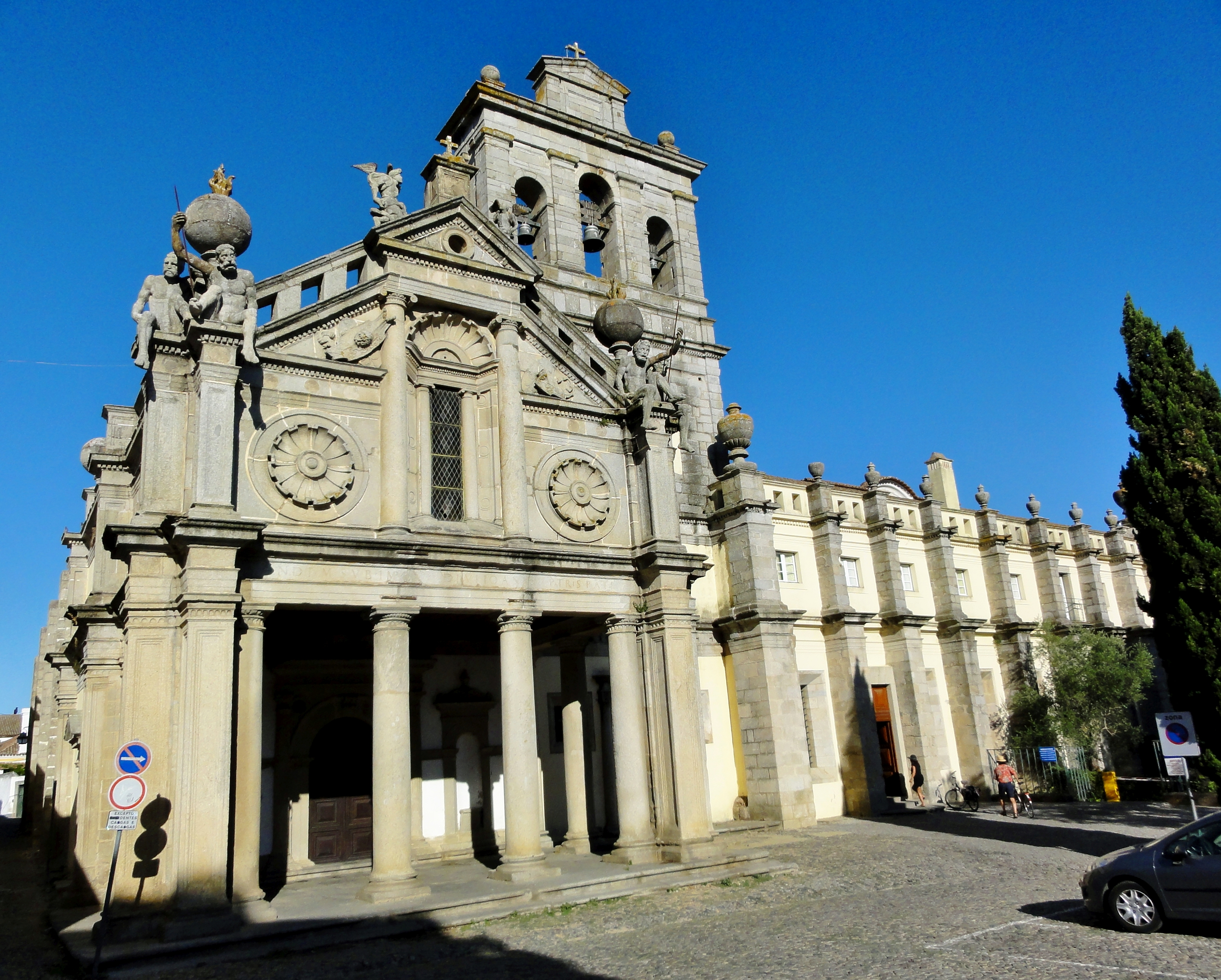
A Igreja da Graça em Évora, um bom representante do Maneirismo português.

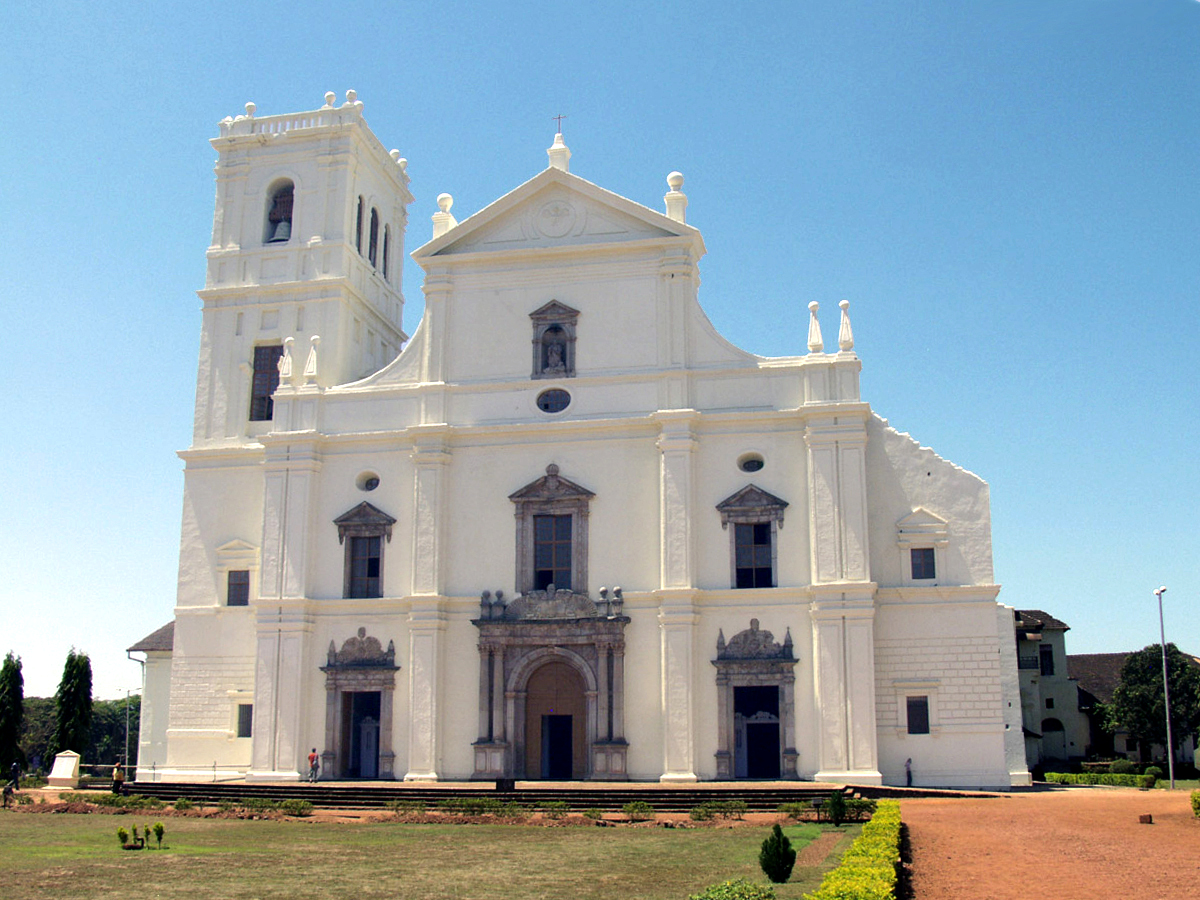
Sé de Santa Catarina em Goa, exemplo do Maneirismo português levado para suas possessões ultramarinas.

Portugal permaneceu por muito tempo imerso no Gótico, em especial o de origem flamenga, e recebeu tardiamente a influência clássica, que só começa a se fazer notar com mais vigor no início do século XVI, exatamente quando ela começava a declinar em seu local de origem. O contato português com o mundo clássico se deu, pois, principalmente através do filtro maneirista. No final do reinado de dom Manuel I o contato com a Itália se intensificou, seja diretamente, seja através da Espanha, e começa a aparecer um estilo italianizado que refletia mais, entre todas as vertentes maneiristas, a moda romana. Entre seus mais importantes precursores estava Francisco de Holanda, que estudou em Roma e ao voltar para sua pátria foi um grande divulgador da nova estética através de sua atuação como arquiteto, decorador, pintor e tratadista. Vários outros artistas portugueses receberam bolsas de estudo régias na Itália, e alguns notáveis arquitetos italianos se radicaram em Portugal. Ao mesmo tempo, começaram a circular importantes tratados de arquitetura, como o Medidas del Romano, do espanhol Diego de Sagredo, e De Architettura, do italiano Sebastiano Serlio, paralelamente à introdução de uma grande quantidade de gravuras italianas, que exerceram decisiva influência, junto com os pintores bolsistas régios, na renovação da pintura, fazendo com que a nova corrente iniciasse um grande florescimento em todas as modalidades artísticas. Influências menores mouriscas, francesas e germânicas adicionaram ainda maior variedade ao cenário. Nas palavras de Vítor Serrão,
"Os princípios teorizadores anticlássicos vão originar logo no reinado de dom João III um longo e brilhante ciclo de arquitetura maneirista, que modificou sensivelmente a paisagem construtiva, em Portugal e nas possessões ultramarinas, e cujos prolongamentos — anormais em relação a qualquer outra zona europeia — se estendem para além do reinado de dom João V, constituindo fator de resistência ao surto do Barroco internacional. Reputados engenheiros e arquitetos italianos radicados no nosso país, como Benedito de Ravena e Filippo Terzi, Giovanni Battista Antonelli e Giovanni Vincenzo Casale (e, mais tarde, Leonardo Turrano), contribuem decisivamente para a aceitação plena, no espaço do Império Português, de uma arquitetura maneirista de feição sui generis, curiosamente com um desenvolvimento cronológico muito mais extenso do que os outros ramos artísticos, que já no primeiro terço do século XVII recebiam os influxos naturalistas do Barroco.
"A pintura portuguesa foi particularmente sensível às influências dimanadas da Itália, que as nossas oficinas mais eruditas colheram (de modo direto e quase imediato) — constatação que assenta numa análise do legado pictural coetâneo. Adriano de Gusmão, que põe em relevo a importância de uma via difusora flamenga ao considerar ter sido ainda através de Antuérpia — tal como o fora anteriormente — que a nossa pintura se converteu aos modelos maneiristas, não exclui 'o simultâneo e provável contato direto de alguns dos nossos artistas com os meios italianos', sugerido pela nítida influência de Vasari que transparece em alguns retábulos portugueses da época, não apenas na composição mas ainda na cor".

## No Brasil
Enquanto Portugal continuava com sua milenar tradição artística, o transplante da sua cultura para o Brasil recém-descoberto representou criar uma civilização nova em um território até então era dominado por povos indígenas, cuja cultura divergia radicalmente da portuguesa, desenvolvendo um modelo de sociedade que se dividia entre grupos caçadores-coletores itinerantes e outros semissedentários que tinham na agricultura uma base importante de subsistência. Mantinham também tradições artísticas milenares, mas sua arquitetura se resumia a habitações simples cobertas de palha, as ocas, a escultura era quase desconhecida e a pintura possuía uma tradição figurativa apenas esquemática, concentrando-se em padrões geométricos ou abstratos tradicionais que sofriam pouca modificação ao longo de séculos, com um forte caráter folclórico e ritual.
Carecendo de uma estrutura anterior, é natural que os primeiros cem anos da colonização portuguesa fossem caracterizados por dificuldades e carências de todos os tipos, com a luta pela sobrevivência em um ambiente inóspito concentrando os interesses e esforços. Assim, o que surgiu em termos de arte e arquitetura neste período foi em geral acanhado e despojado. Porém, como a defesa do território contra índios hostis e aventureiros e piratas de outras nações era uma preocupação principal, foram erguidas diversas fortificações pelo litoral, algumas de tamanho avantajado. Ao mesmo tempo, como era preciso atender às necessidades espirituais dos novos colonos, a Igreja participou do processo de instalação enviando muitos missionários, entre os quais estavam jesuítas, dominicanos, carmelitas, beneditinos e franciscanos, que em geral tinham um sólido preparo cultural, sendo muitos deles também artistas de grande talento, os fundadores da arte brasileira de descendência europeia. Aos missionários, junto com os engenheiros militares, cuja atividade envolvia muito mais do que a construção apenas de fortificações e quartéis, se devem os projetos das primeiras igrejas, capelas, escolas e hospitais, participando igualmente de sua ereção. Também os religiosos foram os responsáveis pelas primeiras expressões brasileiras da pintura, escultura, literatura e música em moldes europeus. Não obstante, os índios deram alguma contribuição na forma de algumas técnicas decorativas e construtivas. Por outro lado, os missionários não eram todos portugueses, muitos vinham da Itália, da Espanha, França ou Alemanha, e traziam variadas referências estéticas. A heterogeneidade das influências recebidas, junto com as dificuldades de comunicação com a Metrópole, criaram um descompasso em relação à cronologia estética da Europa e fizeram com que a evolução da arte brasileira fosse marcada por grandes doses de ecletismo e que arcaísmos persistissem longamente. Ao mesmo tempo, esses fatores muitas vezes dificultam a identificação exata da tendência predominante em cada obra individual, produzindo intermináveis controvérsias entre a crítica.

### Arquitetura

#### Igrejas: Primeira fase

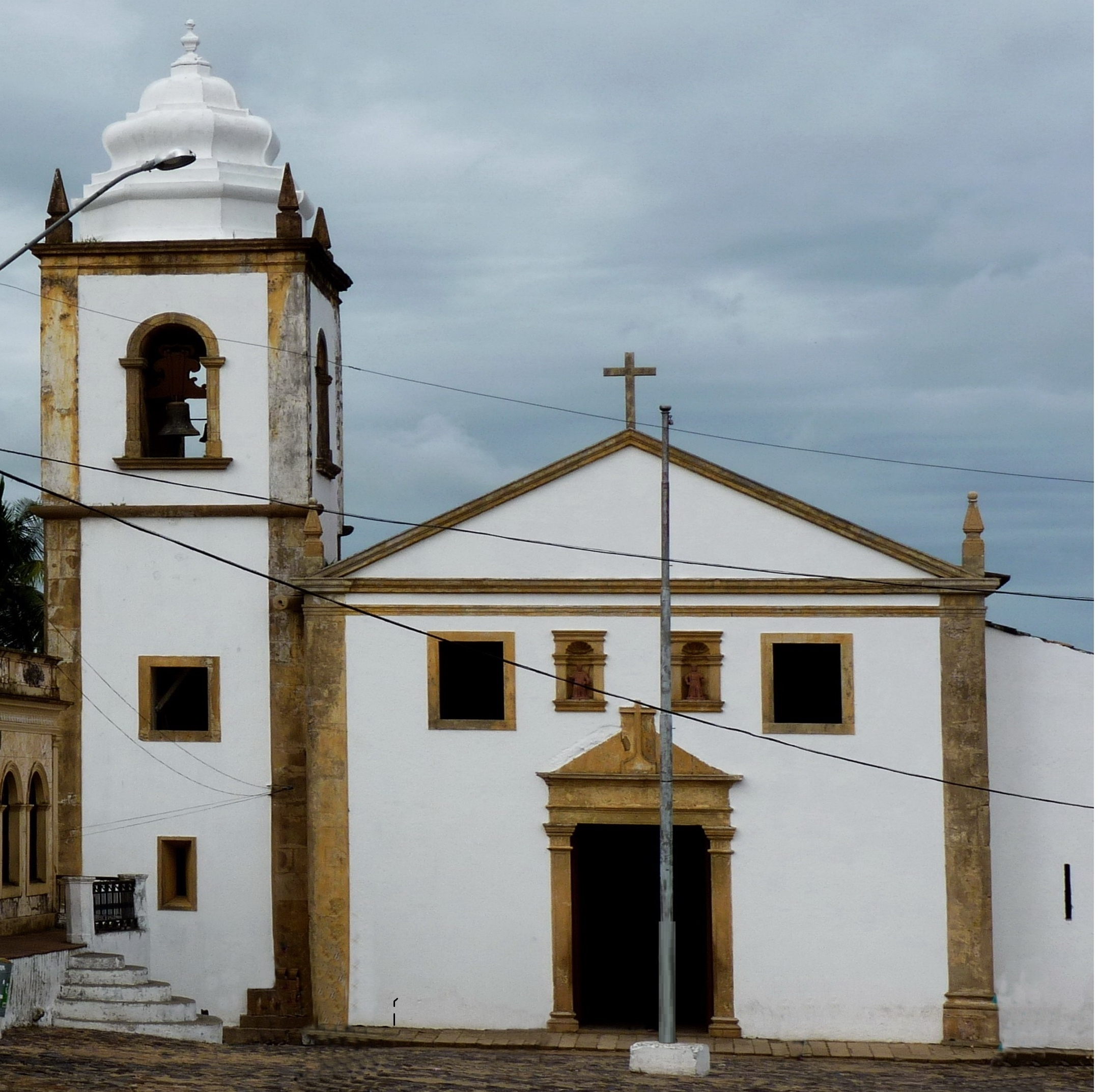
Igreja dos Santos Cosme e Damião, em Igarassu.

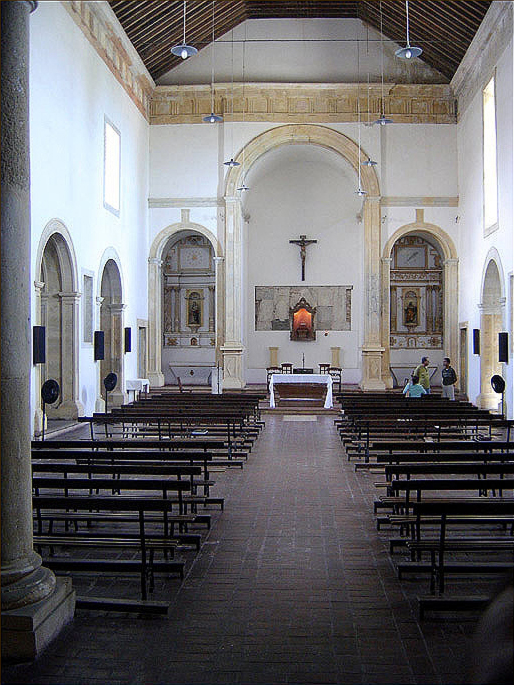
Interior da Igreja da Graça, Olinda. Percebe-se o plano básico de nave única com uma capela-mor rasa ao fundo e dois nichos com altares secundários nas laterais. Neste exemplo a nave é ladeada de nichos para altares delimitados por arcos.

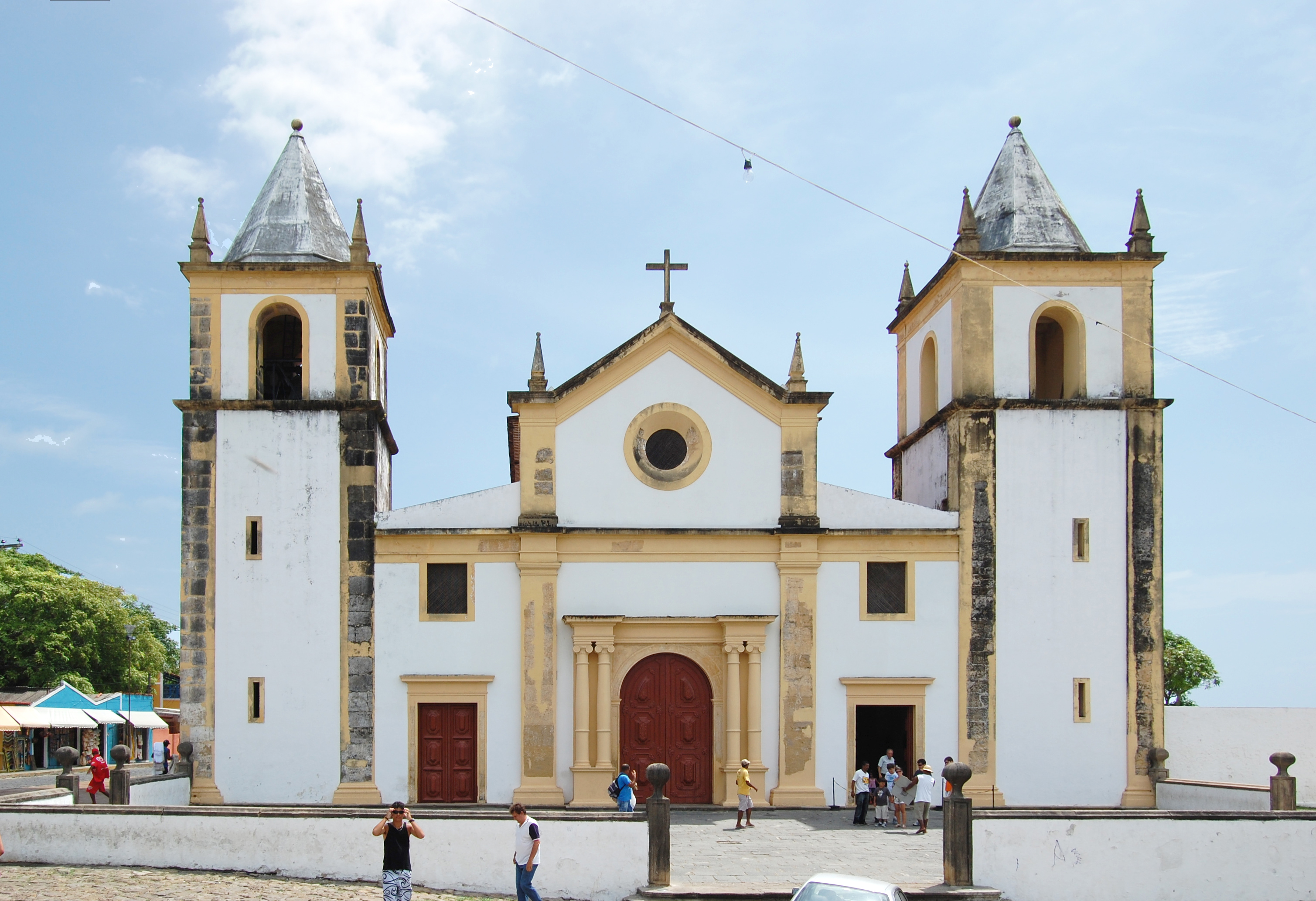
Catedral Sé de Olinda.

Devido ao caráter sacro da vasta maioria das edificações de maior vulto erigidas na colônia, a influência da estética cultivada pelas diferentes ordens religiosas foi decisiva para a conformação do Maneirismo arquitetural brasileiro, tendo nos jesuítas e, em grau um pouco menor, nos franciscanos, seus mais ativos representantes. O primeiro núcleo de atividade importante foi o Nordeste, destacando-se as cidades de Olinda, Recife e Salvador. Um pouco mais tarde se formariam núcleos no Rio de Janeiro e São Paulo. Os jesuítas formavam uma Ordem tipificada pela grande cultura geral e pelo pragmatismo e adaptabilidade de seus membros aos contextos locais. Suas edificações adotaram como modelo básico a vertente maneirista portuguesa conhecida como Arquitetura Chã, caracterizada pela funcionalidade e adaptabilidade a usos múltiplos, pela facilidade de construção e pelos seus custos relativamente reduzidos, podendo ser praticada nos mais variados contextos. A grande versatilidade e viabilidade prática do modelo Chão atendia tanto aos interesses da Igreja quanto do Estado Português, numa época em que ambos estavam intimamente unidos através do sistema do padroado, sendo os religiosos importantes agentes na organização e educação da sociedade e também no processo de construção do império ultramarino.
Uma outra vertente, o estilo Manuelino, muito mais complexo e requintado, dando grande ênfase à herança gótica e incorporando influências mouriscas, não teve repercussões importantes fora de Portugal continental. Tampouco prosperou no Brasil, salvo rara exceção, a versão mais ornamentada e dinâmica do Maneirismo ítalo-português, que deixou importantes monumentos em Portugal, como a Igreja de São Vicente de Fora e a Igreja da Graça de Évora, e nas colônias do Oriente, onde se destacam pela sua riqueza ornamental a Basílica do Bom Jesus em Goa Velha e a Igreja da Madre de Deus em Macau, entre outras. A Sé de Santa Catarina de Goa, por outro lado, é muito similar em sua austeridade e equilíbrio aos padrões chãos adotados no Brasil.
A planta básica do estilo Chão se definia por uma nave única retangular, sem transepto e sem cúpula, e com uma capela-mor ao fundo, onde ficava o altar principal, delimitada por um grande arco de cruzeiro, em cujas extremidades podiam ser instalados dois altares secundários ou nenhum. Edifícios especialmente importantes podiam ter três naves ou outros altares secundários instalados em nichos ao longo da nave única. Nestes altares, principalmente, foi aplicada a riqueza decorativa que as condições de cada local podiam permitir. Segundo Gustavo Schnoor, é possível que este modelo fosse inspirado nas igrejas góticas portuguesas de uma só nave.
As fachadas eram por regra extremamente simples, derivadas do modelo do templo clássico, com um quadrado ou retângulo como corpo principal, perfurado por uma linha de janelas de verga reta no nível superior, e coroado por um frontão triangular. A superfície das fachadas era pouco movimentada tridimensionalmente e tinha uma ornamentação despojada, ocasionalmente adornando os frontões com volutas e pináculos, e os portais com colunas e discretos relevos no frontispício, enfatizando a sobriedade, o equilíbrio e a ordem apreciados pelos classicistas. Os campanários, um ou dois, eram implantados no plano da fachada, seguindo a austeridade do restante do edifício, e cobertos por coruchéus em forma de pirâmide ou cúpula nervurada, mas às vezes se resumiam a torretes integradas ao corpo principal ou colocadas à parte da igreja. Este modelo de igreja seria a mais influente e duradoura contribuição do Maneirismo à arte brasileira, sendo adotado em larga escala até o século XIX.
Em 1577 os jesuítas enviaram ao Brasil o padre Francisco Dias, renomado arquiteto, com o propósito de dar aos templos brasileiros a dignidade que ainda lhes faltava. Ele era um seguidor de Vignola e Giacomo della Porta, famosos italianos cujo estilo caíra no agrado da corte e que participaram da construção da Igreja de Jesus em Roma, que se tornou um modelo para uma miríade de outros templos jesuítas pelo mundo. Pouco depois outro italiano, Filippo Terzi, construiu a importante Igreja de São Vicente de Fora e terminou a primeira igreja jesuíta de Portugal, São Roque, em Lisboa, cujo mestre de obras havia sido o mesmo Francisco Dias. Dias deixaria trabalhos em vários pontos do Brasil, entre eles a reforma da Igreja de Nossa Senhora da Graça, de Olinda. Segundo Gabriel Frade,
"O fato é que a aplicação de uma arquitetura religiosa baseada nesses modelos significava a tradução da alma jesuíta de abnegação e de austeridade, marcada pelo espírito da Contra Reforma, numa arquitetura severa e balizada pela ideia de penitência. [...] Dessa forma, apesar da melhoria substancial introduzida nos projetos arquitetônicos pela vinda de Dias, estes continuaram a apresentar características de grande simplicidade, e não obstante essa singeleza influenciaram os projetos arquitetônicos das igrejas de outras ordens religiosas. [...] Se no século XVI as igrejas jesuítas eram ainda muito simples, no século seguinte as modificações e inovações possíveis foram frustradas e tiveram que esperar a chegada da segunda metade do século XVII, em boa parte devido à Guerra do Açúcar (ou Invasão Holandesa). Infelizmente, no período posterior à dominação holandesa — ou seja, a partir de 1650 — a atividade construtiva limitou-se mais à reconstrução e reedificação de projetos já existentes do que propriamente a fundação de novas igrejas".
Para John Bury, os jesuítas foram então expostos a duas influências principais, a tradição inaugurada pela Igreja de Jesus em Roma, a matriz de todas as igrejas jesuítas do mundo, e a tradição de São Vicente de Fora, a matriz das igrejas portuguesas, e as construções brasileiras revelariam ora um predomínio de uma vertente, ora de outra, ou fariam sínteses originais de ambas, que exibem estilos bastante diferentes: a primeira derivado do modelo do retângulo encimado por um frontão triangular, e sem torres, e a outra com um bloco retangular ladeado de duas torres, e sem frontão.

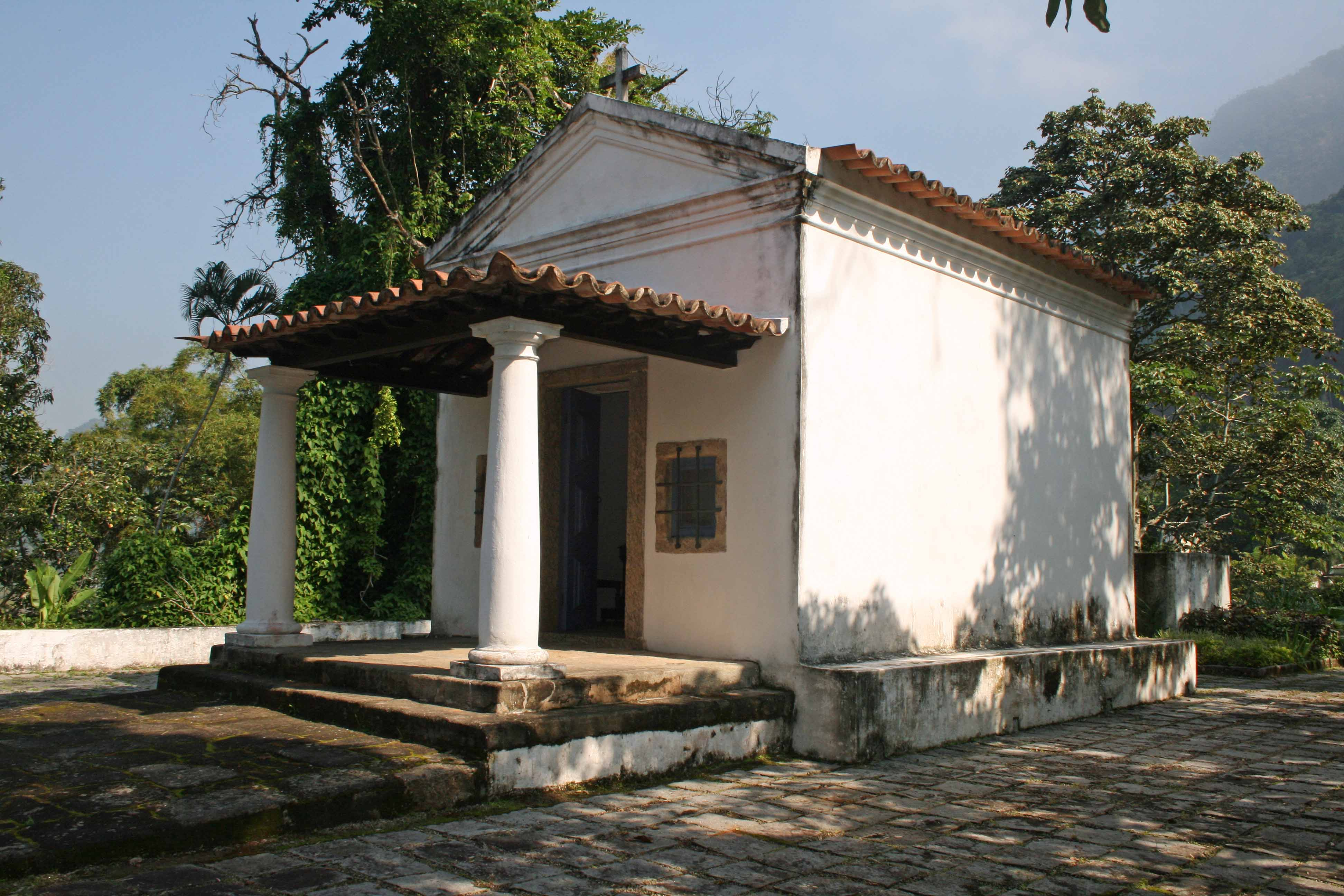
A Capela de Nossa Senhora da Cabeça, no Rio de Janeiro, incorpora algumas características mais tipicas do estilo franciscano, visíveis no frontão baixo e na presença do alpendre à entrada.

Enquanto isso, os franciscanos também se empenhavam em uma intensa atividade construtiva, e assim como os jesuítas, tiveram um expoente destacado na pessoa do frei Francisco dos Santos. Suas únicas obras sobreviventes são o Convento de São Francisco, em Olinda, parcialmente destruído pelos holandeses e cuja igreja foi restaurada em um estilo Barroco, e o Convento de Santo Antônio no Rio de Janeiro, também com a igreja modificada mais tarde. Outros trabalhos seus se perderam inteiramente, mas relatos da época referem que ele e seus colaboradores eram donos de um estilo original. Essas novidades provavelmente estão refletidas em outras igrejas franciscanas da época, expressas em um frontão mais baixo, na presença de um alpendre ou uma galilé diante da entrada, em fachadas mais ornamentais e dinâmicas, no campanário recuado em relação à fachada, numa nave mais estreita frequentemente ladeada de deambulatórios com altares laterais instalados em nichos e numa sacristia colocada nos fundos da igreja, em geral ocupando toda a largura do edifício. Também se distinguiram dos jesuítas pelo seu amor ao luxo decorativo e pela maior variedade de soluções arquiteturais, e pela maior rapidez com que adotaram fórmulas decorativas típicas do Barroco. Outros importantes edifícios franciscanos do século XVI são os conventos e igrejas de Igarassu e João Pessoa.
A Igreja Matriz de São Cosme e São Damião, em Igarassu, iniciada em 1535, é a mais antiga igreja do Brasil que ainda preserva suas feições originais reconhecíveis, embora a torre seja em parte barroca. Outros bons exemplos da primeira fase construtiva são a Igreja de Nossa Senhora da Graça, erguida em Olinda entre 1584 e 1592 sobre uma capela de 1551, e a Catedral de Olinda, levantada entre 1584 e 1599, que depois de muito modificada foi devolvida a uma conformação bastante próxima da primitiva na década de 1970.

#### Igrejas: Segunda fase

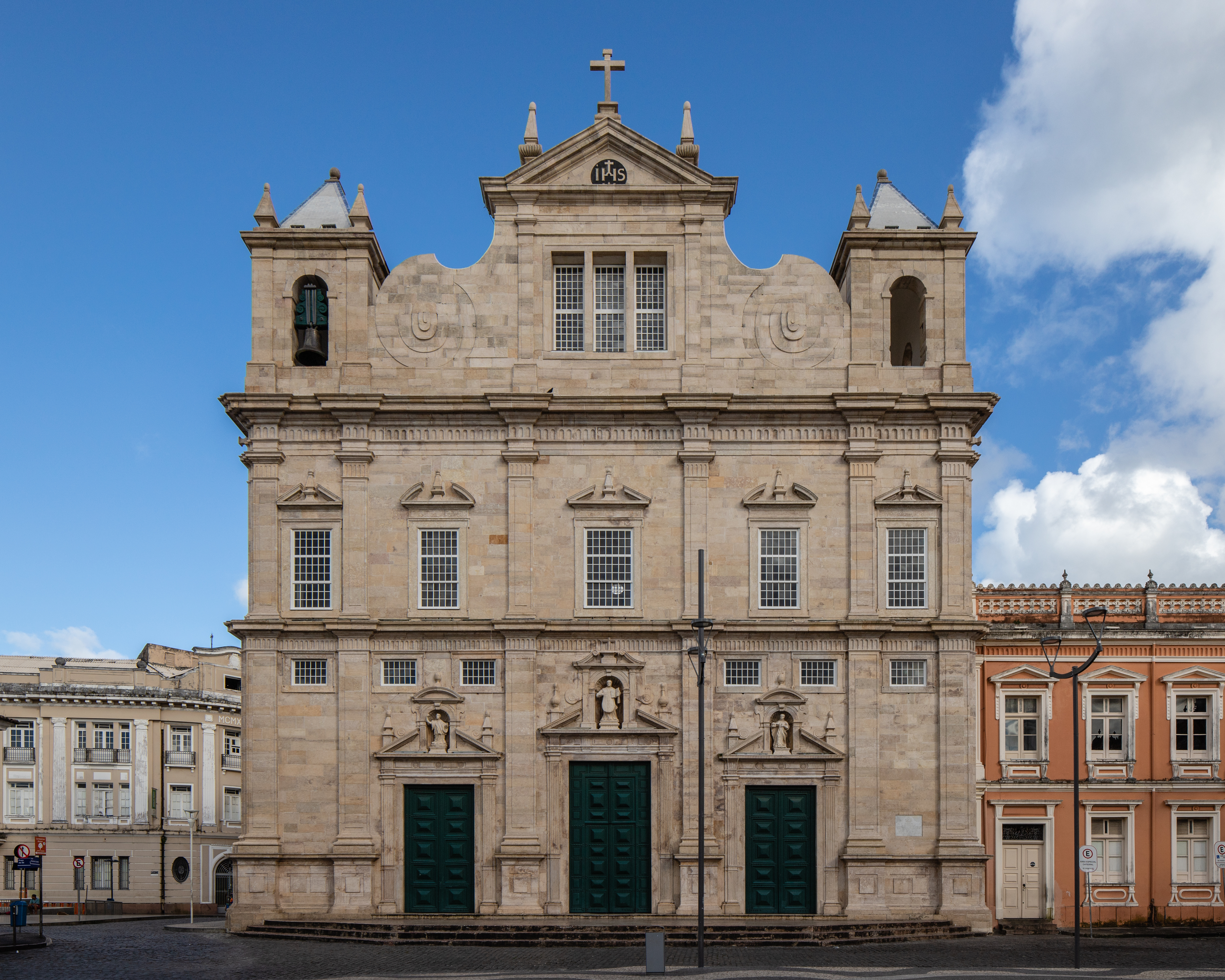
Catedral de Salvador.

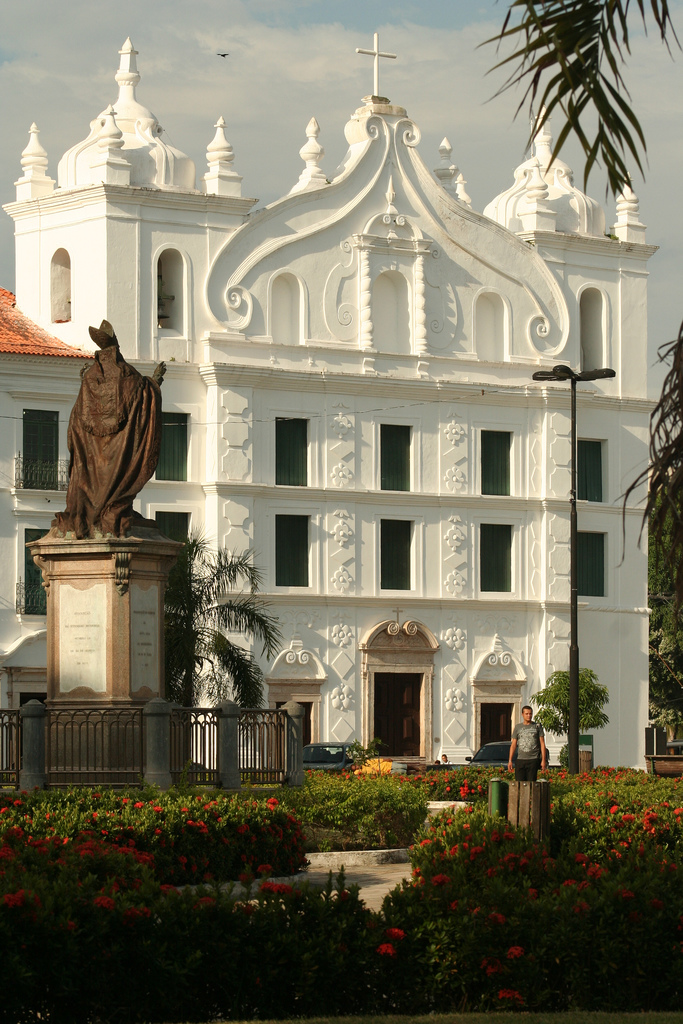
Igreja de Santo Alexandre em Belém.

Uma segunda etapa desenvolveu-se a partir de meados do século XVII, depois de superadas as dificuldades iniciais, quando o território já tinha uma significativa vida própria, enriquecia e iniciava a desenvolver uma cultura autóctone diferenciada da metrópole, já com muitos artesãos e artistas nativos em atividade. No entanto, o Estado Português ainda tinha como interesse primário a exploração econômica da colônia, e pouco investia em benfeitorias, em assistência social, em arte e em educação, continuando a depositar sobre a Igreja as principais responsabilidades de instruir o povo, prover-lhe cuidados médicos, amparar os órfãos, as viúvas e os velhos, registrar os nascidos e sepultar os defuntos, continuando a virtualmente dominar grande parte da vida brasileira e, além de tudo, sendo ainda, como fora desde o início, o grande mecenas cultural, uma vez que a maciça maioria dos projetos artísticos, grandes ou pequenos, permanecia no campo sagrado. Nesta fase as distinções entre os estilos jesuíta e o franciscano, e os das outras ordens, se tornam mais difíceis de determinar, havendo uma grande superposição de tendências.
John Bury destaca duas igrejas como as mais representativas desta segunda fase: a Catedral de Salvador e a Igreja de Santo Alexandre de Belém do Pará. A presente Catedral é a quarta a ser erguida no mesmo local, sendo finalizada em 1672. Antigamente igreja do colégio jesuíta, depois da demolição da Antiga Sé da Bahia passou a ter estatuto de Catedral. "Edifício excepcionalmente vasto e imponente, que, sem dúvida, exerceu considerável influência em igrejas construídas depois, não só pelos jesuítas, na Bahia e outros pontos da colônia". Sua fachada tem uma grande severidade, com torres pequenas integradas ao corpo principal. O interior também é austero em sua concepção básica, com uma nave única, capela-mor ladeada de duas capelas subsidiárias, e outras dispostas ao longo da nave. Por outro lado, a decoração dos altares é luxuosa e refinada, alguns deles ainda preservando traços maneiristas, e outros já em estilo Barroco. Já a Igreja de Santo Alexandre, inaugurada em 1719, é mais arcaizante, tem afinidades com o Estilo Chão, a despeito de seu frontão voluptuoso. O interior é semelhante ao exemplo de Salvador, embora menos suntuoso. Bury a descreve dizendo que "as técnicas mais toscas e a falta de familiaridade com as regras clássicas de certa forma libertaram o projeto das restrições manifestadas em Salvador. [...] O efeito global não é sofisticado, mas original e robusto, ou seja, colonial no melhor sentido do termo".
Também merecem nota outras importantes edificações. A citada Antiga Sé da Bahia, segundo o desenho feito por Luís dos Santos Vilhena em 1802 (ilustrado na abertura deste artigo), era um vigoroso e monumental exemplo de um Maneirismo mais ornamental, em que pese a regularidade da divisão de sua superfície e de suas aberturas. Assumiu sua configuração definitiva no início do século XVIII, mas no século XIX degradou-se profundamente e foi demolida em 1933. A Igreja da Madre de Deus de Vigia, no Pará, foi fundada em 1734, e segundo Renata Malcher de Araujo, "é um dos edifícios mais interessantes da Companhia [de Jesus] no Brasil, sobretudo pelas suas imponentes varandas laterais superiores, ornadas por doze grossas colunas toscanas, que sustentam a cobertura em madeira do templo", um caso único no Brasil. O frontão tem afinidade com o da Igreja de Santo Alexandre. O perfil maneirista ainda subsiste na forma atual da imponente Catedral de São Luís do Maranhão, com uma volumetria compacta derivada da Arquitetura Chã, mas o frontão foi todo modificado e a superfície da fachada recebeu um tratamento novo em relevo no século XX, mas sua capela-mor ainda preserva um magnífico retábulo maneirista. A Igreja de São Francisco de Salvador ainda tem muitos elementos maneiristas na composição geral da fachada, mas a ornamentação do exterior e sobretudo do interior é barroca. Ainda devem ser citadas a Igreja de Santa Cruz dos Militares no Rio de Janeiro, inspirada diretamente na Igreja de Jesus de Roma, a Igreja Matriz de Santo Amaro das Brotas, com um importante portal esculpido, a Igreja do Convento de Nossa Senhora da Misericórdia (Santa Casa) e a Igreja do Convento de Santa Teresa, ambos em Salvador, as igrejas dos mosteiros beneditinos de Salvador e do Rio de Janeiro, de estrutura alinhada à estética chã e interiores decorados ao gosto barroco, possuindo grande valor histórico e artístico, a Igreja do Rosário dos Pretos em Fortaleza, e a Igreja Matriz de Maragogipe, também na mesma linha.

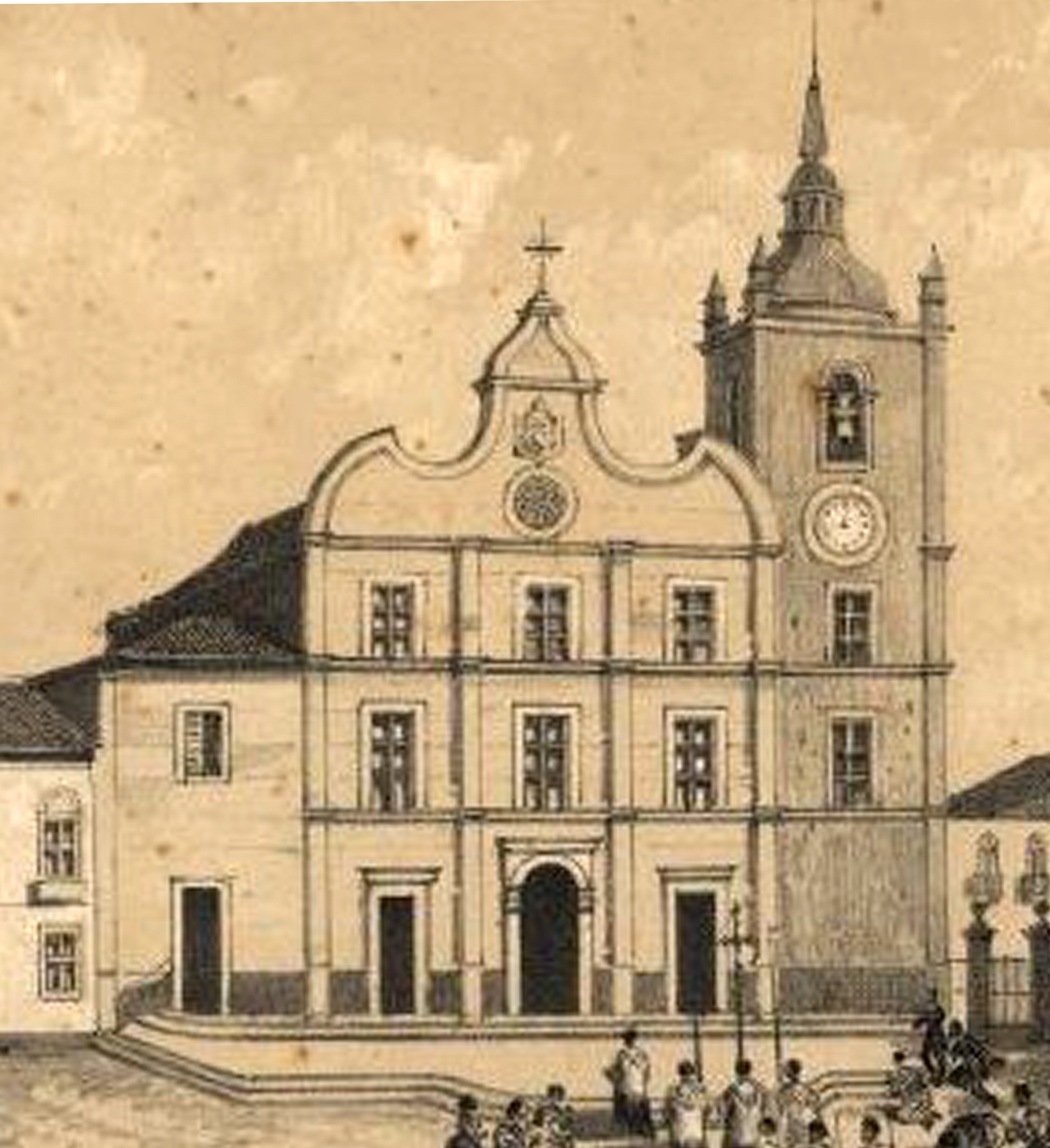
Aspecto primitivo da Catedral de São Luís do Maranhão
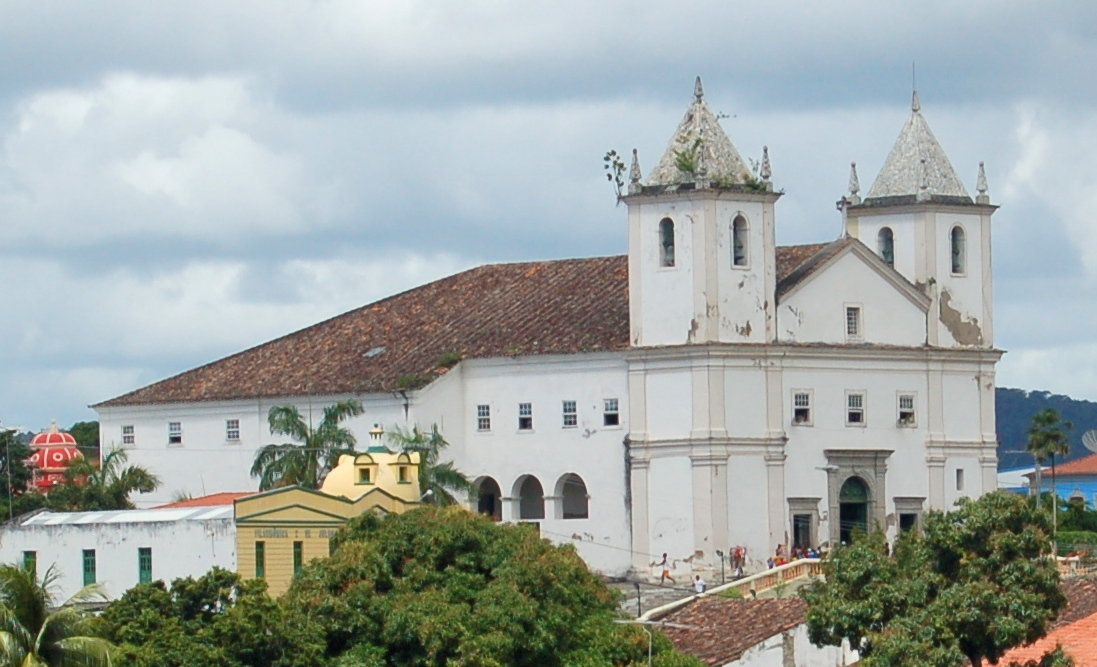
Igreja Matriz de Maragogipe
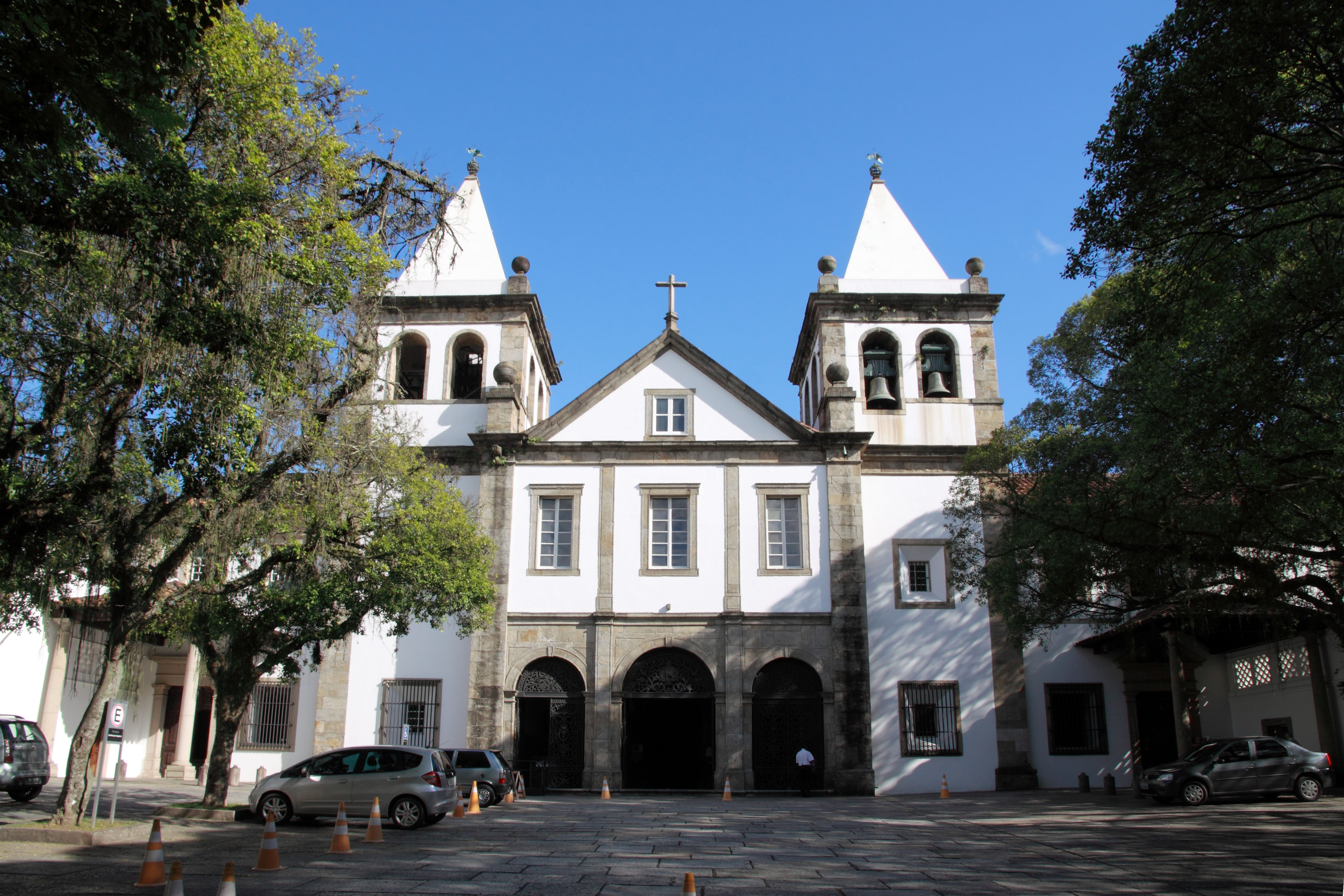
Igreja do Mosteiro de São Bento, Rio de Janeiro
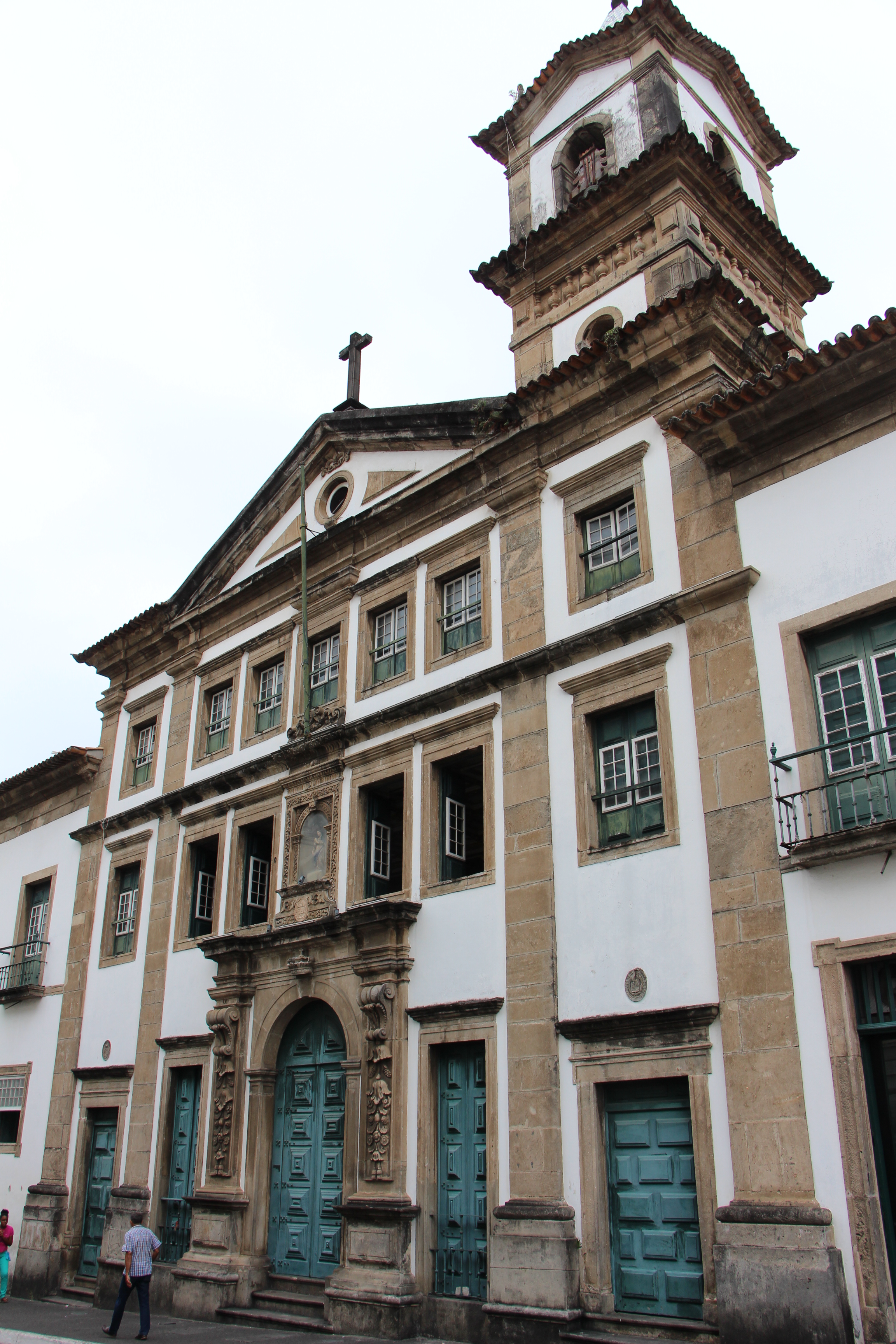
Igreja do Convento da Misericórdia, Salvador

#### Igrejas: Terceira fase
A derradeira fase do Maneirismo arquitetural desenvolveu-se principalmente em Minas Gerais na primeira metade do século XVIII, quando ocorre o ciclo do ouro e a região se torna um grande centro econômico, político e cultural. Área de povoação mais recente, seus primeiros monumentos edificados ainda seguem o modelo da Arquitetura Chã em sua austeridade e adesão às linhas retas, embora os  interiores já sejam decorados barrocamente. São bons representantes a Catedral de Mariana e a Matriz de Sabará.

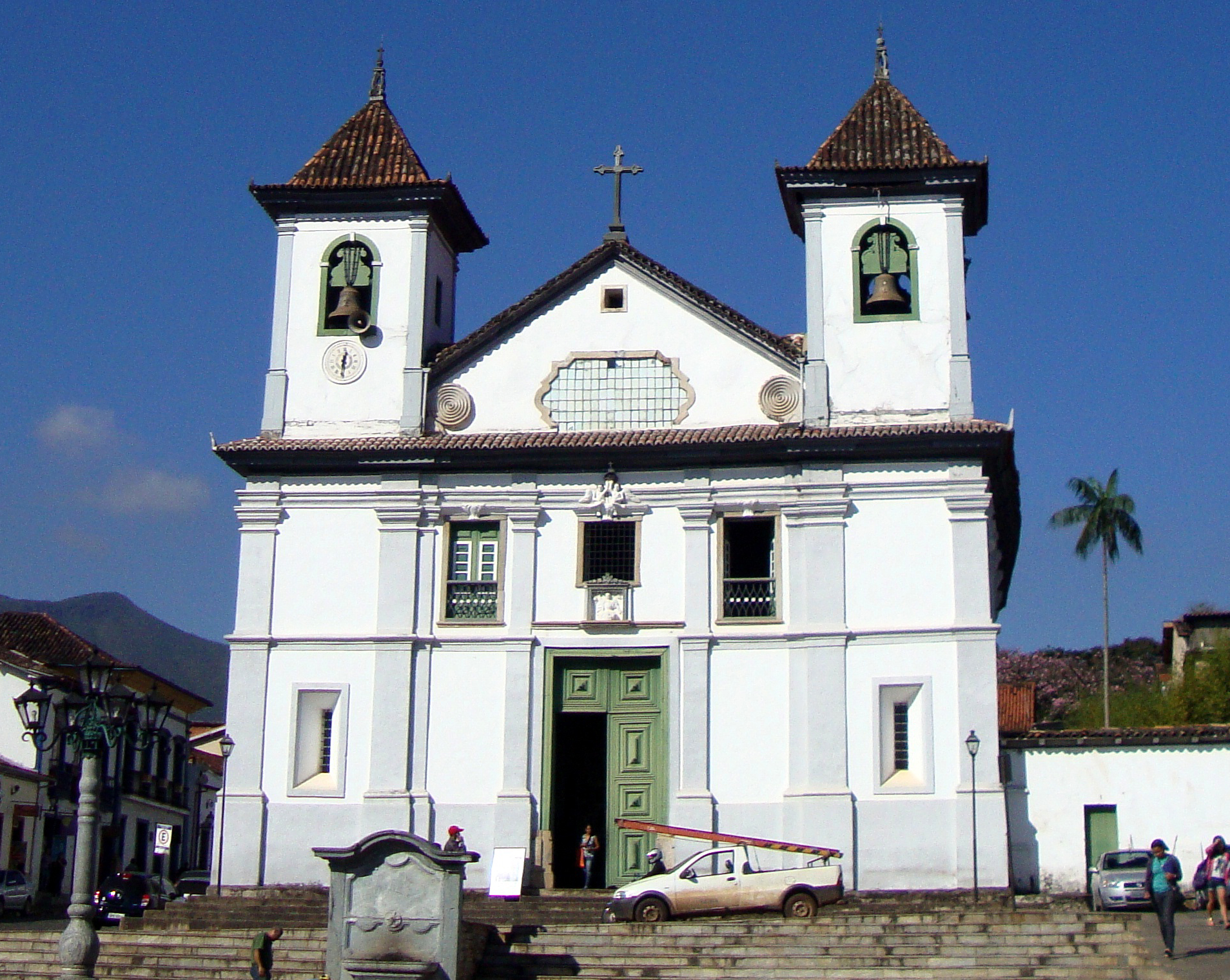
Catedral de Mariana.

O Maneirismo arquitetural ainda conheceria uma longa sobrevida no Brasil, embora sua influência passasse por um certo declínio a partir da segunda metade do século XVIII, dando lugar para o Barroco e para o Rococó. Vários importantes autores já reconhecem sua extensa trajetória. Para Sandra Alvim, "a arquitetura maneirista tem grande penetração, cria raízes e torna-se protótipo formal. No que se refere às plantas e fachadas, guia o caráter rígido das obras até o século XIX”, Gustavo Schnoor diz que "a longa duração do Maneirismo [...] iria colocá-lo em contato, quase em continuidade, com o advento do gosto neoclássico, que se voltou para os modelos de sua própria tradição clássica, ou seja, para o Maneirismo, antes de interessar-se por Roma Antiga, pela Grécia ou pelo Renascimento", e na visão de John Bury,
"Por volta de 1760, os principais centros auríferos de Minas Gerais já tinham se transformado em cidades de tamanho considerável, cada uma com sua imponente igreja matriz em estilo jesuítico. Começaram, então, a ser introduzidas novas formas barrocas e conceitos decorativos rococós, vindos da Europa, emergindo um estilo arquitetônico original, que batizamos de 'estilo Aleijadinho' em homenagem ao seu expoente mais conhecido. [...] Em paralelo ao breve florescimento do 'estilo Aleijadinho', o estilo anterior continuou sendo praticado, pouco influenciado pelas inovações do Rococó. [...] O padrão convencional básico da igreja mineira, com sua fachada e torres adjacentes, permaneceu mais ou menos constante durante esses dois séculos. Até meados do XVIII, pelo menos, o tratamento foi maneirista no estilo jesuítico, e apesar do surgimento do brilhante Rococó mineiro, que eclipsou o estilo anterior nos principais centros urbanos da província durante o último quartel do século XVIII, a severidade e a monotonia do Maneirismo continuaram a exercer forte influência sobre os edifícios menos ambiciosos dessa época. Essas características reassumiram um papel predominante no estilo tradicional adotado para a construção e reconstrução de igrejas, o que ocorreu em larga escala durante o Império. Na própria Ouro Preto, capital da Minas colonial, cidade onde nasceu Aleijadinho e centro do desenvolvimento de uma variante do estilo Rococó que recebeu seu nome, é uma versão rústica da arquitetura maneirista a que se apresenta com mais insistência, evidenciando-se com clareza, apesar dos disfarces, nas fachadas mais imponentes da cidade".

#### Outras tipologias

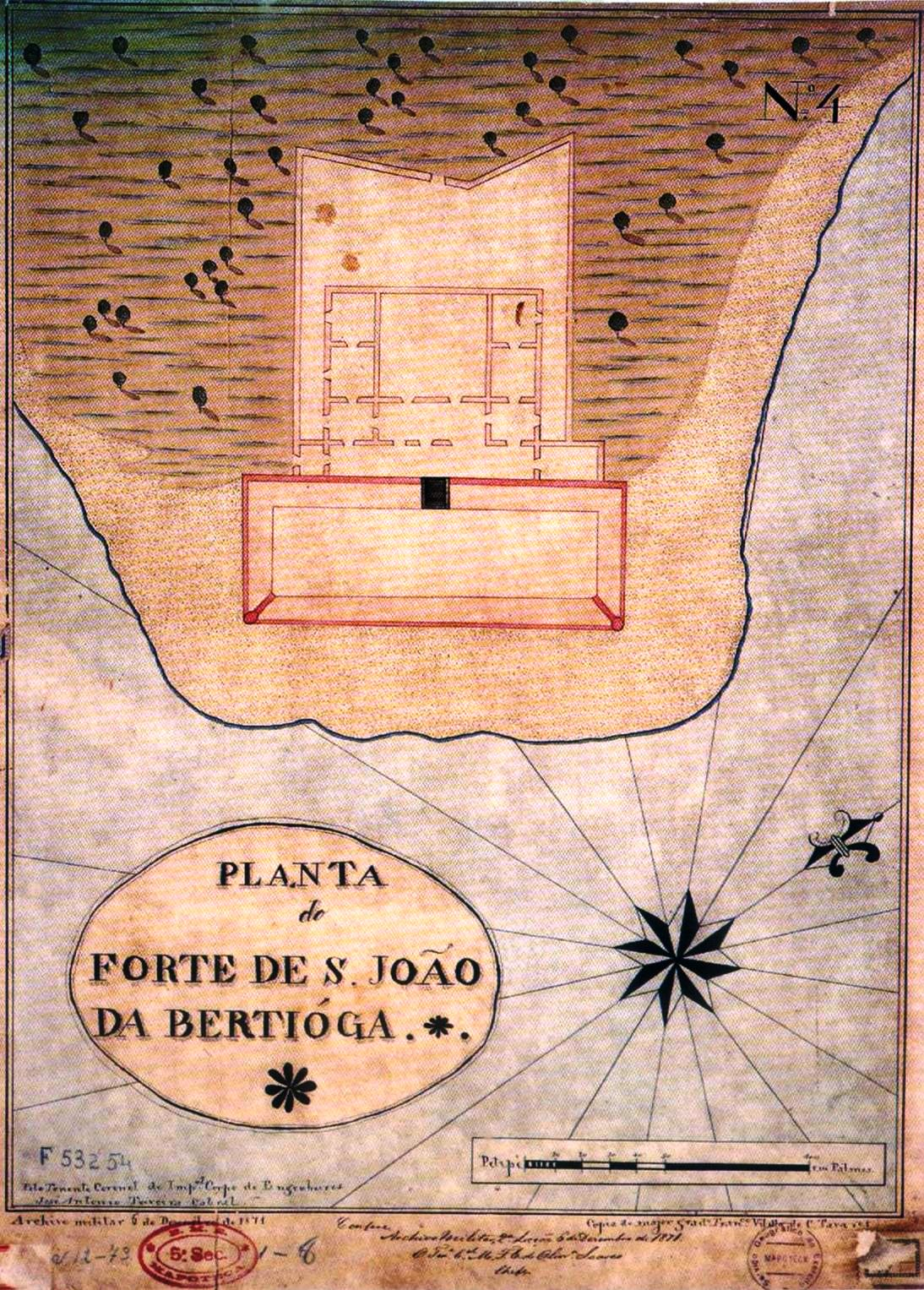
Planta do Forte de São João da Bertioga.

Os edifícios militares, onde se destacam as fortificações, foram outro campo em que o Barroco foi largamente ignorado, predominando os princípios da Arquitetura Chã de simplicidade, despojamento ornamental e adaptabilidade. Suas características específicas favoreceram isso, uma vez que no que tange a tais edifícios as principais preocupações eram quanto à funcionalidade e eficiência, sem grandes considerações estéticas.
As fortificações também passaram por uma evolução tipológica reconhecível. Entre o final do século XIV até a primeira metade do século XVI Portugal construía no chamado "Estilo de Transição", adaptando-se à recente introdução das armas de fogo, produzindo uma arquitetura que mesclava elementos dos antigos castelos medievais e das primeiras fortalezas modernas. Segundo Edison Cruxen, entre os elementos mais modificados nesta transição estavam os antigos torreões góticos, que diminuem sua altura e perdem seu partido poligonal, assumindo partido circular ou semicircular, mais resistentes à artilharia, passando a ser chamados de cubelos, definidos como torres baixas, volumosas e salientes ao pano da muralha, e constituindo "os primórdios dos baluartes que viriam a ganhar definição e estabelecer-se em um período de pleno uso da artilharia pirobalística". As ameias são reforçadas e introduz-se a couraça, uma proteção extra na base da muralha nos fortes localizados á beira-mar. Ao mesmo tempo, a barreira, uma evolução da barbacã, localizada na base das muralhas terrestres, ganha crescente importância e passa a receber aberturas para instalação de peças de artilharia para defesa contra o fogo rasante que destruía a base das muralhas.
Contudo, essas mudanças não foram adotadas em todos os fortes ao mesmo tempo, observando-se um longo período de experimentação e adaptação à evolução da artilharia, surgindo uma variedade de soluções construtivas. Além disso, as primeiras defesas brasileiras, devido às carências de materiais e de técnicos construtores, foram erguidas em barro ou na forma de paliçadas de madeira, necessitando de frequentes reparos, mas logo a preocupação com a solidez e resistência se impôs, sendo substituídas pela alvenaria. O primeiro forte importante a ser levantado na colônia foi o Forte de São João, em Bertioga, construído em 1553 sobre uma antiga paliçada, seguindo uma estética maneirista. Nas palavras de J. Silva,
"As fortalezas ou castelos de madeira tinham o objetivo de garantir uma ocupação territorial rápida, durante uma empresa militar. De características efêmeras, eram idealizadas para cumprir funções delimitadas no tempo, enquanto se esperava a construção de uma fortificação definitiva em pedra e cal. Mas este tipo de arquitetura nada tem de menos importante. Esta estrutura de constituição sólida, muitas vezes constituída de um torreão de toras de madeira, cercado por uma paliçada (lembrando em muito os primórdios dos castelos medievais europeus definidos como motte and bailey), permitiu aos portugueses um domínio efetivo de largas zonas da costa africana, pontos estratégicos comerciais no oriente e a organização de território para criação das primeiras vilas e centros urbanos na costa brasileira".

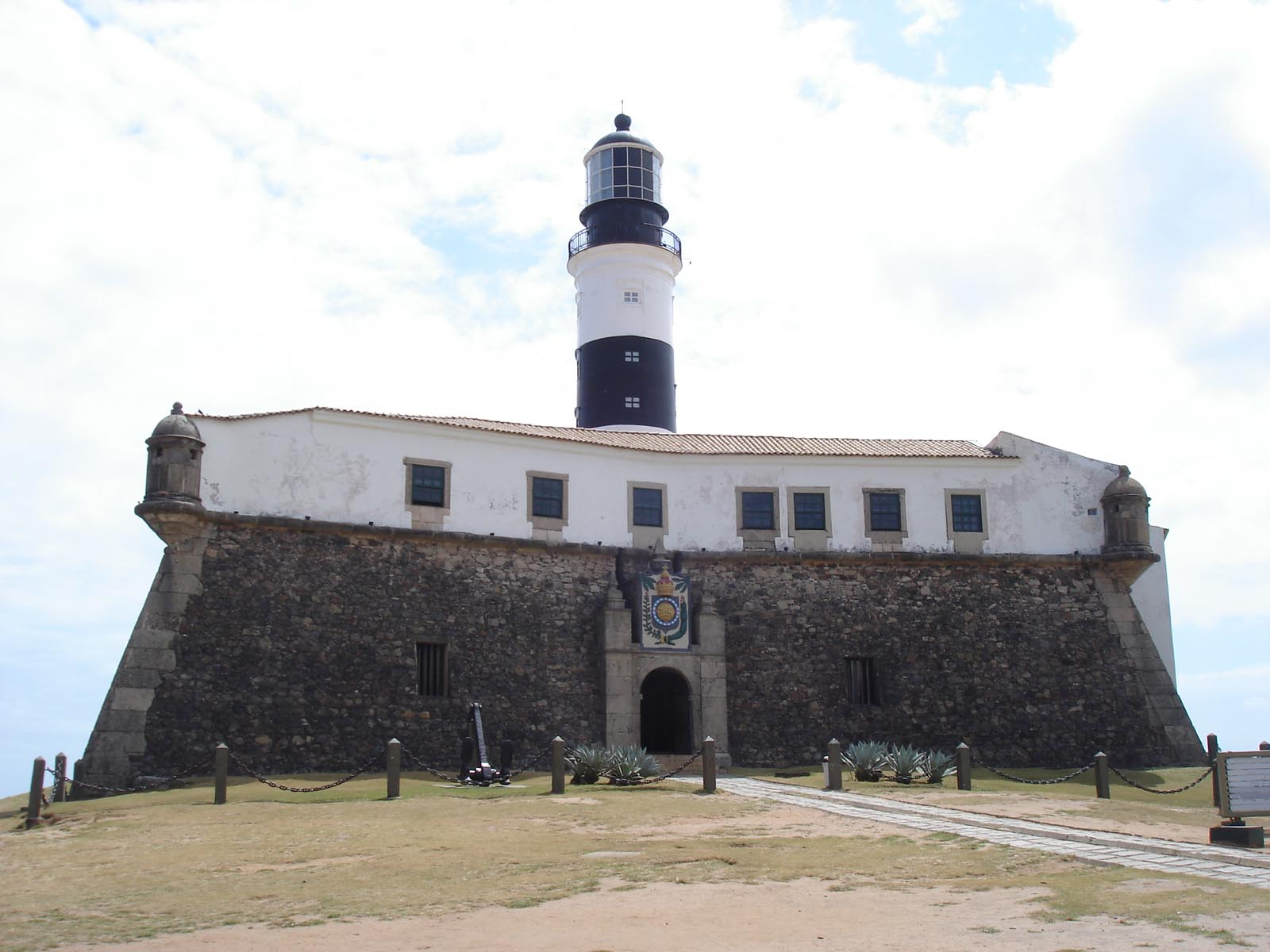
Forte de Santo Antônio da Barra, em Salvador, um dos mais conhecidos do Brasil, projetado por João Coutinho.

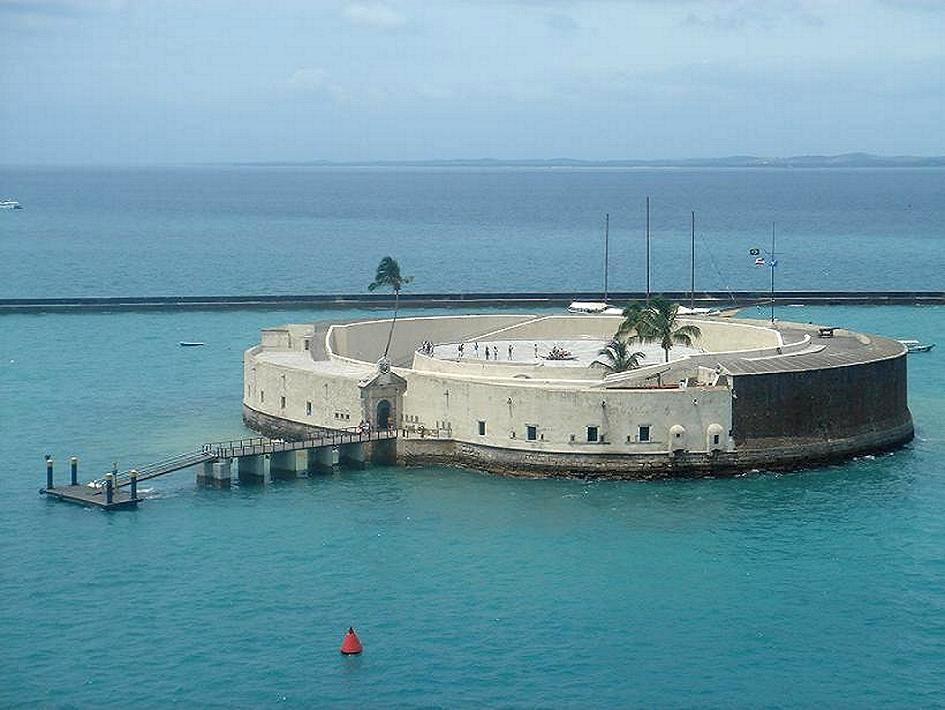
Forte de São Marcelo, em Salvador, famoso por ser o único de planta circular no Brasil.

O período entre a Dominação Espanhola e a Restauração, no século XVII, representa uma nova fase na edificação militar, houve uma reestruturação em grande escala das antigas fortificações, que se tornam mais baixas e compactas, para se confundirem melhor com a linha do horizonte e deixarem de ser alvos fáceis, desaparecendo alguns dos principais traços do Estilo de Transição, como as torres e ameias. Refletindo as modificações da arte bélica, surgiram novos tratados, destacando-se o Método Lusitano de Desenhar as Fortificações (1680), de Serrão Pimentel, e O Engenheiro Português (1728) de Azevedo Fortes. Ao mesmo tempo, a conquista portuguesa avançava pelo interior do continente sobre áreas espanholas, sendo construídas muitas outras fortificações novas, especialmente na fronteira terrestre a oeste do território, a fim de assegurar a conquista. O século XVIII ainda testemunhou uma atividade importante, e desta época data a maioria dos exemplos sobreviventes. No século XIX as fortificações encontravam cada vez menos utilidade, poucas foram erguidas, e se em 1829 havia quase 180 fortes em funcionamento, em 1837 havia apenas 57. Muitos foram abandonados e se degradaram, e outros foram adaptados para novos usos.
Não obstante a priorização da funcionalidade nas fortificações, os engenheiros militares eram bem preparados e não raro estavam informados sobre a arte e a arquitetura erudita de seu tempo, como prova seu conhecimento dos tratados de Vitrúvio, Vignola e Spanochi, entre outros, sua frequente colaboração nas construções religiosas e os muitos projetos que deixaram para igrejas e capelas. Além disso, muitas das fortificações mais importantes possuíam algum detalhe ornamental nos portais, nos quartéis e nas capelas que possuíam em seu interior.
Alguns exemplos bastam para evidenciar a enorme importância dos engenheiros militares. A Igreja de Santa Cruz do Rio, foi obra do brigadeiro José Custódio de Sá e Faria. A igreja do Mosteiro de São Bento, na mesma cidade, foi projetada pelo ilustre Francisco Frias de Mesquita, engenheiro-mor do Brasil, projetista da planta da cidade de São Luís do Maranhão e autor de algumas das mais importantes fortificações do século XVII, como a Fortaleza dos Reis Magos e o Forte de São Marcelo. Em São Paulo, o engenheiro militar João da Costa Ferreira foi elogiado pelo governador-general Bernardo José de Lorena, que mencionou ter sido ele amado pelo povo devido à sua atuação ensinando a todos como construir bem com as disponibilidades locais. O brigadeiro José Fernandes Pinto Alpoim é considerado o difusor das vergas de arco abatido nas janelas e portas nos meados do século XVIII a partir de seu projeto do Palácio dos Governadores de Ouro Preto, que se tornaram um padrão quase onipresente na edificação civil, fortemente associados ao estilo Barroco. Além do Palácio dos Governadores, Alpoim projetou a reforma do Aqueduto da Carioca e a edificação do Convento de Santa Teresa, do Convento da Ajuda, do Palácio dos Vice-Reis, da Igreja de Nossa Senhora da Conceição e Boa Morte, do claustro do Mosteiro de São Bento e de várias fortificações, desenhou a planta da cidade de Mariana, foi professor no curso de artilharia e fortificações e escreveu dois importantes tratados, o Exame de Artilheiros (1744) e o Exame de Bombeiros (1748).

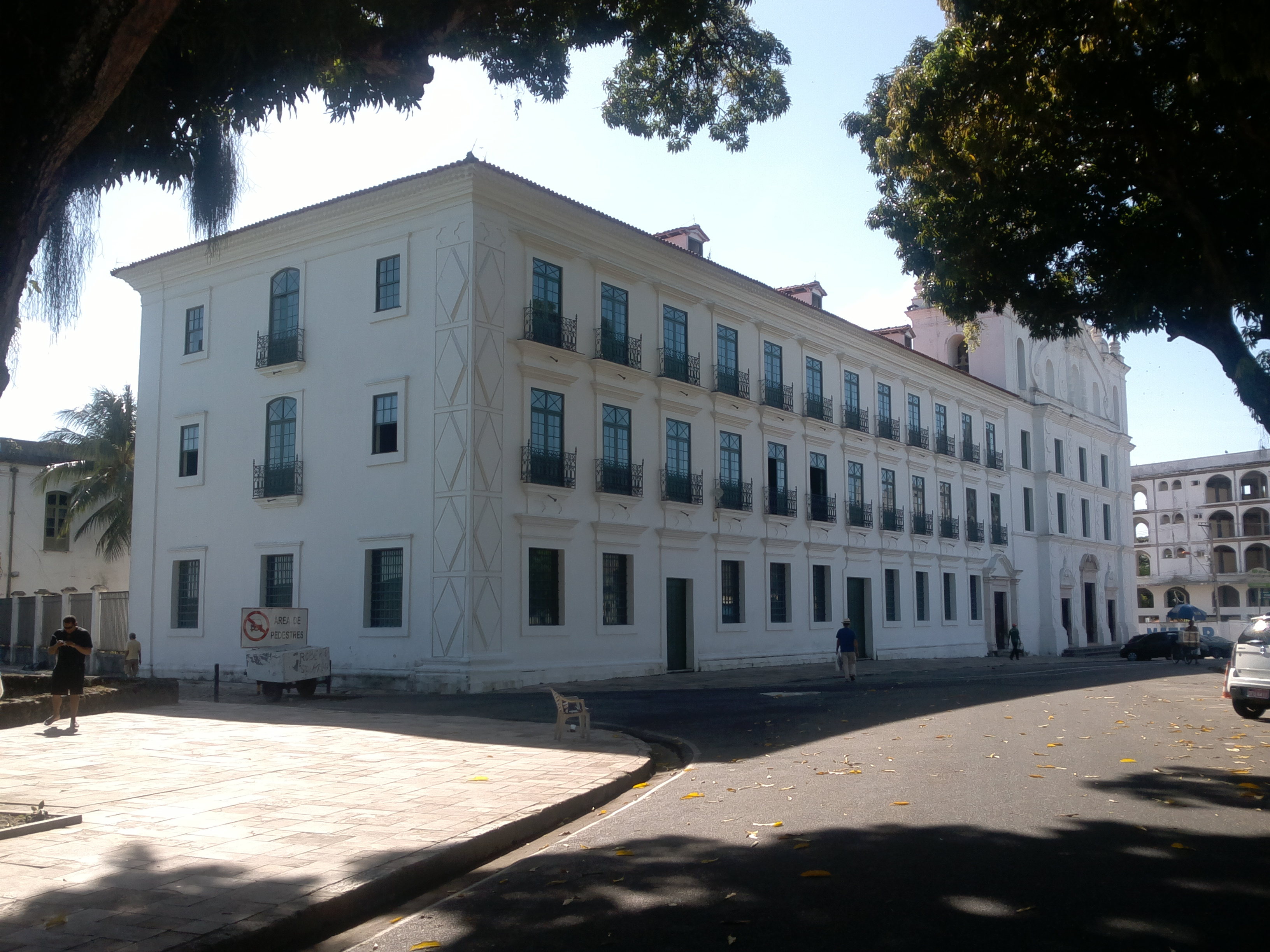
Antigo colégio jesuíta de Belém.

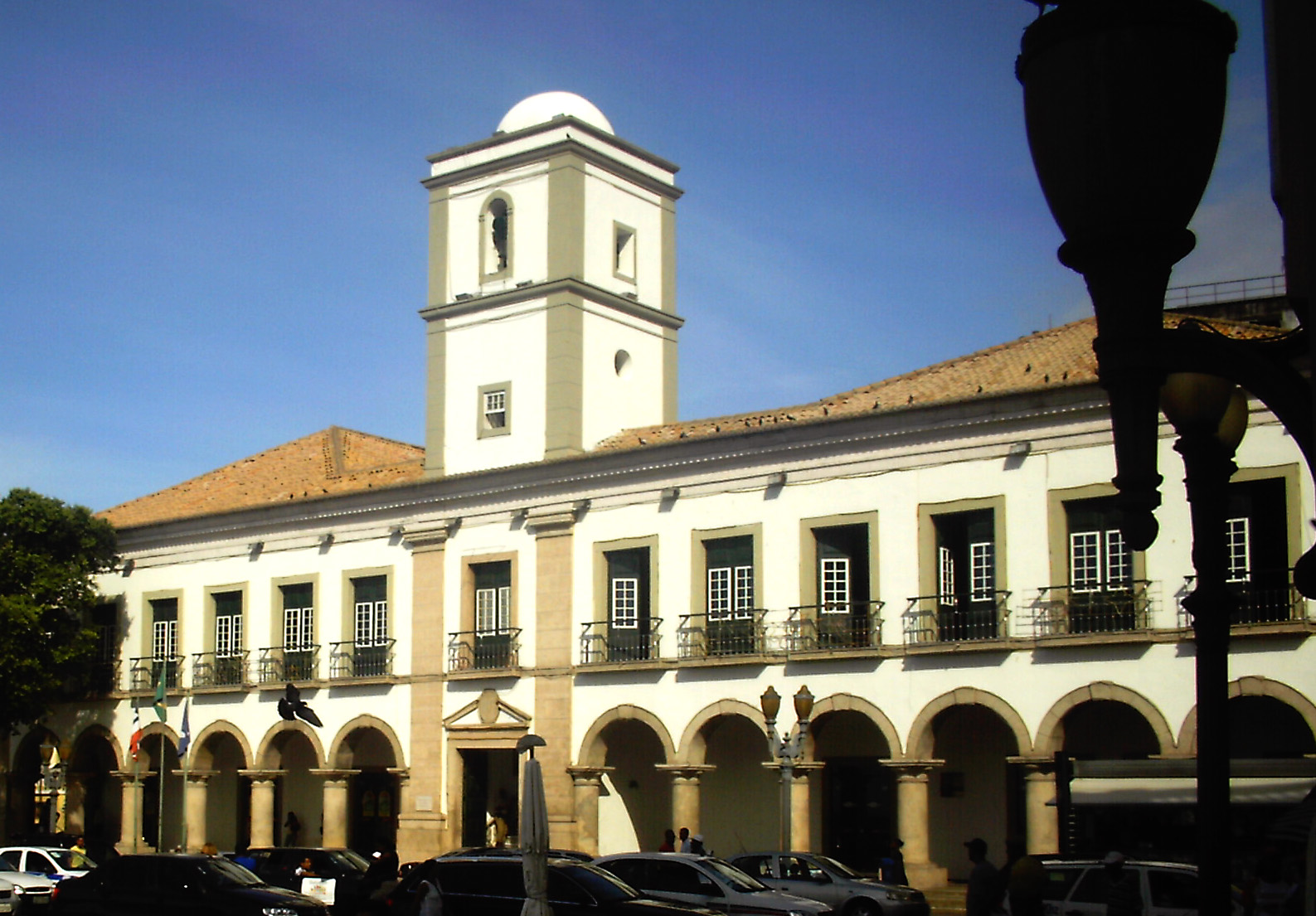
Antiga Casa de Câmara e Cadeia de Salvador.

Com efeito, os engenheiros militares desempenharam um papel fundamental na evolução arquitetônica brasileira, não só no campo militar e religioso, mas também no popular e civil, projetando, construindo, fiscalizando obras, organizando os sistemas produtivos, abrindo estradas, planejando cidades, atuando na política e também ensinando. Diz Carlos Alberto Cerqueira Lemos:
"Os engenheiros militares portugueses não só foram introduzidos às modernas concepções fortificatórias, às novas técnicas construtivas, como também conheceram o estilo maneirista, a nova linguagem dos italianos, que antecedeu ao Barroco. Estilo aplicado nas construções do interior das fortalezas e em obras militares em geral, que passou a ser considerado indissociável da atuação profissional. A arquitetura dos soldados portugueses não conheceu o Barroco, foi diretamente das lições dos tratadistas como Vignola para o Neoclássico histórico, que começou a reger o gosto arquitetônico do Brasil imperial mercê da atuação da Missão Francesa. [...] Os engenheiros militares, no isolamento da colônia, naturalmente foram impelidos a prestar auxílio à população ajudando a construir os edifícios definitivos em substituição aos primitivos exemplares sincréticos levantados com materiais e técnicas emprestadas dos habitantes locais, sobretudo conventos e igrejas. [...] Não só foram importantes no saber fazer, também os engenheiros militares influíram no gosto, e participaram da difusão de estilemas do Maneirismo. [...] Enfim, cabe àqueles técnicos o mérito de disseminarem pelo Brasil uma só arquitetura, de Porto Alegre a Belém, dando a razão ao engenheiro francês Louis Léger Vauthier, no Recife, em meados do século XIX, quando proferiu um chute veraz: 'Quem viu uma casa brasileira, viu todas'.” 
Casarões, colégios e mosteiros são outras tipologias dignas de nota que foram erguidas com os traços chãos de simplicidade e regularidade de linhas e austeridade decorativa nas fachadas, com janelas de vergas retas e ocasionalmente algum portal discretamente ornamentado, buscando antes a funcionalidade do que o luxo. A grande maioria dos edifícios originais foi derrubada ou desfigurada em reformas posteriores. Podem ser citados como exemplos ainda mais ou menos íntegros a antiga Casa de Câmara e Cadeia de Salvador, a Casa Torre de Garcia d'Ávila em Mata de São João,  o Convento de Santo Antônio no Rio de Janeiro (sua igreja é barroca), o Convento da Misericórdia em Salvador, o antigo colégio jesuíta de Belém do Pará, o Solar de São Cristóvão nos arredores de Salvador, o Palacete das Onze Janelas em Belém, e o Solar Ferrão em Salvador.
Entre os casarões uma categoria à parte é formada pela chamada arquitetura bandeirista, em regra sedes de fazendas, desenvolvida mais intensamente na antiga Província de São Paulo e tipificada por uma planta de matriz clássica, onde se destacam a grande sala centralizada de uso múltiplo e o alpendre entalado entre dois cômodos de função social, que em geral serviam um como capela e outro como quarto de hóspedes. Seu telhado era de quatro águas e suas linhas muito despojadas. Tipologia muito comum nos séculos XVI e XVII, hoje restam escassos exemplares, entre eles a Casa do Butantã, a Casa do Sítio Tatuapé e a Casa do Regente Feijó.
Foi na arquitetura que o Maneirismo deixou no Brasil seu legado mais vasto, duradouro e influente, e pouco resta de sua expressão nas outras categorias artísticas.

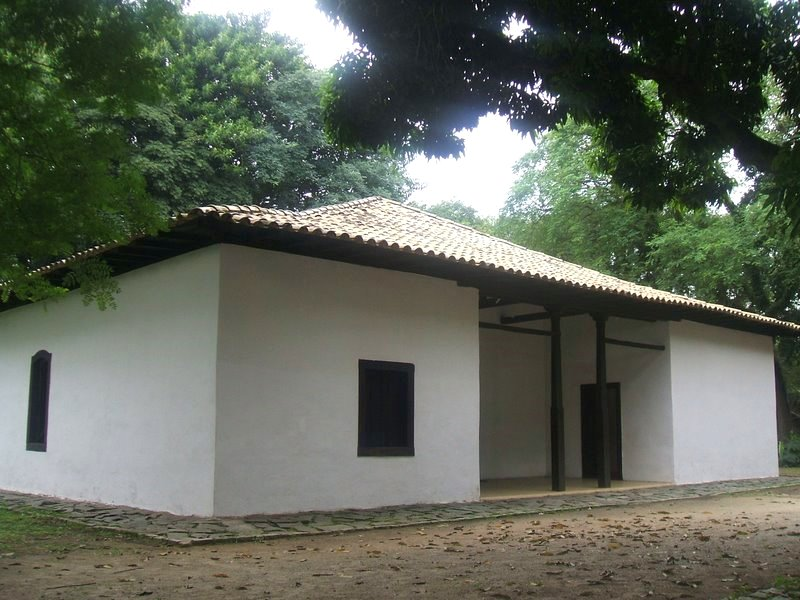
Casa do Butantã, com o típico alpendre entalado.
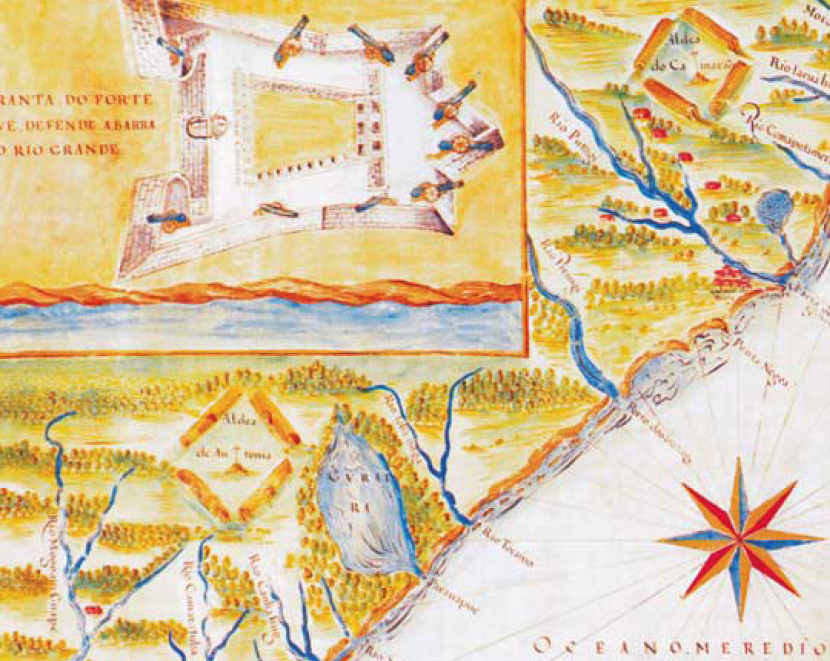
Planta do Forte dos Reis Magos em Natal, com um desenho poligonal, muito favorecido nas construções brasileiras
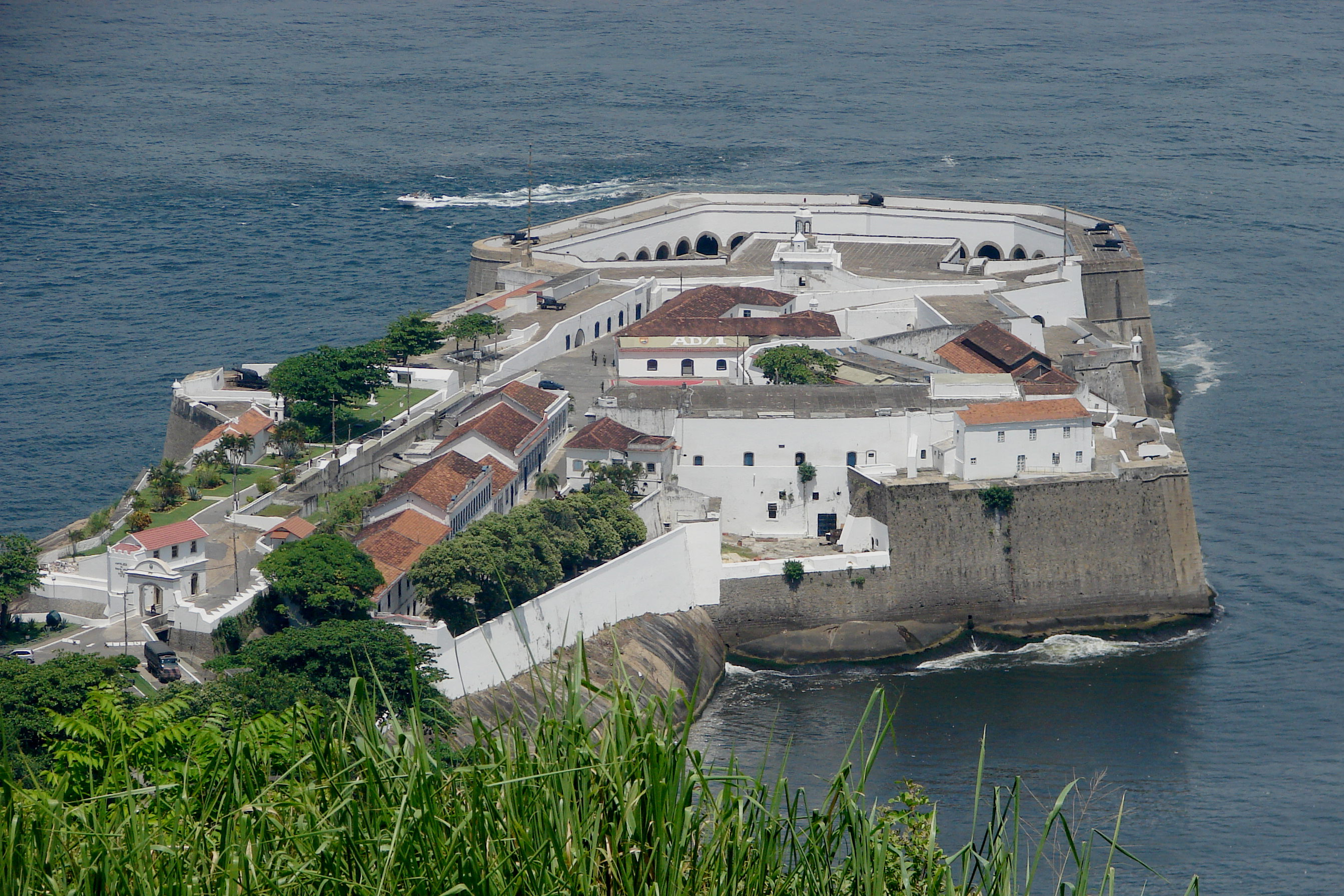
Fortaleza de Santa Cruz da Barra, Rio de Janeiro
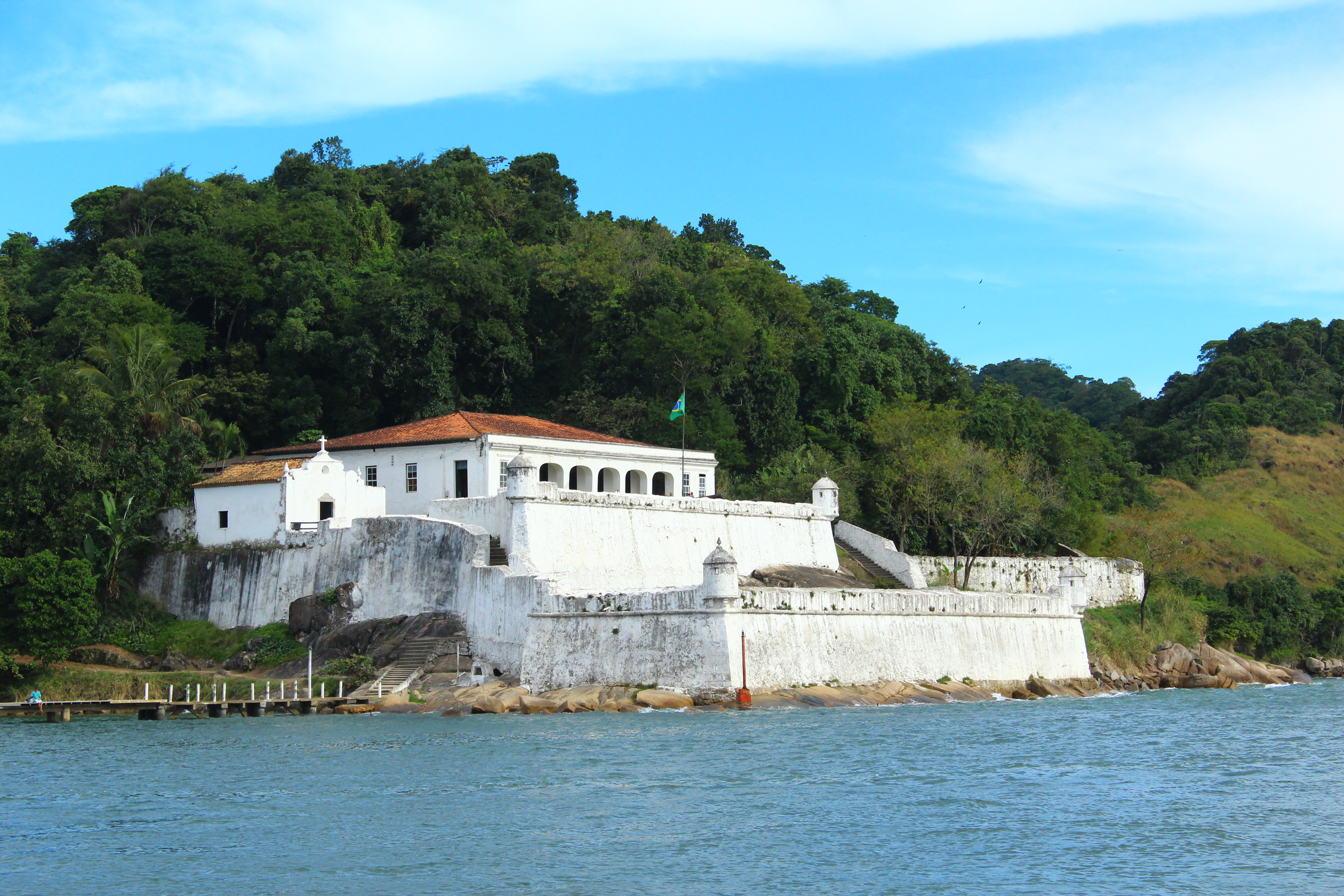
Forte de Barra Grande, Santos
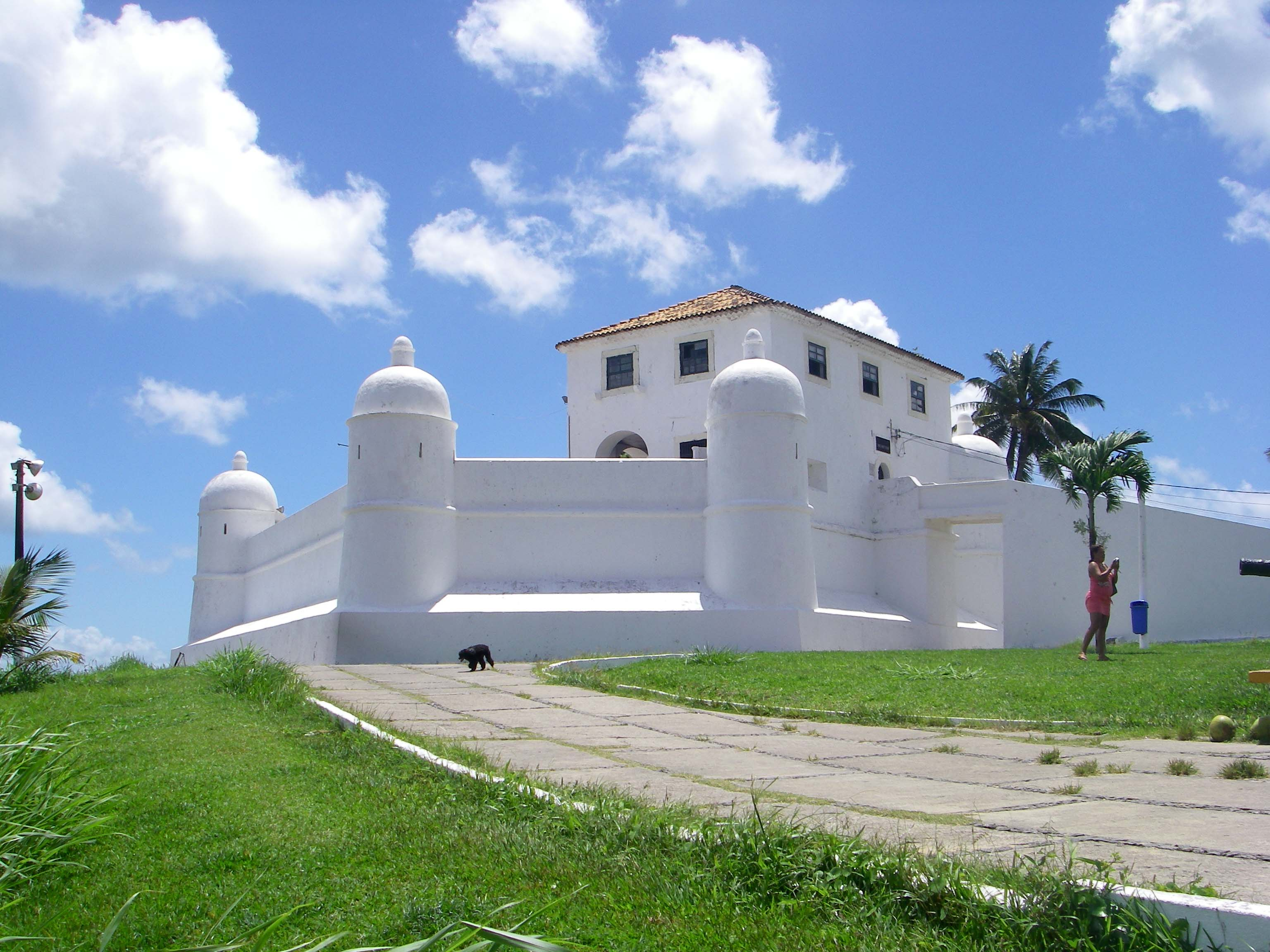
Forte de Nossa Senhora de Monte Serrat, Salvador

### Música
Praticamente nada se salvou da música praticada nos dois primeiros séculos de colonização, a não ser referências literárias. Através delas sabe-se que a música, especialmente vocal, era parte integrante do culto religioso e foi cultivada com intensidade. No âmbito profano também estava presente a todo momento, tanto em cerimônias públicas quanto no recesso do lar, mas sabe-se ainda menos sobre este aspecto do que sobre a música sacra. Não parece ter havido nada comparável à sofisticada e hermética música das cortes maneiristas italianas, com suas harmonias extravagantes, melodias irregulares e ritmos quebrados. Por outro lado, há registros citando a prática de música polifônica nas principais igrejas, que já mantinham coros e conjuntos instrumentais estáveis a partir do século XVII. Contudo, a música sacra estava estreitamente atada às convenções estabelecidas pela Contra Reforma, quando reverteu-se em parte às práticas polifônicas no chamado "Estilo Antigo" ou Prima Prattica, mas caracterizando-se pela solenidade, simplicidade de escrita e acessibilidade, evitando as complexas técnicas contrapontísticas do fim do Gótico e da Renascença que muitas vezes obscureciam os textos numa massa de vozes cantando palavras diferentes ao mesmo tempo, em oposição ao "Estilo Moderno" ou Seconda Prattica que descrevia a música mais avançada. Não obstante os impedimentos canônicos, em Portugal desenvolveu-se paralelamente um estilo sacro exuberante e artificioso, que possivelmente teve reflexos também nas práticas brasileiras. O teórico Antônio Eximeno deixou um relato ilustrativo:

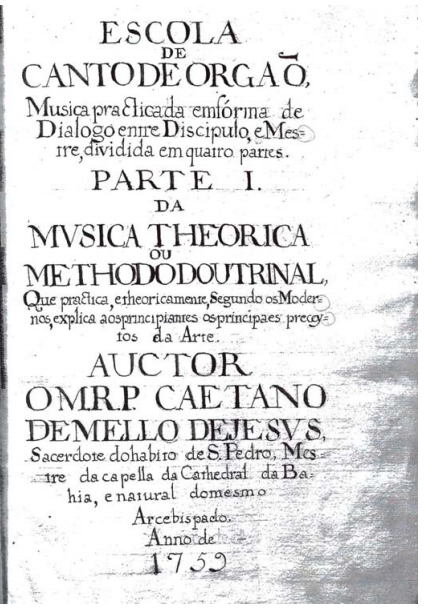
Capa do primeiro volume da Escola de Canto de Órgão de Caetano de Melo de Jesus.

"É necessário distinguir dois gêneros de música para uso da Igreja: o primeiro é o canto da liturgia, dirigido precisamente a fomentar a devoção do povo, e o outro é a música que a Igreja permite para acrescentar a magnificência e pompa das grandes solenidades, cuja música não é tanto um estímulo à devoção, quanto um sagrado entretenimento do povo. O canto ordinário da liturgia deve ser simples, não somente porque deve-se muitas vezes cantar pelo povo, mas também para conformar-se com a simplicidade dos sentimentos de religião, porque se fosse mais composto e artificioso, causaria mais distração que devoção. A uniformidade do ritmo de uma música simples aviva o movimento igual do sangue e a aprazível tranquilidade do espírito e, atribuindo esse prazer interior ao objeto que a mente nos representa digno de culto, resulta a agradável devoção".
Nery & Castro referem ainda que o Maneirismo perdurou na música portuguesa muito depois de o Barroco já ser o estilo musical dominante na Itália, processo que se verificou entre 1630 e 1640, com um cultivo principal dos gêneros da missa, do moteto e do vilancico no terreno sacro, e do tento e da fantasia para a música profana, todos herdados do século XVI, permanecendo ainda ausentes alguns dos gêneros fundamentais do Barroco italiano seiscentista, como a ópera, a cantata, o oratório, a sonata e o concerto. Uma atualização consistente para o Barroco só iniciaria em Portugal durante o reinado de dom João V (r. 1706–1750). No Brasil, a partir das escassíssimas evidências disponíveis — um pequeno punhado de obras anônimas, algumas outras referências literárias e o tratado Escola de Canto de Órgão (1759–1760) de Caetano de Melo de Jesus, que faz referências a práticas mais antigas —, depois de inícios tímidos no início do século XVIII o novo estilo só parece ter se firmado a partir da década de 1760, mesmo assim, ainda cultivando arcaísmos e ambiguidades estilísticas. Porém, a presença barroca parece ter sido tão breve quanto frágil, e no fim do século já iniciava uma transição para o Neoclassicismo, quando a música brasileira já começa a ser mais bem documentada e compreendida.

### Escultura e talha dourada

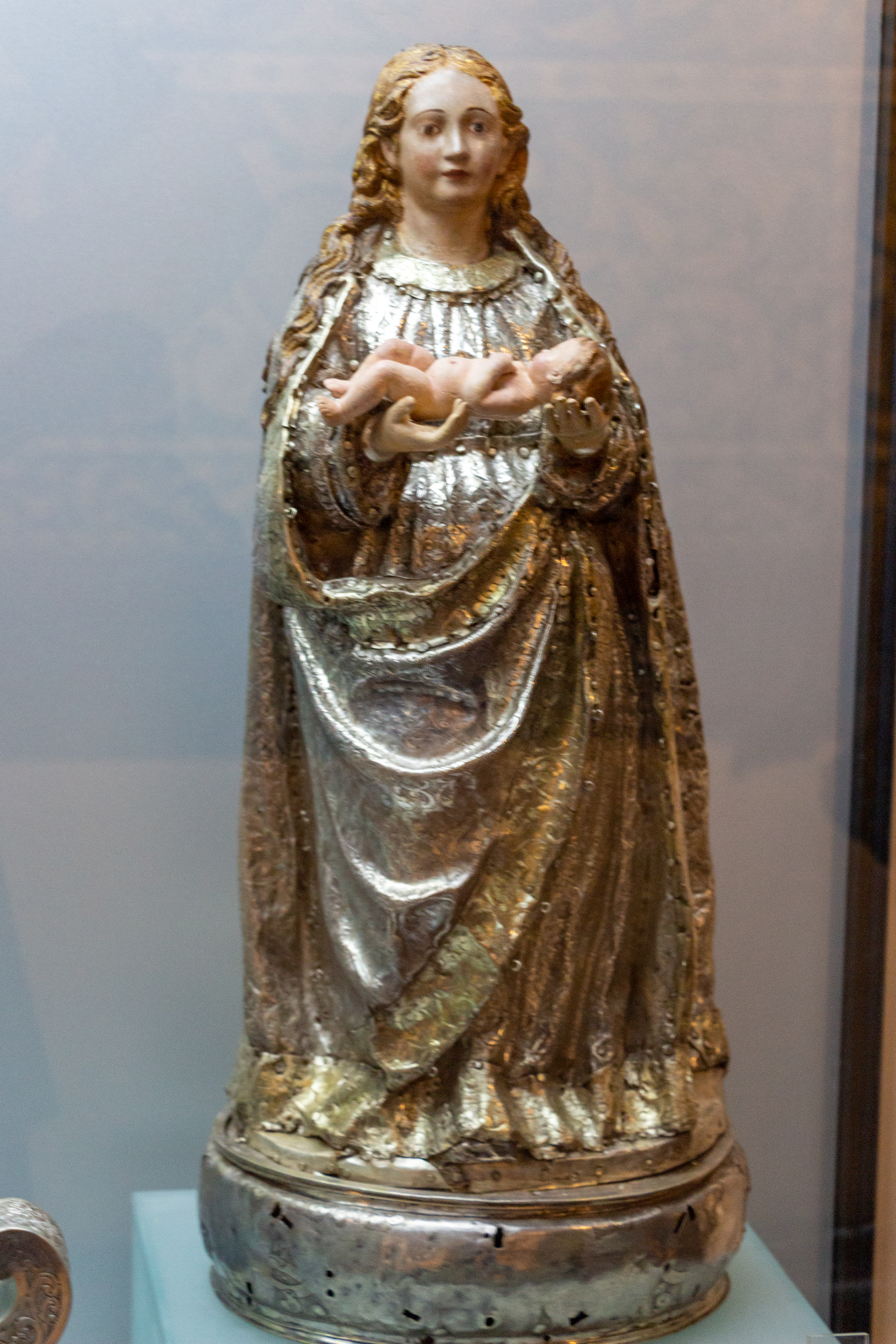
Nossa Senhora das Maravilhas, c. 1550, revestida de prata, procedente da Antiga Sé da Bahia

Contrastando com as fachadas austeras da Arquitetura Chã, os interiores das igrejas e conventos mais importantes podiam ser decorados com um grande luxo, incluindo estatuária, pinturas e talha dourada. Porém, pouco resta da primitiva decoração maneirista nesses locais, em sua vasta maioria desvirtuada por reformas posteriores ou inteiramente perdida. Na escultura traços de um classicismo quase que só aparecem na produção inicial de estatuária sacra, caracterizada pela sua solenidade e estaticidade, pelas faces com expressão impassível, e pelas vestimentas que caem lisas ao chão, que contrastam com os padrões movimentados e dramáticos do Barroco do século XVII em diante. O acervo sobrevivente é pequeno e quase sempre realizado em barro, e as peças são de pequenas dimensões. Sua caracterização como parte do Maneirismo é polêmica, e em geral esta produção é analisada como um proto-Barroco. De qualquer forma, servem como exemplo as imagens criadas por João Gonçalo Fernandes, geralmente considerado o primeiro a produzir imagens no Brasil; João Gonçalves Viana e os religiosos frei Domingos da Conceição da Silva, o frei Agostinho da Piedade e seu discípulo o frei Agostinho de Jesus, que foram ativos entre os séculos XVI e XVII.
Também entram na categoria da escultura os relevos arquitetônicos que ainda restam em portais de solares, igrejas e conventos, dos quais é boa ilustração a portada da Concatedral de São Pedro dos Clérigos em Recife, mas o exemplo mais significativo está na Igreja da Ordem Terceira de São Francisco de Salvador, caso absolutamente singular no Brasil pela extraordinária riqueza ornamental da sua fachada, mostrando afinidades com o estilo Plateresco, uma vertente do Maneirismo espanhol, e que alguns críticos identificam como um proto-Barroco. Seu único similar estilístico, muito menos rico e exuberante, é a Igreja de Nossa Senhora da Guia em Lucena, na Paraíba.

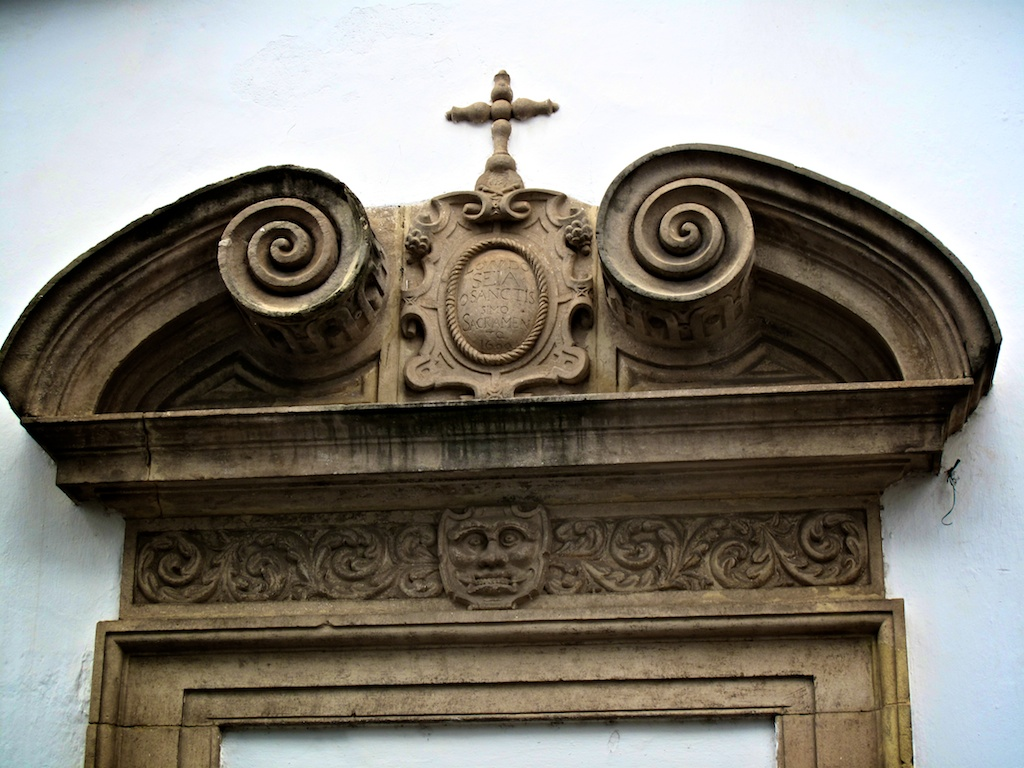
Frontispício de uma das entradas do Solar Ferrão, Salvador.

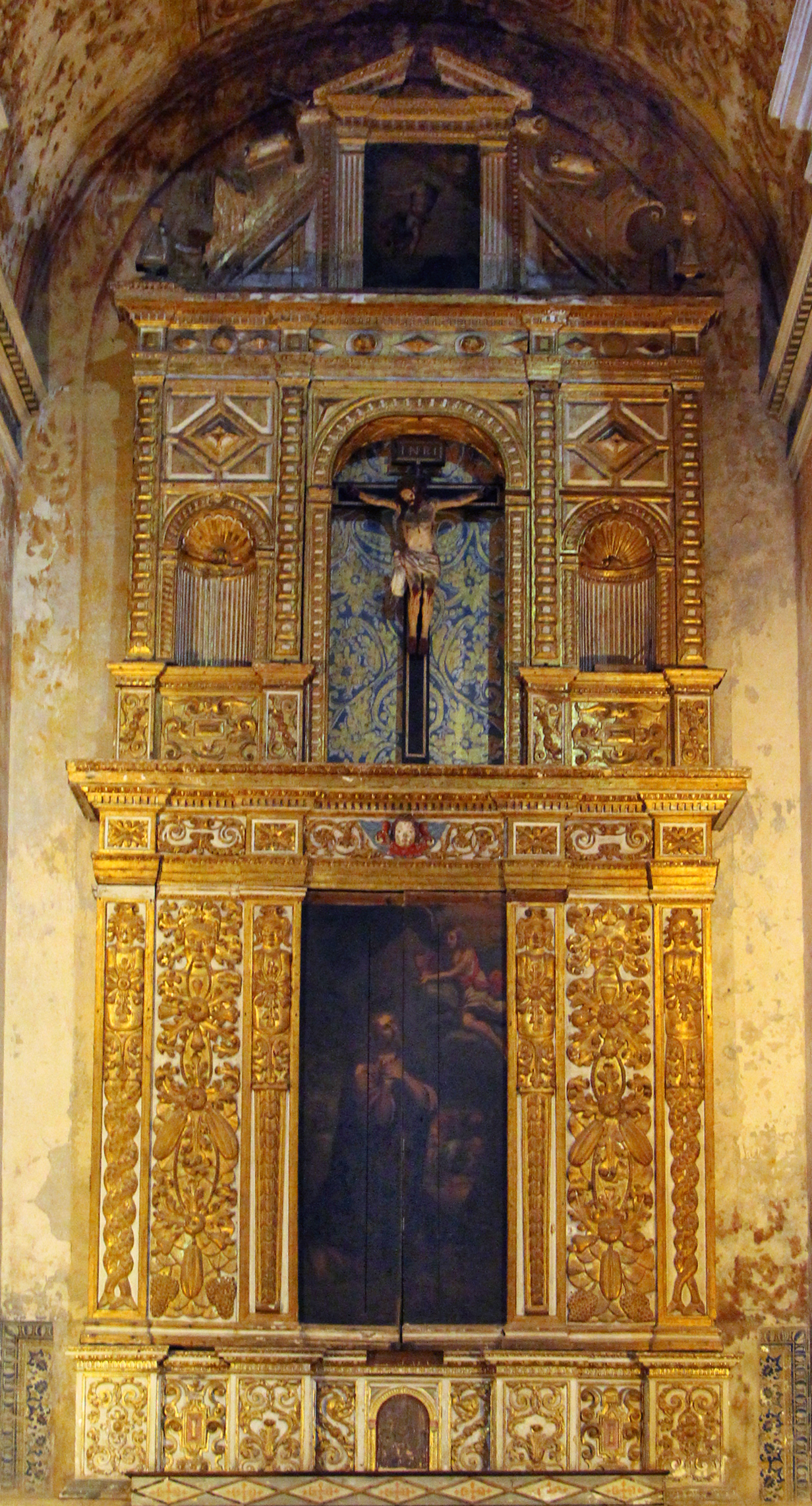
Parte superior de um altar lateral da Catedral de Salvador.

A riqueza dos interiores se justificava por precedentes canônicos que subvertiam as regras de austeridade contra reformistas, como as opiniões do próprio São Carlos Borromeu, um dos grandes articuladores da Contra Reforma. Na análise de John Bury,
"A Acta Ecclesiae Medionalensis de São Carlos Borromeu estabelece toda uma série de regras e proibições para o projeto das igrejas, que não deveriam ser desconsideradas. A planta baixa circular, cuja perfeição geométrica parecera aos arquitetos renascentistas um símbolo de Deus, foi condenada como pagã, e a cruz latina, restabelecida como verdadeiro símbolo cristão. Da mesma forma, São Carlos exigiu a volta do esplendor medieval e da riqueza da decoração cristã, em contraste com o despojamento das estruturas 'cristalinas' projetadas pelos humanistas para expressar seus ideais religiosos abstratos. Assim, os arquitetos maneiristas estavam empenhados em fazer a Igreja acessível à comunidade em geral, e não só para um seleto círculo humanista de matemáticos e filósofos. Com esse objetivo em vista, era necessário usar os sentidos, mais do que o intelecto, na assimilação do Cristianismo, e a arquitetura, juntamente com as outras artes, se tornou um veículo prático para a educação cristã e os empreendimentos missionários".
Porém, distinguindo-se dos franciscanos, que cedo adotaram os luxuriantes padrões barrocos, os jesuítas preservaram na talha dourada dos altares arcaísmos classicistas e um senso de maior sobriedade, com um tratamento volumétrico baixo, pouco dinamismo nas formas, uso de colunas isoladas de fuste reto, abundância de motivos geométricos, uma artesania de alta qualidade e uma divisão das áreas baseada em planos retangulares. Os altares têm grande variedade de estrutura, mas não é rara uma conformação que imita as fachadas das igrejas, com uma base de apoio, um nível intermediário com colunas e nichos e um frontão como coroamento. Nas palavras de Lúcio Costa,
"A arquitetura da Companhia no Brasil foi quase sempre inimiga dos derramamentos plásticos, despretensiosa, muitas vezes pobre, obedecendo, em suas linhas gerais, a uns tantos padrões uniformes. E se devêssemos resumir, numa só palavra, qual o traço marcante da arquitetura dos padres, diríamos que foi a sobriedade. Sobriedade presente também nos retábulos, mesmo os mais ricos. Sobriedade que se impõe apesar do gongorismo da obra de talha de um determinado período, como nos púlpitos esplêndidos de Santo Alexandre. Sobriedade que ainda souberam manter no mais pretensioso de seus templos, a atual Sé da Bahia".
O estilo decorativo da talha sofreu uma evolução muito mais rápida do que as fachadas e plantas, e em meados do século XVII o Maneirismo já havia desaparecido quase inteiramente dos templos coloniais, substituído pela primeira fase do Barroco, o chamado Estilo Nacional Português. Sobrevivem, contudo, alguns poucos exemplos que atestam a sofisticação da talha maneirista brasileira. Entre os principais estão três altares laterais da Catedral de Salvador, o retábulo-mor da Catedral de São Luís, três altares laterais na Igreja de Nossa Senhora do Bonsucesso no Rio de Janeiro, que antigamente pertenceram ao colégio jesuíta, os altares secundários da Igreja de Nossa Senhora da Graça, em Olinda, os mais antigos do Brasil, realizados em um estilo bem mais despojado, o retábulo-mor da Igreja de Nossa Senhora da Comandaroba, em Laranjeiras, o retábulo-mor da Igreja dos Reis Magos em Nova Almeida, os retábulos da Igreja de Nossa Senhora do Rosário em Embu das Artes, o altar-mor da Igreja de São Lourenço dos Índios de Niterói, o altar-mor e dois altares laterais com estatuária da igreja do convento de Nossa Senhora da Conceição de Itanhaém, e o altar da Capela do Voturuna em Parnaíba.
Ainda sobrevivem também o altar da segunda Matriz de São Vicente, um retábulo da Capela do Engenho Piraí em Itu, importantes fragmentos dos altares do mosteiro beneditino de Santana de Parnaíba, e diversos elementos decorativos do interior da Antiga Sé da Bahia, preservados no Museu de Arte Sacra da UFBA, entre os quais capitéis, colunatas, anjos, cariátides, fragmentos de talha, uma mesa de altar de prata, tocheiros, alfaias e mobília, todos, segundo Rafael Schunk, em estilo maneirista.

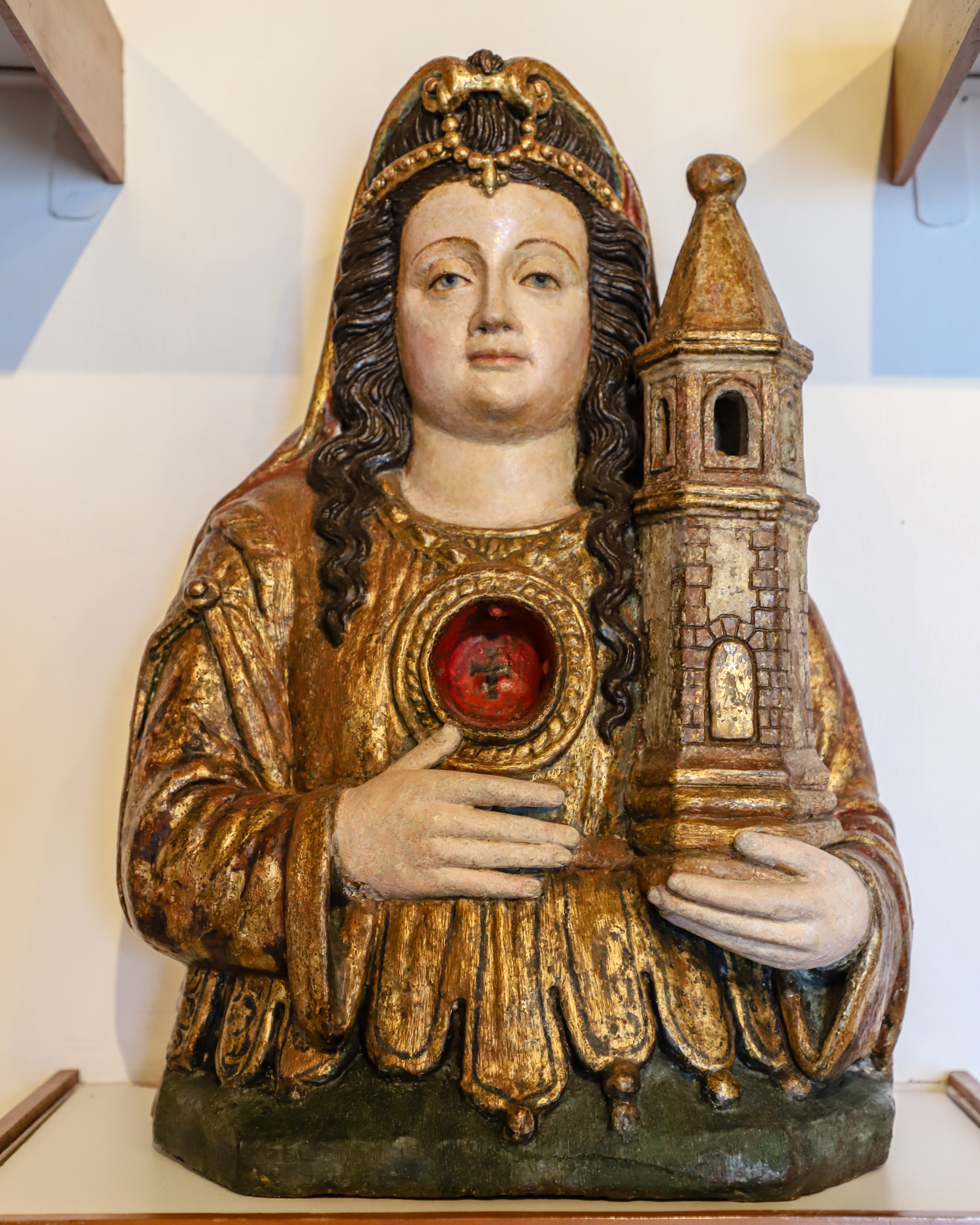
Agostinho da Piedade: Busto-relicário de Santa Bárbara. Museu de Arte Sacra da Bahia.
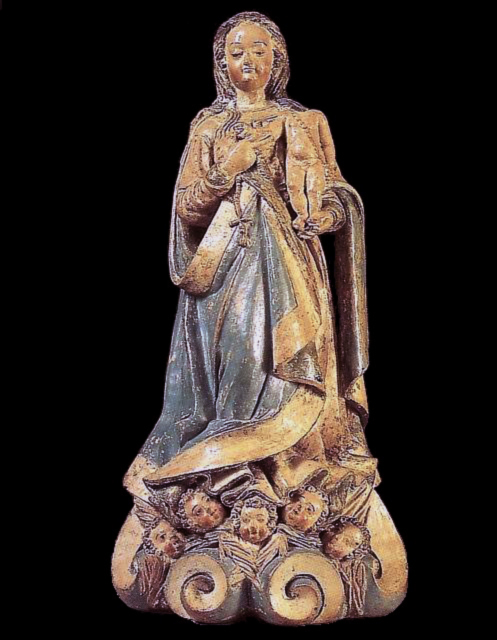
Agostinho de Jesus: Nossa Senhora do Rosário. Acervo Artístico-Cultural dos Palácios do Governo do Estado de São Paulo.
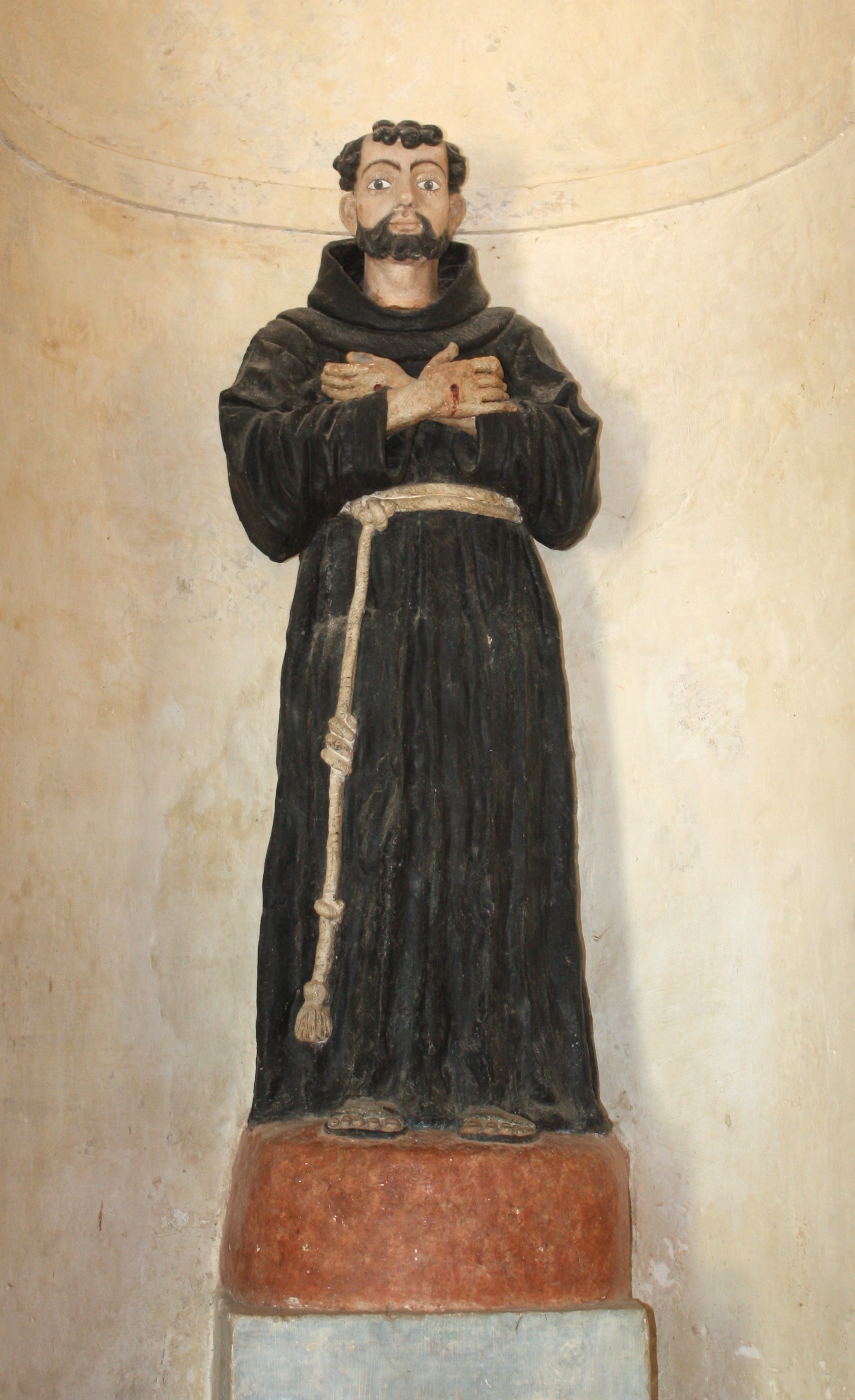
Anônimo: São Francisco de Assis. Casa da Torre.
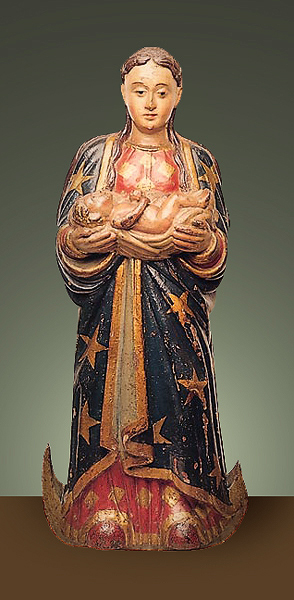
Anônimo: Nossa Senhora do Bom Parto. Museu de Arte Sacra de São Paulo.

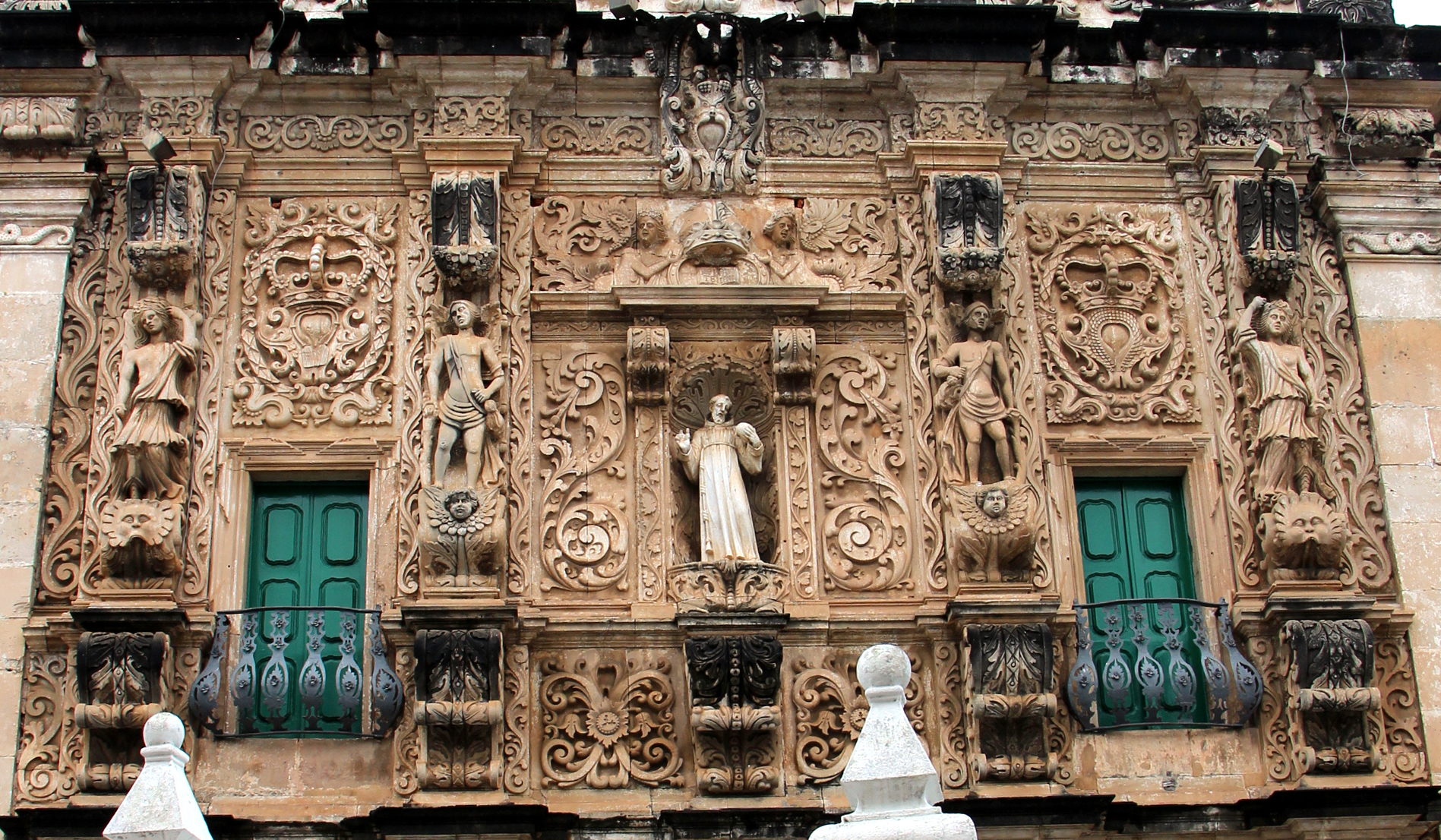
Detalhe do nivel intermediário da fachada da Igreja da Ordem Terceira de São Francisco em Salvador.

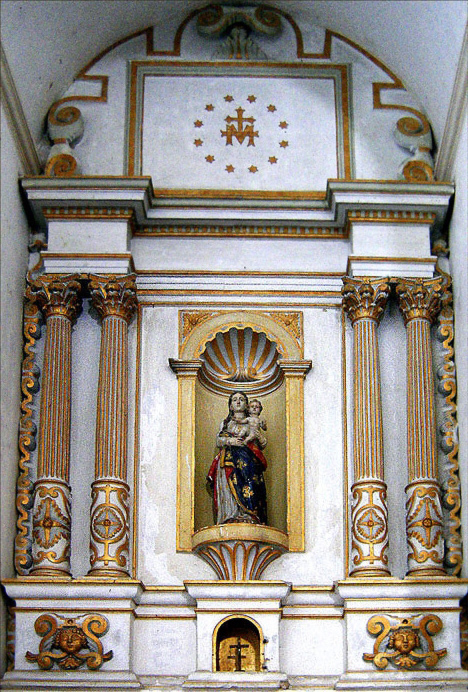
Altar secundário da Igreja de Nossa Senhora da Graça, em Olinda.
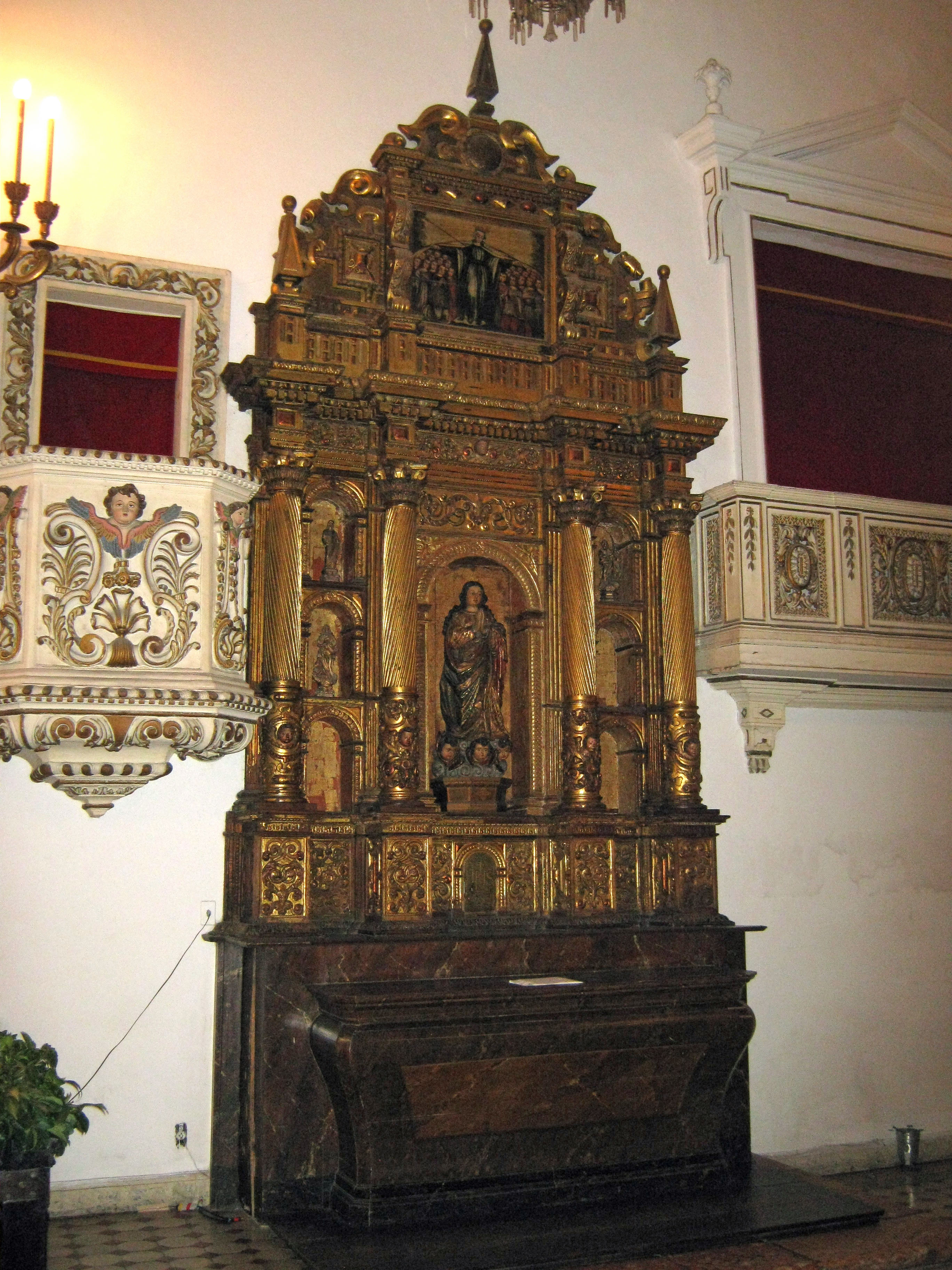
Altar pertencente ao antigo Colégio dos Jesuítas do Rio removido para a Igreja de Nossa Senhora do Bonsucesso.
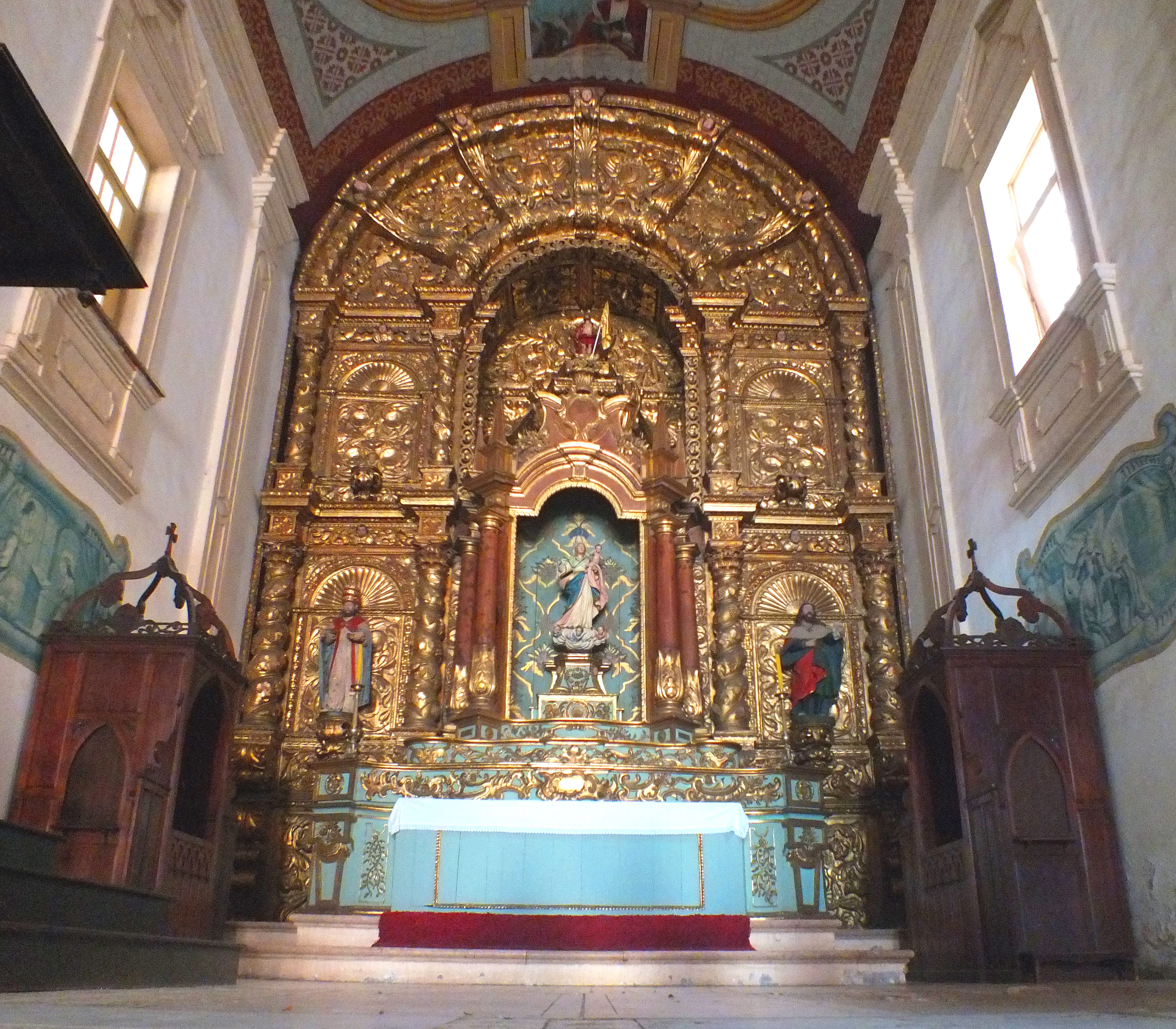
Retábulo-mor da Catedral de São Luís, já em transição para o Barroco.
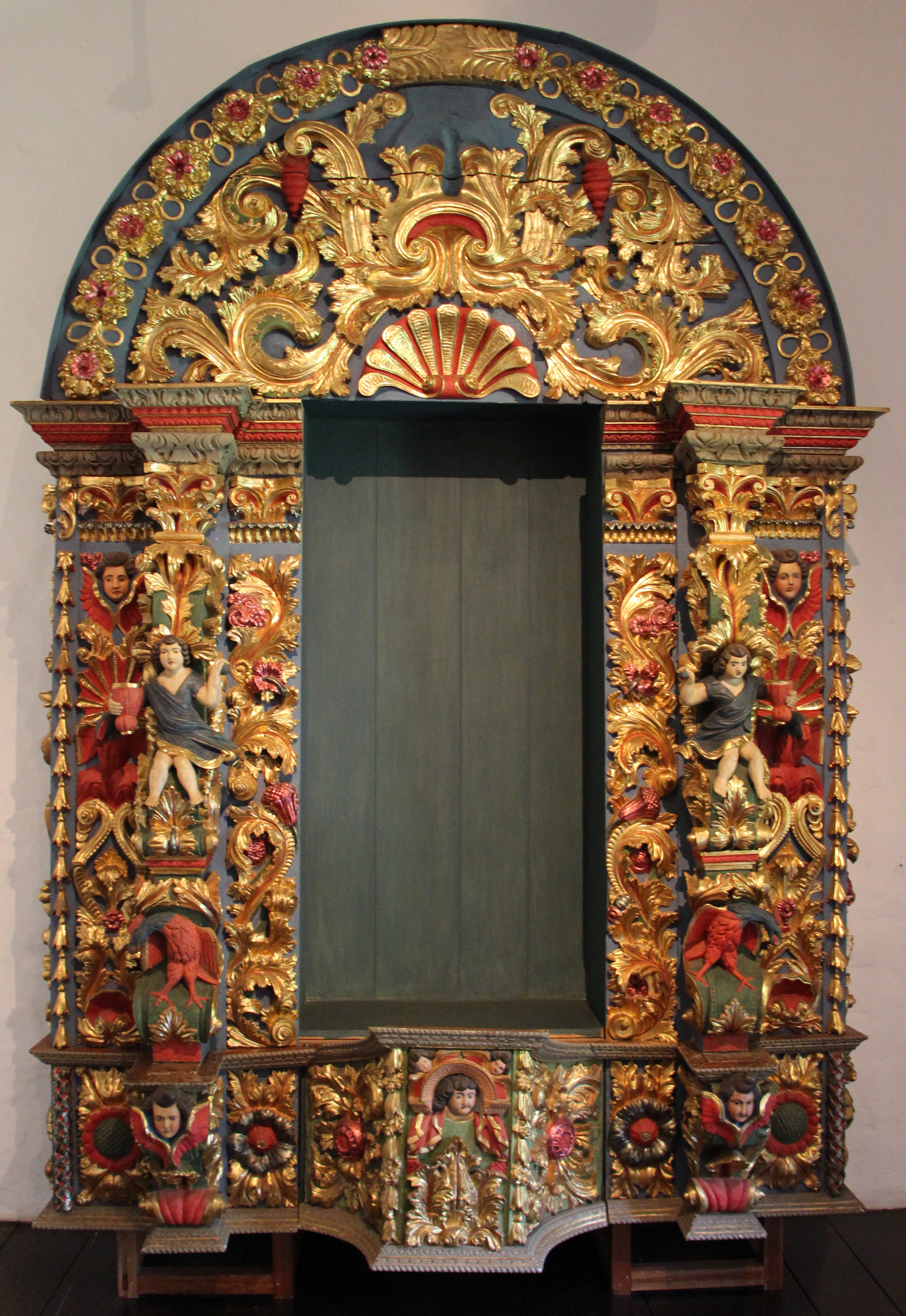
Altar da antiga Matriz de Santo Amaro, estilo de transição para o Barroco, Museu de Arte Sacra de São Paulo.

### Pintura e artes gráficas
Outras categorias em que sobrevivem escassos testemunhos são a pintura e as artes gráficas. Os primeiros viajantes e exploradores muitas vezes contavam com desenhistas e gravuristas em suas expedições, encarregados de fazer o registro visual da fauna, flora, geografia e dos povos nativos. Entre eles podem ser citados Jean Gardien, ilustrador do livro Histoire d'un Voyage faict en la terre du Brésil, autrement dite Amerique, publicado em 1578 por Jean de Léry, Theodor de Bry, ilustrador do livro Duas Viagens ao Brasil de Hans Staden, e o padre André Thevet, provável ilustrador dos seus três livros científicos editados em 1557, 1575, e 1584. As gravuras desses artistas mostram traços maneiristas na sua representação dos corpos humanos, com uma descrição anatômica e um sistema de proporções padronizadas, herdeiras do naturalismo idealista da Renascença, mas já impregnadas de uma abordagem mais preciosista e de um contorcido dinamismo michelangelesco, em composições que muitas vezes desvirtuam a perspectiva de ponto central tão cara aos renascentistas, criando uma espacialidade nova, e fogem à clareza e ordem tipicamente clássicas.

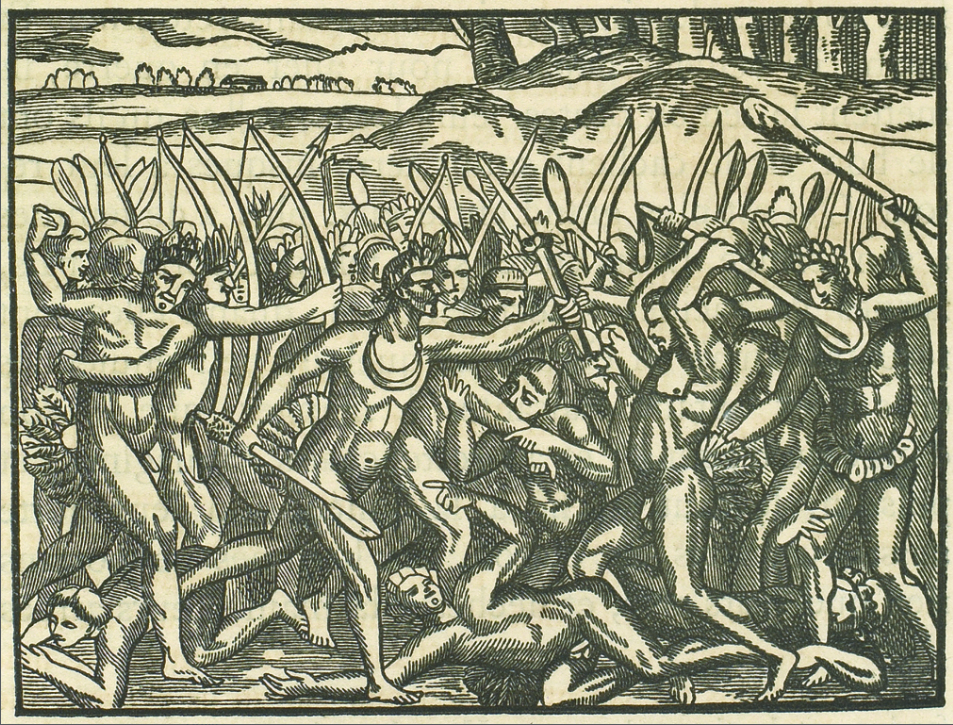
Ilustração do livro Singularitez de la France antarctique de André Thevet, mostrando uma luta entre tribos indígenas.

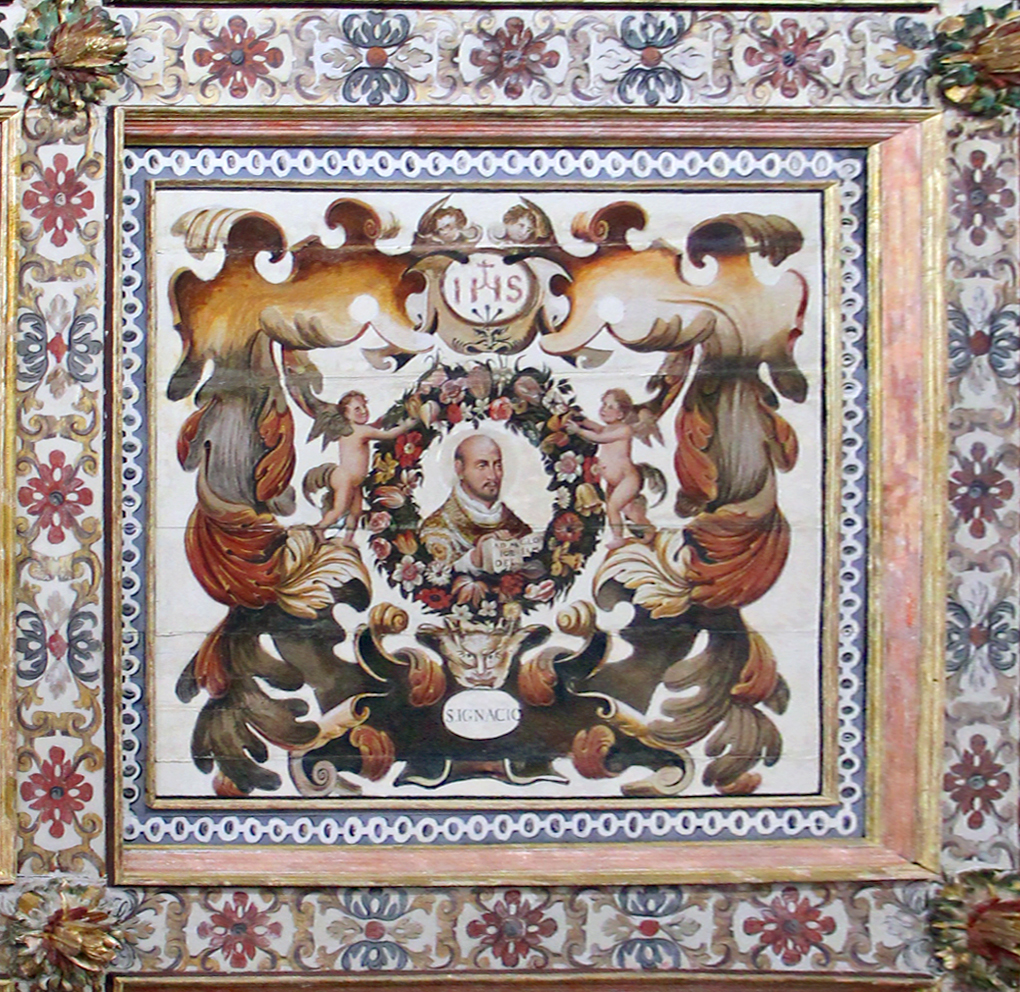
Retrato de Santo Inácio de Loyola no teto da sacristia da Catedral de Salvador.

Na pintura o primeiro registro conhecido é do padre jesuíta Manuel Sanches (ou Manuel Alves), que passou por Salvador em 1560 a caminho das Índias Orientais e deixou pelo menos um painel pintado no colégio jesuíta. Pouco depois surge o jesuíta Belchior Paulo, que chegou em 1587 junto com outros padres e deixou obras decorativas espalhadas em muitos dos maiores colégios da Companhia de Jesus até o início do século XVII, mas só se conhecem poucas obras a ele atribuídas, entre elas uma Adoração dos Magos, hoje na Igreja dos Reis Magos em Nova Almeida, que mostra influência flamenga.
Num ambiente à parte ocorreu um notável florescimento artístico em torno da corte do invasor holandês Maurício de Nassau, estabelecido em Pernambuco entre 1630 e 1654, reunindo ilustradores, pintores, filósofos, geógrafos, humanistas e outros intelectuais e técnicos especializados. Na pintura ressaltam as figuras de Frans Post e Albert Eckhout, deixando obras de alta qualidade e  dentro de um espírito classicista tranquilo e organizado que pouco tem afinidade com o nervoso e irregular Maneirismo pictórico mais típico, e que até hoje são uma das fontes primárias mais importantes para o estudo da paisagem, da natureza e da vida dos índios e escravos daquela região. Por outro lado, o caráter alegórico e decorativista das composições de Eckhout e a sua tendência ao "branqueamento" artificioso dos negros e índios, e as doses de fantasia e as incongruências na montagem de cenas que não poderiam ter existido na realidade em Post, criando ambos imagens que tinham um conteúdo programático cultural e político reconhecido e explicitado naquela mesma época, e eram mais a materialização dos desejos e idealizações da nobreza e da burguesia ilustrada da Holanda — que compravam seus trabalhos e mitificavam o mundo tropical — do que descrições científicas da terra, são elementos que de certa forma os aproximam dos maneiristas. A maior parte desta produção retornou à Europa, mas um pequeno grupo ainda se encontra em museus brasileiros.
Também sobrevivem em diversas igrejas e conventos alguns painéis e tetos de pintura decorativa, incluindo alguns sobre azulejos, que revelam uma transição para o estilo Barroco, derramando-se em profusos motivos vegetais em intrincados entrelaçamentos, lembrando a decoração plateresca, entremeados de símbolos religiosos, imagens de santos e outras figuras, como exemplifica o importante teto da sacristia da Igreja de Santo Alexandre em Belém do Pará. Outro grande exemplo, de um Maneirismo bastante puro, é o teto da sacristia da Catedral de Salvador, derivado da vertente grottesca de inspiração romana, com uma série de medalhões inseridos na talha, com molduras florais e retratos de santos e mártires jesuítas no centro. Schnoor identifica como maneiristas também um grande retrato de corpo inteiro de Gonçalo Gonçalves, o Moço, e sua esposa Maria, na galeria de benfeitores da Santa Casa do Rio de Janeiro, o celebrado Cristo dos Martírios do frei Ricardo do Pilar, embora outros o identifiquem como obra barroca, e uma pintura representando Santa Rita de Cássia na sua igreja carioca.
No caso da pintura sobre azulejos, ela quase invariavelmente é ornamental, sem cenas figurativas, ou no máximo com figuras diminutas espalhadas entre ricos padrões de motivos vegetais ou geométricos, no chamado "Estilo Tapete", realizados com uma paleta de cores limitada a poucos tons. Esta azulejaria era aplicada em geral como barra na parte inferior das paredes de corredores e em torno dos pátios de claustros conventuais, nos interiores de igrejas e mais raramente em habitações privadas e edifícios públicos.

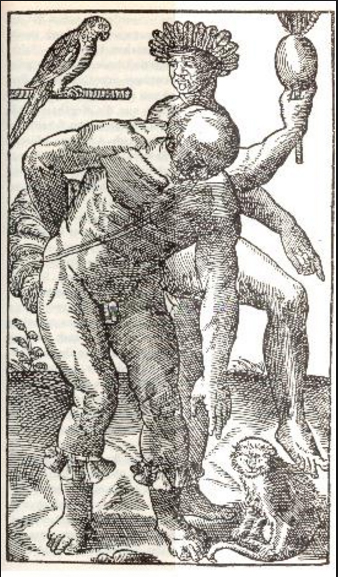
Índios do Brasil na obra de Jean de Léry.
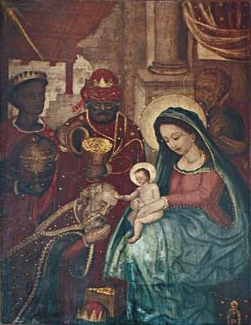
Atribuída a Belchior Paulo: Adoração dos Reis Magos, Igreja dos Reis Magos em Nova Almeida.
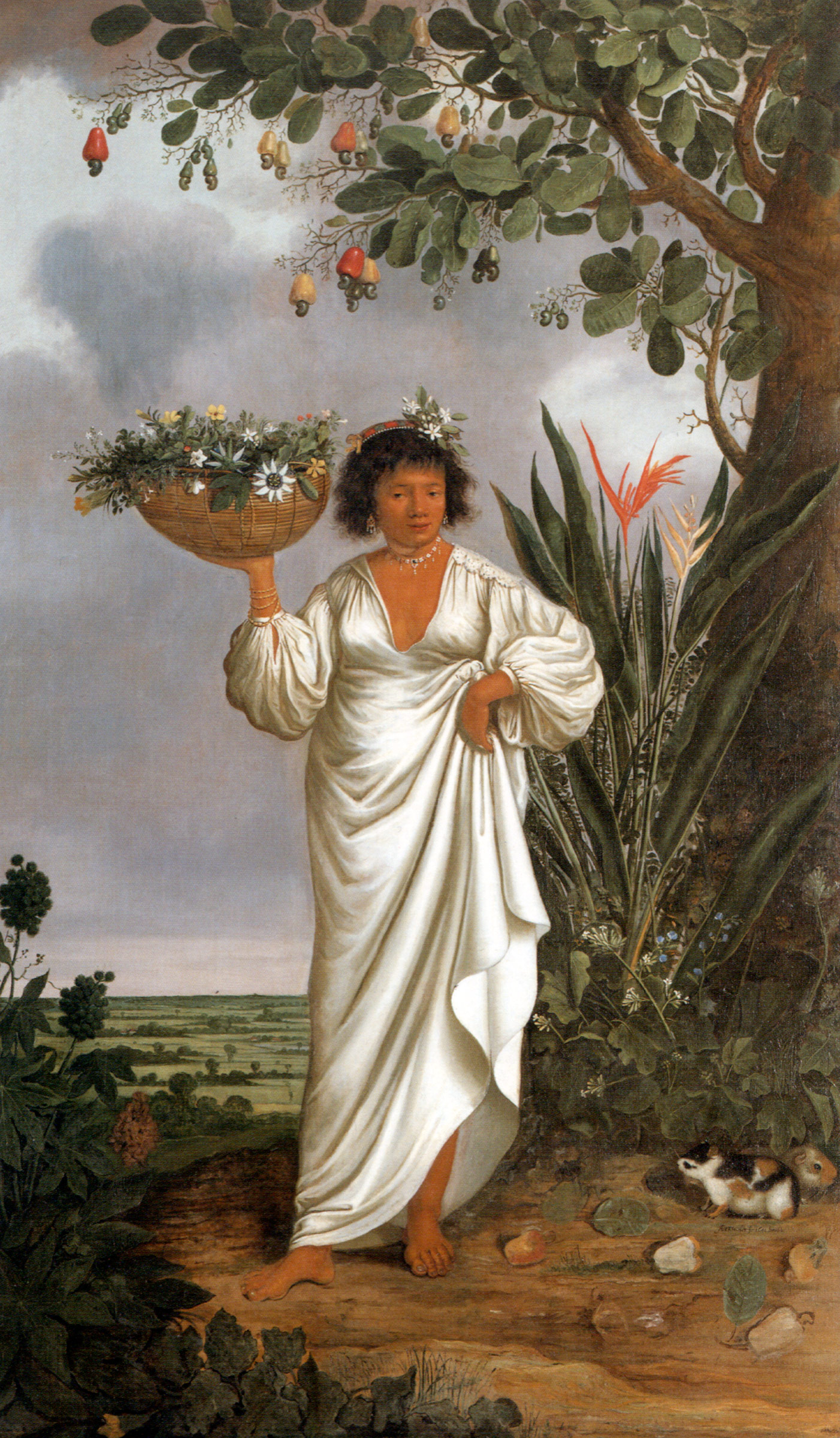
Albert Eckhout: Mameluca, 1641. Museu Nacional da Dinamarca.
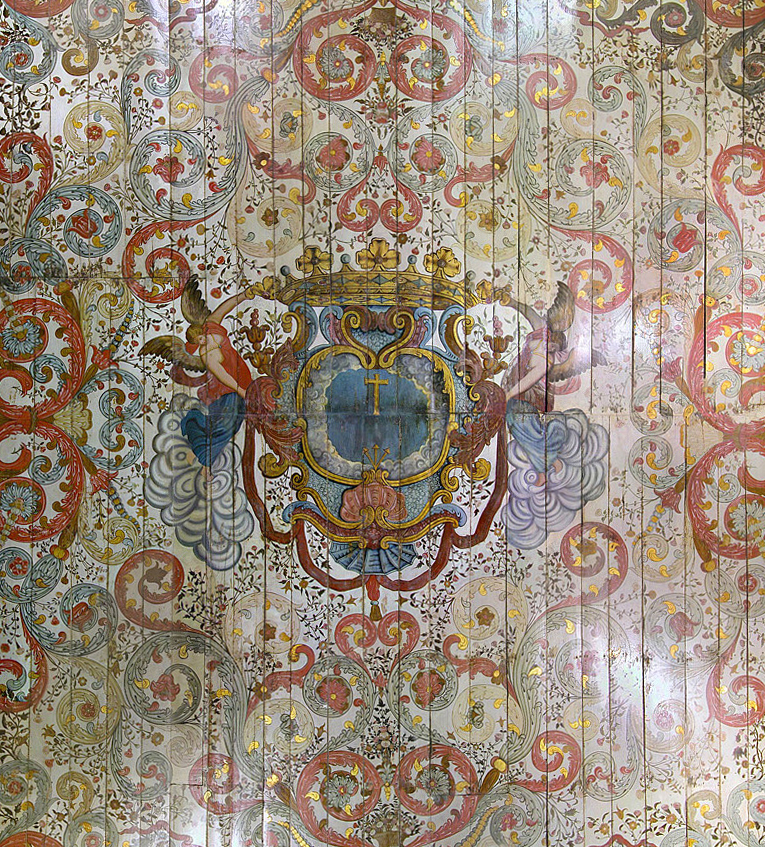
Detalhe do teto da sacristia da Igreja de Santo Alexandre de Belém.
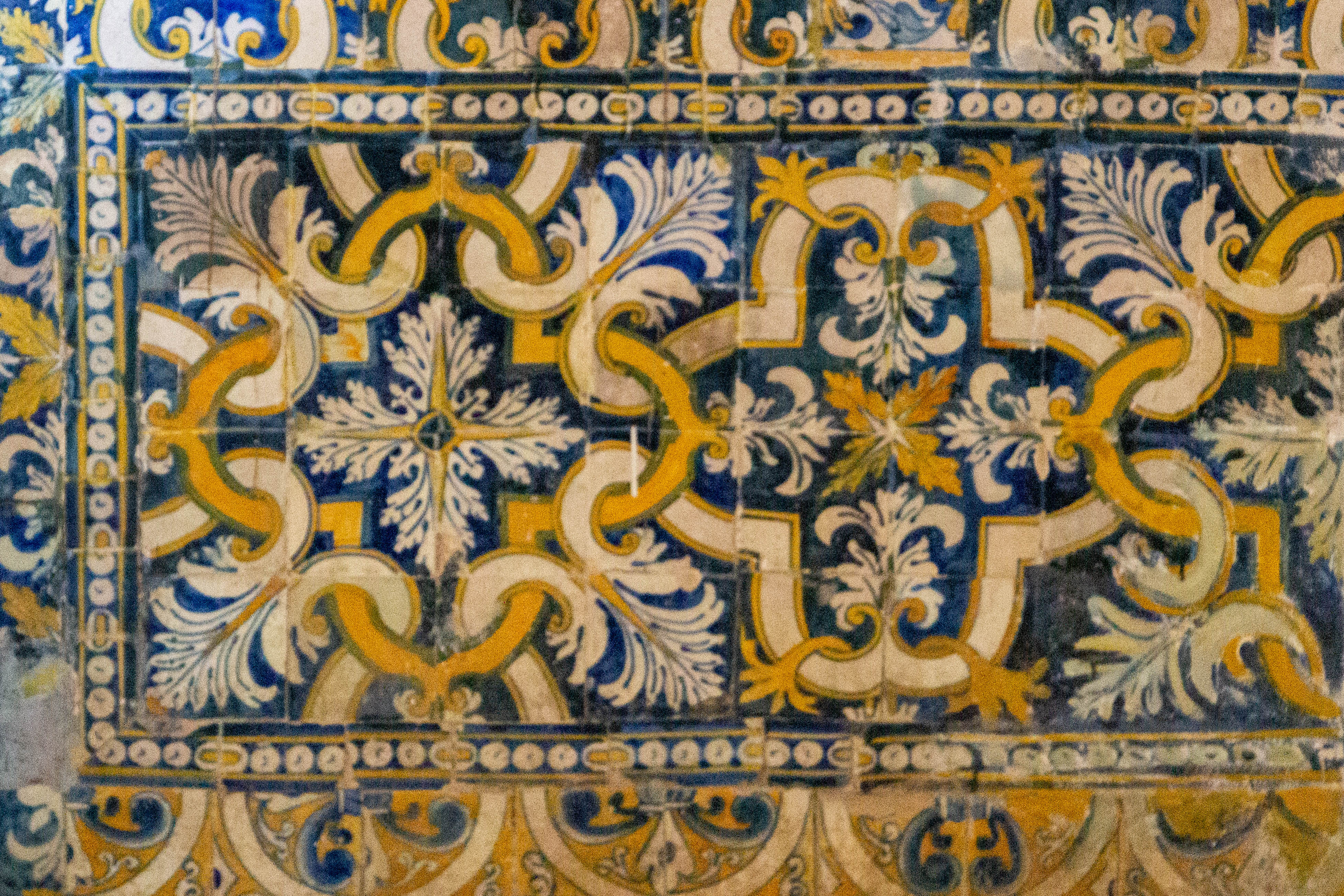
Azulejos decorados no "Estilo Tapete". Acervo do Museu de Arte Sacra da UFBA.

### Literatura
O contexto paupérrimo dos primeiros tempos coloniais condicionou e limitou a produção literária brasileira ainda com maior intensidade que nas outras artes. Não havia escolas senão as dos padres e o estudo se limitava praticamente a uma alfabetização básica e à catequese religiosa, o analfabetismo era disseminado amplamente, a imprensa foi proibida por muito tempo, a circulação de livros era reduzidíssima e passava invariavelmente pelo crivo da censura governamental, sendo em geral romances de cavalaria, catecismos, almanaques e lunários e alguns dicionários e tratados de Direito, Legislação e Latim, não havia produção de papel, e sequer a língua portuguesa se firmou em larga escala senão em meados do século XVIII, sendo antes faladas principalmente línguas híbridas de português e idiomas indígenas, fatores que combinados tornaram o panorama literário local quase inexistente. Depois dos grandes precursores ativos na segunda metade do século XVI, os jesuítas José de Anchieta, autor de crônicas históricas, gramáticas, autos sacros e poesias, e Manuel da Nóbrega, autor do Diálogo sobre a Conversão do Gentio e de um rico epistolário, somente no século XVII começam a despontar outros escritores, entre eles Bento Teixeira, autor de Prosopopeia, a primeira epopeia brasileira, o poeta Manuel Botelho de Oliveira, o jesuíta António Vieira, expoente da prosa sacra, e Gregório de Matos, grande autor de poesia sacra, lírica e satírica. Apesar de abordarem temas locais, sua obra é toda ainda uma extensão direta da literatura portuguesa.

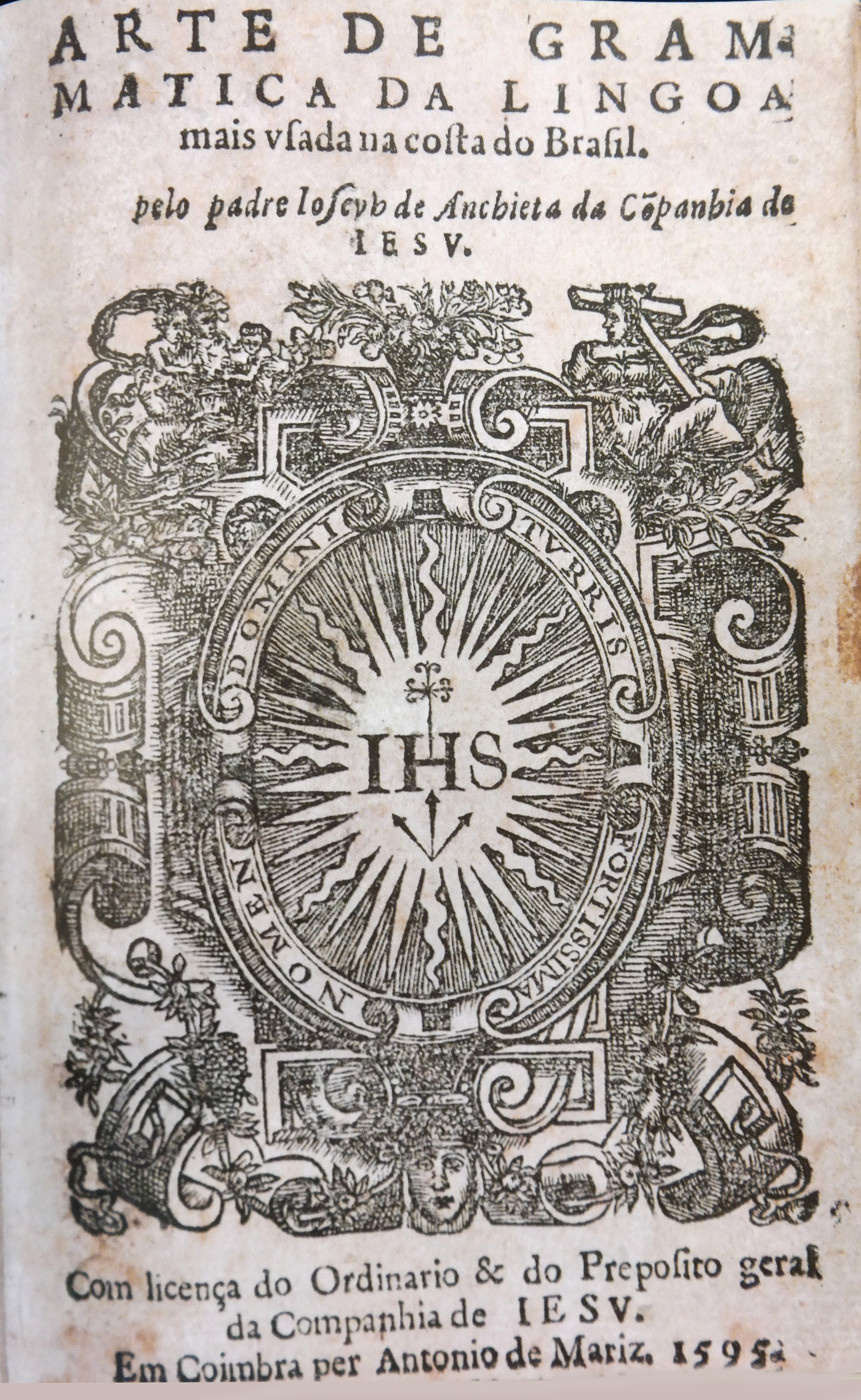
Arte de Gramática da Língua mais Usada na Costa do Brasil, 1595, de José de Anchieta. A gravura na capa é tipicamente maneirista.

Salvo Anchieta e Nóbrega, quando os outros floresceram o Barroco literário já começava a se tornar o estilo dominante em Portugal. Porém, traços maneiristas são claramente perceptíveis em muitos momentos, em particular devido à influência avassaladora de Camões na produção literária metropolitana, uma fonte na qual todos estes últimos beberam, e que mostra seu maneirismo através do intenso clima de crise política e espiritual de seus escritos, na ausência de qualquer certeza, no seu famoso sentimento de desencanto e melancolia em relação ao "paraíso clássico" perdido, na oposição entre a ética elevada do humanismo renascentista e a percepção das insuficiências e maldades do homem real, no estranhamento e no desejo de fuga do mundo, na propaganda religiosa, no uso de figuras de linguagem complexas e preciosismos artificiosos, e no gosto pelo contraste, pelo arroubo emocional, pelo conflito, pelo paradoxo, pelas atmosferas de sonho e pelo fantástico, e até pelo grotesco e pelo monstruoso. Segundo Walkyria Mello, "o poeta maneirista tornou-se obcecado pelo sentimento trágico da vida, pela miséria do homem, herdeiro de um legado de dores [...]. A melancolia e a angústia também são temas constantes da poesia maneirista, e isto porque sua mundividência é sombria e permeada de sofrimento". Esses traços se acentuariam na produção barroca posterior e se tornariam suas características mais distintivas, encontrados também na produção dos escritores antes citados, e que por isso muitas vezes são entendidos principalmente como barrocos e não maneiristas.
O trabalho de Nóbrega, de elevado valor literário, caracterizou-se mais pelo objetivo realismo e pelo equilíbrio das suas análises da realidade local, mas Anchieta é de todos o mais nitidamente maneirista em seu ecletismo e seu recorrente sincretismo de elementos clássicos, medievais e outros derivados da realidade local, na atemporalidade que permeia suas situações dramáticas, na justaposição de personagens de tradições diferentes, no uso de línguas indígenas ao lado do português. Para Eduardo Portella,
"A circunstância de haver sido o medievalismo tão acentuadamente forte em Portugal explica, perfeitamente, a lentidão do Renascimento. E foi este atraso precisamente, que, ajudado pelas descobertas marítimas, provocou a criação do Estilo Manuelino — que teve no Plateresco o seu correspondente espanhol — muito mais ligado, é evidente, ao medievalismo do que ao 'neo classicismo' italiano. No caso particular de Anchieta, a sua própria condição de jesuíta fazia-o, pelo menos, um homem pouco apegado ao Renascimento puro. [...] A épica, tão esquiva ela está na obra de Anchieta que não chega a ter uma existência definida. A lírica, essa é rica e múltipla através de seus diversos sentimentos: de amor, de admiração (para com Deus), de dor (para com o mundo), de denúncia (para com o homem). O certo, porém, é que a Anchieta se ajusta o título de homem-ponte entre o medievalismo e o Renascimento peninsulares, com ostensivos compromissos maneiristas e barrocos".
Vários outros escritores atuaram entre os séculos XVI e XVII ocupados com obras históricas ou corográficas, falando sobre a terra e os costumes indígenas, mas seu interesse principal está no seu caráter documental e não tanto no seu estilo, mais objetivo e puramente informativo. Destacam-se Gabriel Soares de Sousa com sua Notícia do Brasil, Fernão Cardim, com sua Narrativa Epistolar e os Tratados da Terra e da Gente do Brasil, Pero de Magalhães Gândavo, autor do Tratado da Terra do Brasil e duma História da Província Santa Cruz, possivelmente o de maior valor literário deste conjunto, embebido na tradição camoniana, depurada porém por um senso de sobriedade e simplicidade, e Vicente do Salvador, autor de História do Brasil e Crônica da Custódia do Brasil.

## Fortuna crítica

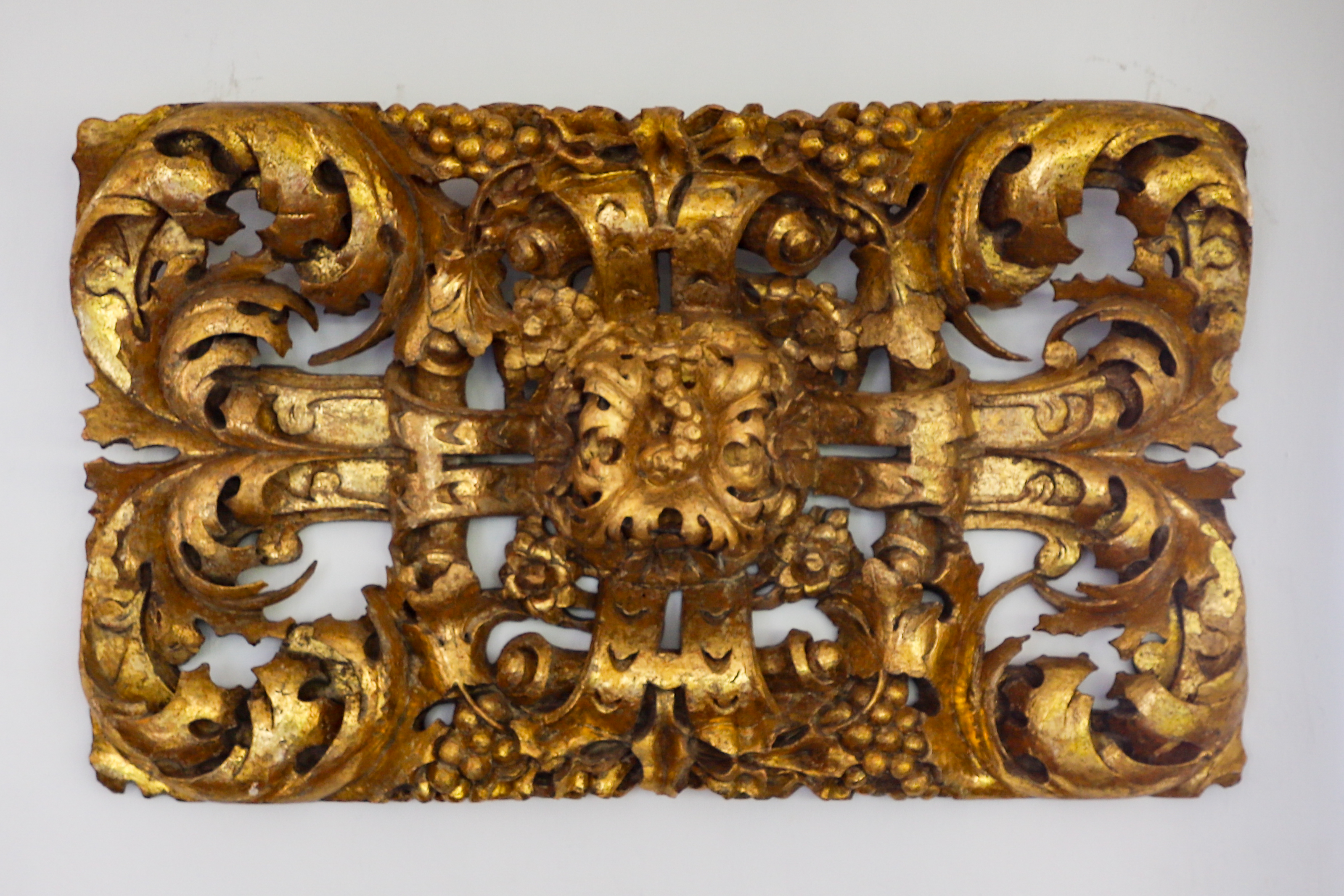
Fragmento de talha do forro da Antiga Sé da Bahia.

A caracterização estilística do Maneirismo é um fenômeno recente na História da Arte, que ainda desperta significativa controvérsia. Embora seus traços principais tenham sido identificados já pelos barrocos, foi rejeitado maciçamente pela crítica posterior como uma fase de decadência e degeneração, onde a pureza e o idealismo renascentistas teriam sido postos abaixo por espíritos céticos e perturbados, ou visto apenas como um incerto período transicional entre as "grandes eras" do Renascimento e do Barroco. Esta visão se manteve até a primeira metade do século XX.
Entre os principais estudiosos do movimento estão Max Dvořák, que no início do século XX penetrou na dimensão espiritualista, metafísica e religiosa maneirista, dando uma valiosa e pioneira contribuição para sua recuperação; Nikolaus Pevsner, que nos anos 1940 ampliou sua definição para incluir todos os aspectos que suscitam instabilidade, descontinuidade ou conflito, consolidou as ligações entre a pintura maneirista e a arquitetura produzida na mesma época e contextualizou o movimento, explicando-o como um reflexo do agitado panorama social e religioso daquele período, em artigo que se tornou influente; e na década seguinte Arnold Hauser deu uma contribuição fundamental estudando extensamente o Maneirismo sob seus aspectos estilísticos, políticos e sociais, incluiu a literatura e introduziu o conceito de que o Maneirismo promoveu um afastamento da imitação da natureza, sendo uma reação consciente contra a tradição e o precursor da arte moderna, distinguindo ainda entre suas correntes mais ou menos classicistas, a origem de uma polaridade que criava paradoxos e que para ele era um traço essencial do movimento. Mais ou menos na mesma altura Eugenio Battisti e Hiram Haydn escreveram influentes e alentados trabalhos tratando de aspectos variados e exigindo uma revisão nas categorias históricas, Wolfgang Lotz estudou sua arquitetura e definiu melhor sua cronologia e Walter Friedländer aperfeiçoou sua periodização e refutou a ideia de que o movimento era uma decadência do Renascimento. Mais recentemente Georg Weise analisou a influência do Gótico e fez uma das melhores distinções entre o Maneirismo e o Barroco, Ernst Robert Curtius deixou o talvez melhor estudo sobre a literatura, e Gustav René Hocke dedicou-se aos aspectos filológicos numa abordagem anti-historicista. Desde então os estudos se multiplicaram rapidamente e o estilo ganhou crescente reconhecimento como uma entidade autônoma na historiografia.

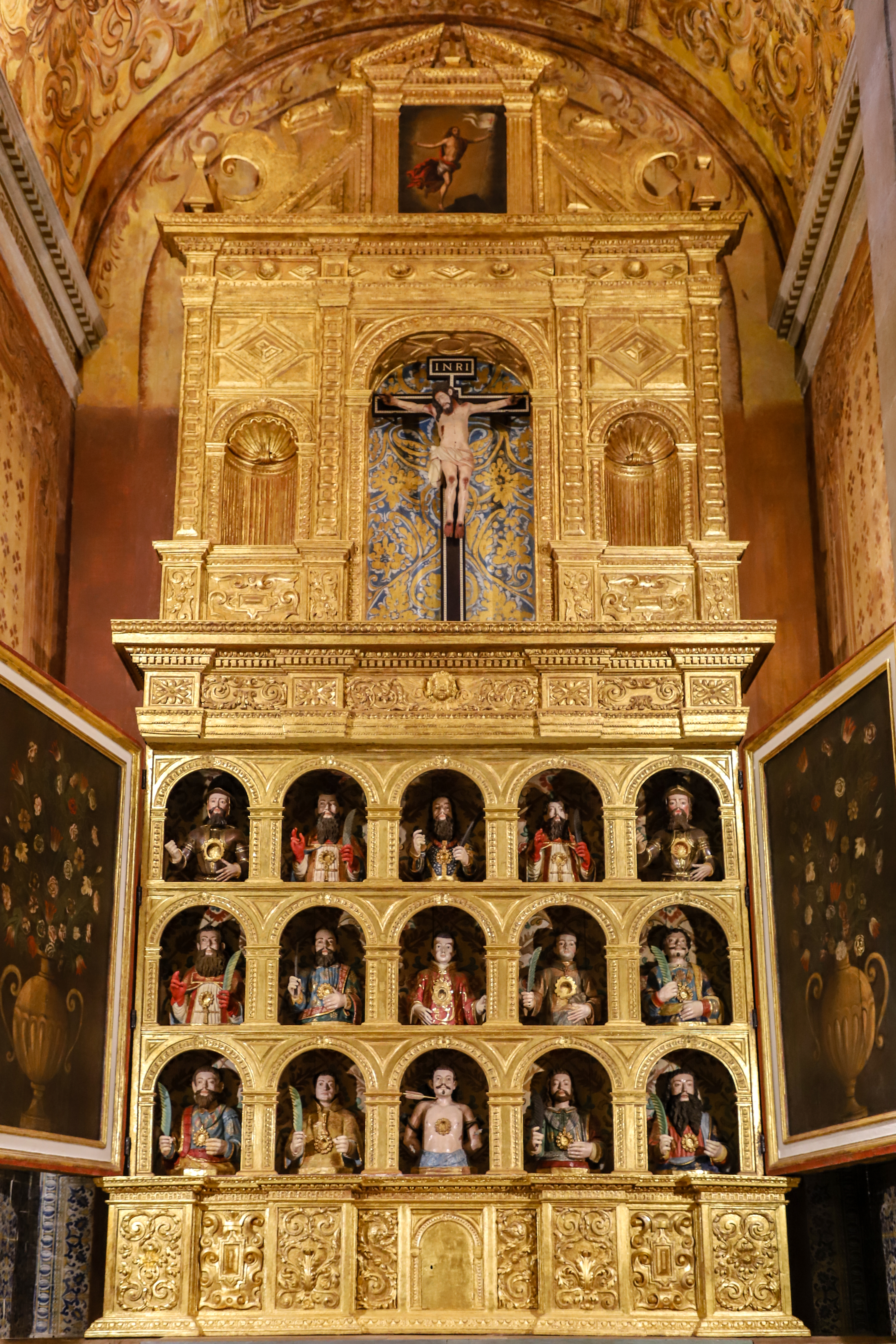
Parte superior do altar dos Santos Mártires na Catedral de Salvador.

No que diz respeito ao Maneirismo brasileiro, a situação é mais difícil. Alguns importantes autores pioneiros como Germain Bazin utilizaram o conceito em seus trabalhos, mas ele ainda era mal definido, estavam mais interessados no Barroco e ainda tendiam a entender o Maneirismo como uma etapa de transição. Roberth Chester Smith e John Bury, em diversos ensaios publicados entre as décadas de 1940 e 1960, por outro lado, já o abraçaram em sua inteira legitimidade, aplicando-o para descrever com consistência e profundidade amplos setores da arte nacional, concentrando-se porém no estudo da arquitetura. Mas os trabalhos avançados de Smith e Bury até recentemente pouco foram lidos no Brasil, e os antigos preconceitos ainda exercem considerável influência. Alguns autores ainda não reconhecem sua autonomia e o descrevem como um Renascimento tardio ou como um proto-Barroco, uma certa corrente, em vista da forte descendência clássica de sua expressão arquitetônica, retira o Estilo Chão da esfera maneirista, outros colocam sob a ampla e indistinta categoria de Arquitetura Colonial tudo o que se construiu entre o século XVI e o início do século XIX, e sua delimitação cronológica também não é consensual. Gustavo Schnoor falou sobre a polêmica:
"Um dos problemas historiográficos diretamente derivados da reavaliação e do redimensionamento do Maneirismo é o de suas relações com o Renascimento e o Barroco. Embora a maior parte dos historiadores ainda fale em 'Renascimento fora da Itália', as linhas mais atuais tendem a considerar o conceito de Renascimento adequado apenas para definir a arte italiana dos inícios do século XV aos do XVI ou, no máximo, a poucas e isoladas manifestações artísticas transalpinas. Dentro de tal perspectiva, as demais artes europeias (especialmente a arquitetura) deveriam ser vistas dentro de um processo de transição, diretamente do Gótico ao Maneirismo. Ao final do século XX, a aceitação tardia do uso do conceito de Maneirismo acarretou certos desajustes. Assim, alguns autores estenderam o Maneirismo europeu por boa parte do século XVII (o que realmente ocorre em algumas áreas, mas não como fenômeno geral da cultura ocidental) — talvez por influência de Curtius e Hocke —, englobando figuras capitais do Barroco, como Caravaggio, Velázquez e Rembrandt.
"Na historiografia da arte luso-brasileira, as mesmas questões também nos afetam, já que algumas referências tradicionais usam os termos 'renascentista' e 'pós-renascentista' para definir o aspecto de inúmeras obras do século XVI, em Portugal, assim como o das mais antigas obras sobreviventes no Brasil, especialmente os altares de cantaria e os de talha (Santos, 1951; Silva Telles, 1985; Araújo, 1998), enquanto outras fontes as identificam ao Maneirismo. Em seu outro limite cronológico extremo, também o quadro da periodização da arte luso-brasileira apresenta problemas específicos, ou seja, na segunda metade do século XVII e inícios do XVIII, quando o Barroco começa a se superpor ao Maneirismo".
Porém, em que pesem as disputas, a tendência internacional mais recente é de entender o Maneirismo como um movimento independente tanto do Renascimento, embora dele derivado, quanto do Barroco, que o sucedeu e cresceu sobre suas bases. Mas o tema ainda não recebeu tratamento exclusivo pela crítica nacional, e seus conceitos são empregados apenas pontualmente em escritos que tratam do Barroco, o tema da história artística colonial que ainda monopoliza as atenções acadêmicas. Uma exceção é Schnoor, autor do único estudo até agora publicado que trata com exclusividade do movimento em sua expressão especificamente brasileira, O Maneirismo no Brasil (2003), embora seja um artigo breve. Rafael Schunk deu grande atenção ao Maneirismo brasileiro em suas várias expressões artísticas em sua dissertação de mestrado Frei Agostinho de Jesus e as tradições da imaginária colonial brasileira - séculos XVI-XVII (2012). Ainda falta ser criado um corpo de conhecimento que recupere com profundidade e divulgue em larga escala o legado maneirista no Brasil.